# Besançon
Vous lisez un « article de qualité » labellisé en 2007.
Pour les articles homonymes, voir Besançon (homonymie).
Pour l’article ayant un titre homophone, voir Bezançon.

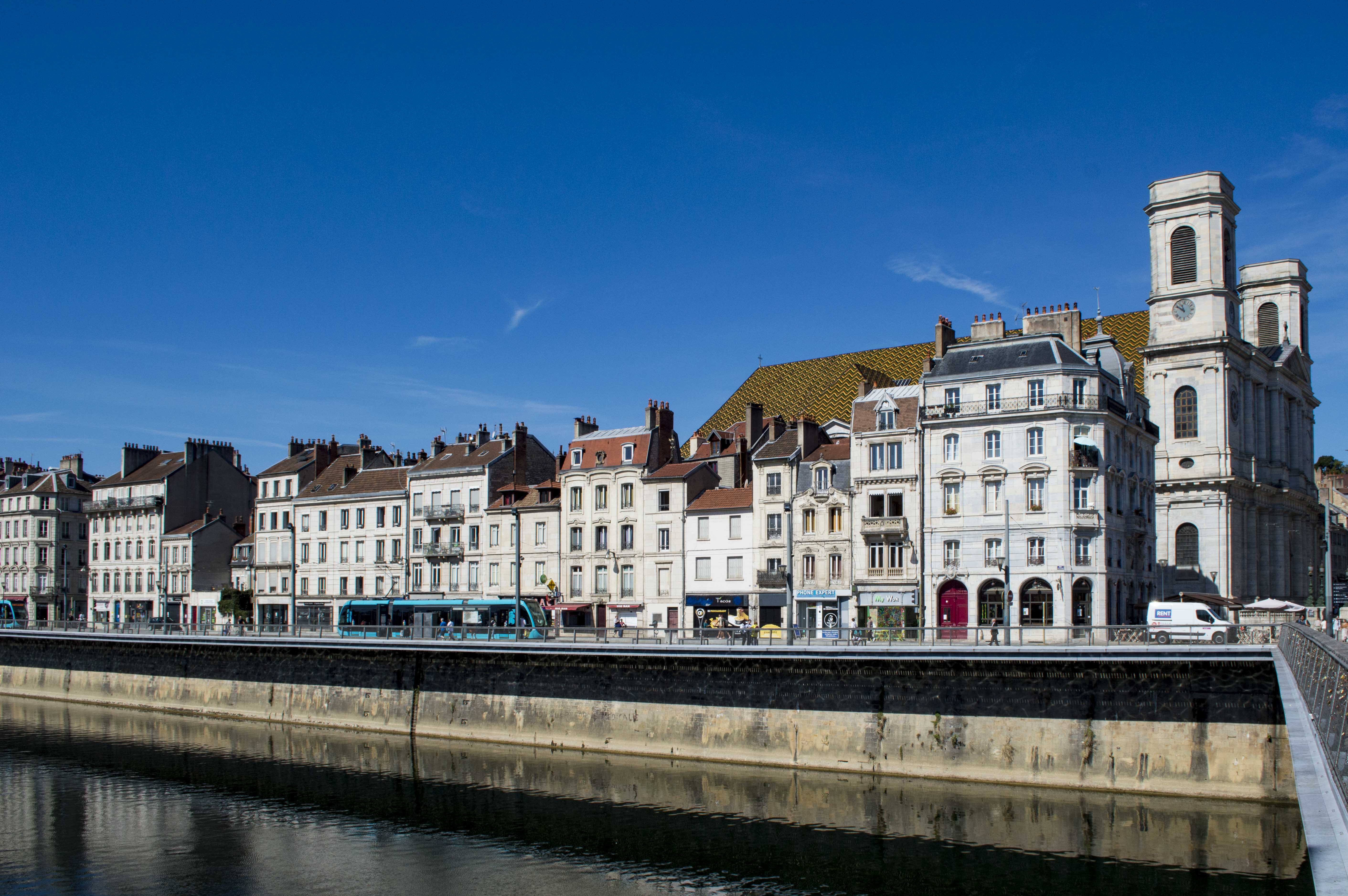
Le quai Veil-Picard dans le quartier Battant.

Besançon (/bəzɑ̃sɔ̃/) est une commune de l'Est de la France, préfecture du département du Doubs et siège du conseil régional de Bourgogne-Franche-Comté. Située en bordure du massif du Jura à moins d'une cinquantaine de kilomètres de la Suisse, elle est entourée de collines et traversée par le Doubs.
Capitale de la région historique et culturelle de Franche-Comté, Besançon constitue aujourd'hui un pôle administratif important au sein de la région administrative de Bourgogne-Franche-Comté en accueillant le siège du conseil régional et de la région académique ainsi qu'un certain nombre de directions régionales. Elle est également le siège d'une des quinze provinces ecclésiastiques françaises et une importante ville de garnison.
Besançon comptait 120 057 habitants en 2022, ce qui en fait la 34e commune la plus peuplée de France. Ses habitants sont appelés les Bisontins et Bisontines. Son unité urbaine rassemblait 142 054 habitants en 2022 et son aire d'attraction, qui s'étend sur les départements du Doubs, du Jura et de la Haute-Saône, comptait 284 311 habitants. Elle est au centre d'une intercommunalité, Grand Besançon Métropole, comprenant 67 communes et 198 387 habitants en 2022.
Établie dans un méandre du Doubs, la cité joue un rôle important dès l'époque gallo-romaine sous le nom de Vesontio, capitale du peuple des Séquanes. Conquise par Jules César lors de la guerre des Gaules en raison de sa position stratégique, elle est intégrée à la province romaine de Gaule belgique et se dote de nombreux monuments. Au Moyen Âge, Besançon devient une ville libre impériale au sein du Saint-Empire romain germanique, avant d'être rattachée au royaume d'Espagne de la maison de Habsbourg en 1654. Elle est définitivement rattachée à la France en 1678 par le traité de Nimègue, après sa conquête par Louis XIV, qui en fait la capitale de la Franche-Comté et y transfère l’université au détriment de Dole. Le souverain confie à Vauban la tâche de la transformer en une place forte majeure, en construisant la citadelle et en modernisant les remparts pour en faire un verrou stratégique protégeant la frontière de l’est. L’essor de l’industrie horlogère dès la fin du du XVIIIe siècle suivie de l'arrivée du chemin de fer en 1856 entraîne un essor économique significatif et consacre Besançon comme capitale de l’horlogerie française.
La ville a hérité de ce savoir-faire pour devenir un centre industriel important constitué d'entreprises innovantes dans le domaine des microtechniques, de la micromécanique et du génie biomédical. Son université accueille chaque année près de 30 000 étudiants, parmi lesquels environ 4 000 stagiaires venus du monde entier fréquentent le Centre de linguistique appliquée, reconnu pour son expertise dans l’enseignement des langues et la formation de professeurs.
Besançon se distingue par un patrimoine culturel et naturel d’une grande richesse, qui participe à son attractivité et à sa qualité de vie. Proclamée « première ville verte de France », elle offre de nombreux parcs et jardins, ainsi qu’un cadre naturel marqué par le méandre du Doubs et les collines environnantes. Ses fortifications militaires conçues par Vauban, inscrites au patrimoine mondial de l’UNESCO depuis 2008, comptent parmi les plus remarquables d’Europe. La ville recense 194 monuments inscrits ou classés aux monuments historiques, parmi lesquels des édifices emblématiques tels que la citadelle, la cathédrale Saint-Jean, la porte Noire et le palais Granvelle. Elle abrite également cinq musées labellisés musées de France, dont le musée des Beaux-Arts et d’Archéologie, l’un des plus anciens du pays, et le musée de la Résistance et de la Déportation. La vie culturelle est notamment marquée par l’organisation d’un festival de musique classique de renommée internationale, participant à son rayonnement en France et à l’étranger.

## Toponymie
Une première mention écrite de la ville est Vesontio par Jules César dans ses Commentaires sur la guerre des Gaules, Vesentionem au Ier siècle av. J.-C., Visontione par Ausone et Besantionem au IVe siècle par Ammien Marcellin. On a également retrouvé sur un portique dans la ville une inscription latine dédiée au dieu Mar(tis) Veso[nti(i)], divinité topique associée au site comme cela était fréquent chez les Gaulois. Le nom de la ville signifiait donc « le domaine du (dieu) Vesontios » d'après Delamarre. Au IVe siècle, un B remplace le V de Vesontio et le nom de la ville devient Besontio ou Bisontion, puis subit plusieurs transformations pour donner Besançon en 1243.
Les recherches sur le sens du nom Vesontio/Vesontios ont donné lieu à plusieurs interprétations, mais aucune ne s’impose avec certitude. On a évoqué une racine préceltique *ves- associée à l'idée de hauteur et que l’on retrouverait notamment dans les noms du Vésuve et du mont Viso, mais les toponymes basés sur cette racine sont très rares en France. Il convient probablement de relier le nom du dieu Vesontios à la rivière et à son méandre si caractéristique entourant presque complètement la ville (cf. la divinité fluviale représentée sur la porte Noire). Jacques Lacroix propose la racine gauloise *ves-, de la racine indo-européenne *veis signifiant courber, tourner, enrouler, tandis que Pierre-Henri Billy évoque un autre sens de la même racine *veis : couler, s'écouler.
Durant le Moyen Âge, plus précisément entre le IXe siècle et le XIIe siècle, la ville est parfois surnommée Chrysopolis (« la ville d’or »). L’origine de cette appellation, qui apparaît dans un écrit de 821, n’est pas non plus bien établie : présence d’or dans le lit du Doubs, présence de nombreux édifices romains, plaisanterie « besan sum » (« je suis une pièce d’or »), rapprochement entre Byzance et Besançon, Chrysopolis ayant été dans l’Antiquité le nom d’un quartier de Byzance.
À la Belle Époque, alors que la ville connaît une activité thermale intense, elle est parfois appelée Besançon-les-Bains.

## Géographie

### Situation
La ville de Besançon jouit d’une situation privilégiée sur l’axe structurant européen Rhin-Rhône,, voie de communication entre mer du Nord et Méditerranée, l'Europe du Nord et l'Europe du Sud. Elle est située plus précisément à la jonction de la région montagneuse d’élevage du massif du Jura et des vastes plaines cultivables fertiles franc-comtoises. La ville est placée sur le front externe du massif jurassien, dans la zone des faisceaux externes ; Besançon étant situé entre deux faisceaux, les faisceaux des Avant-Monts au nord et le faisceau bisontin au sud,,.
Elle se trouve dans la pointe nord-ouest du département du Doubs, dans la vallée du Doubs. Elle est localisée à 75 kilomètres à l'est de Dijon, à 188 kilomètres au nord-est de Lyon, à 197 kilomètres au sud-ouest de Strasbourg et à 327 kilomètres au sud-est de Paris, capitale nationale. La frontière avec la Suisse se trouve à 46 km à vol d'oiseau, la ville helvétique de plus de 100 000 habitants la plus proche étant Lausanne, à 93 km au sud-est.
Besançon est limitrophe de 18 autres communes :
| Bonnay Tallenay                                                            | Mérey-Vieilley Vieilley | Braillans                         |
| Châtillon-le-Duc École-Valentin Pirey Pouilley-les-Vignes Serre-les-Sapins | Besançon                | Thise Chalezeule Montfaucon Morre |
| Franois                                                                    | Avanne-Aveney Beure     | Fontain                           |

### Géologie et relief
D'une superficie de 65,05 km2, la commune de Besançon est la plus étendue du département du Doubs et la huitième plus vaste de la région Bourgogne-Franche-Comté. Son altitude varie de 235  à   620 mètres. Le point culminant de la commune est situé au fort de Chailluz, appelé également fort de la Dame Blanche, sur la crête des Avant-Monts. L'altitude minimale est mesurée au niveau du lit du Doubs à son débouché du territoire communal, à proximité de la station d'épuration de Port Douvot.
La ville s'est développée dans un site géographique naturel particulièrement remarquable. En effet, la cité antique s'est établie dans un important méandre du Doubs de près d’un kilomètre de diamètre, prenant la forme d’une boucle presque parfaite fermée et surplombée par le mont Saint-Étienne, une section du faisceau bisontin abrupt du côté de la ville, dont la pointe est intégralement coiffée de l’imposante citadelle de Vauban. Puis la ville a débordé de ce cadre initial (d’une altitude moyenne de 250 mètres) pour s’étendre dans une cuvette entourée de sept collines dont la plupart sont coiffées de forts : Planoise (490 m), Rosemont (463 m), Bregille (447 m), Chaudanne (422 m), Saint-Étienne (371 m), Fort-Benoit (365 m) et la Roche d’Or (316 m). Cette configuration amène parfois à faire la comparaison avec le site de la ville de Rome qui est également dominée par sept collines.
Ce site particulier a donc pendant longtemps constitué un emplacement idéal de développement urbain, tant d’un point de vue stratégique et militaire pour son rôle défensif, qu’économique et commercial avec son débouché fluvial, ses forêts et ses plaines favorables à l'agriculture et à l'élevage.
Le centre historique, correspondant au quartier installé à l’intérieur du méandre du Doubs, dénommé quartier de la Boucle, et au quartier de Battant, première excroissance historique sur la rive droite, constitue le site primitif et exclusif de développement de la ville jusqu’à la révolution industrielle.

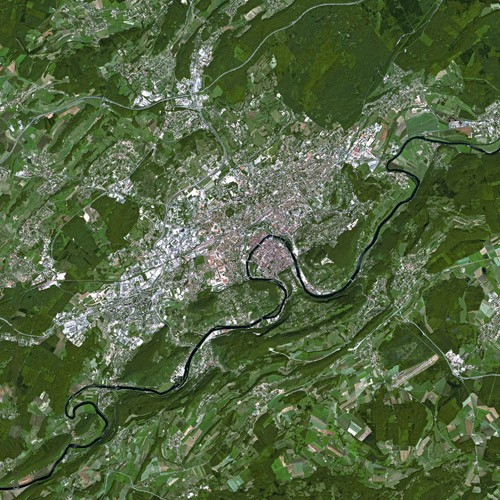
Vue satellite de Besançon (image SPOT).
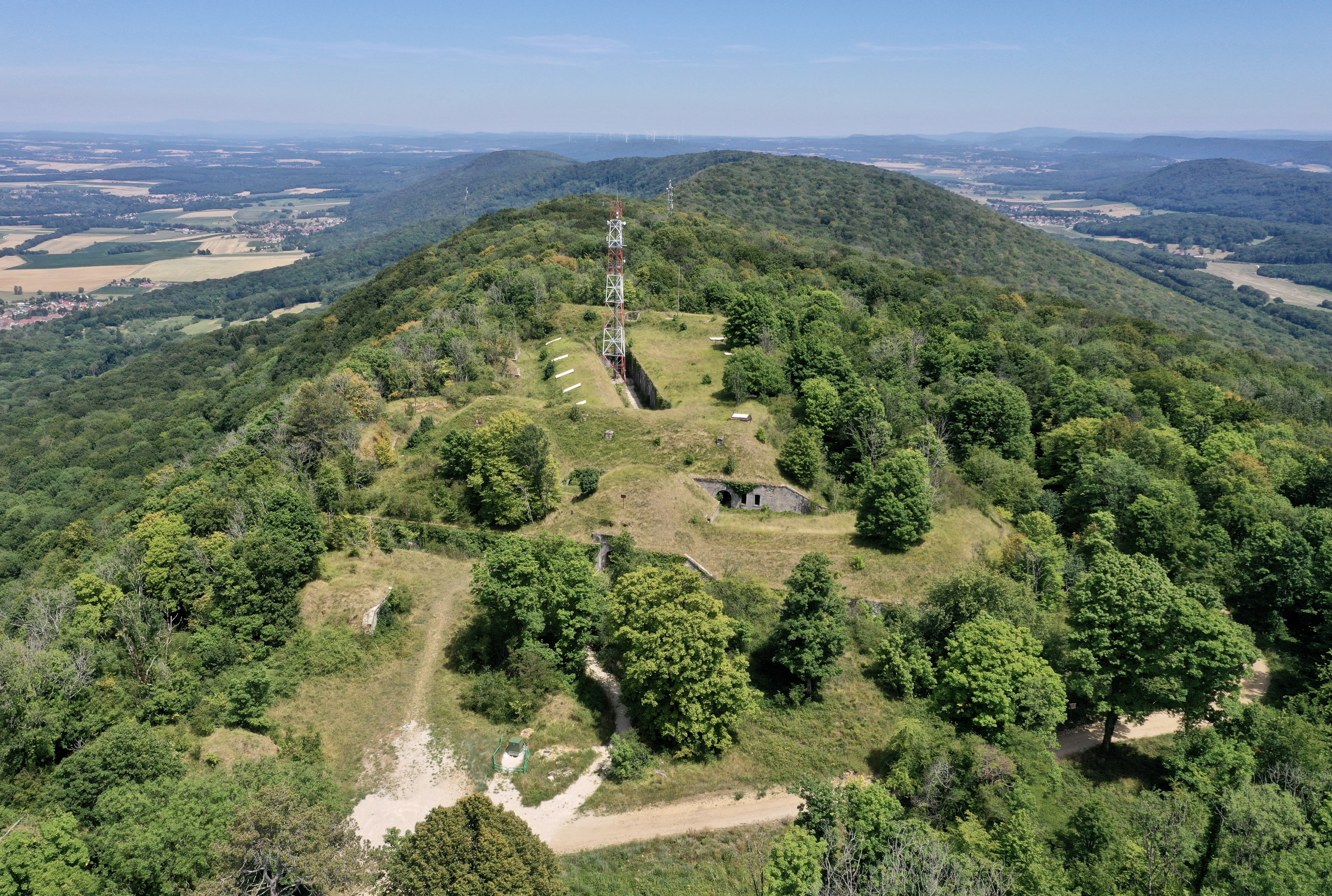
Le fort de la Dame Blanche, point culminant de la commune.
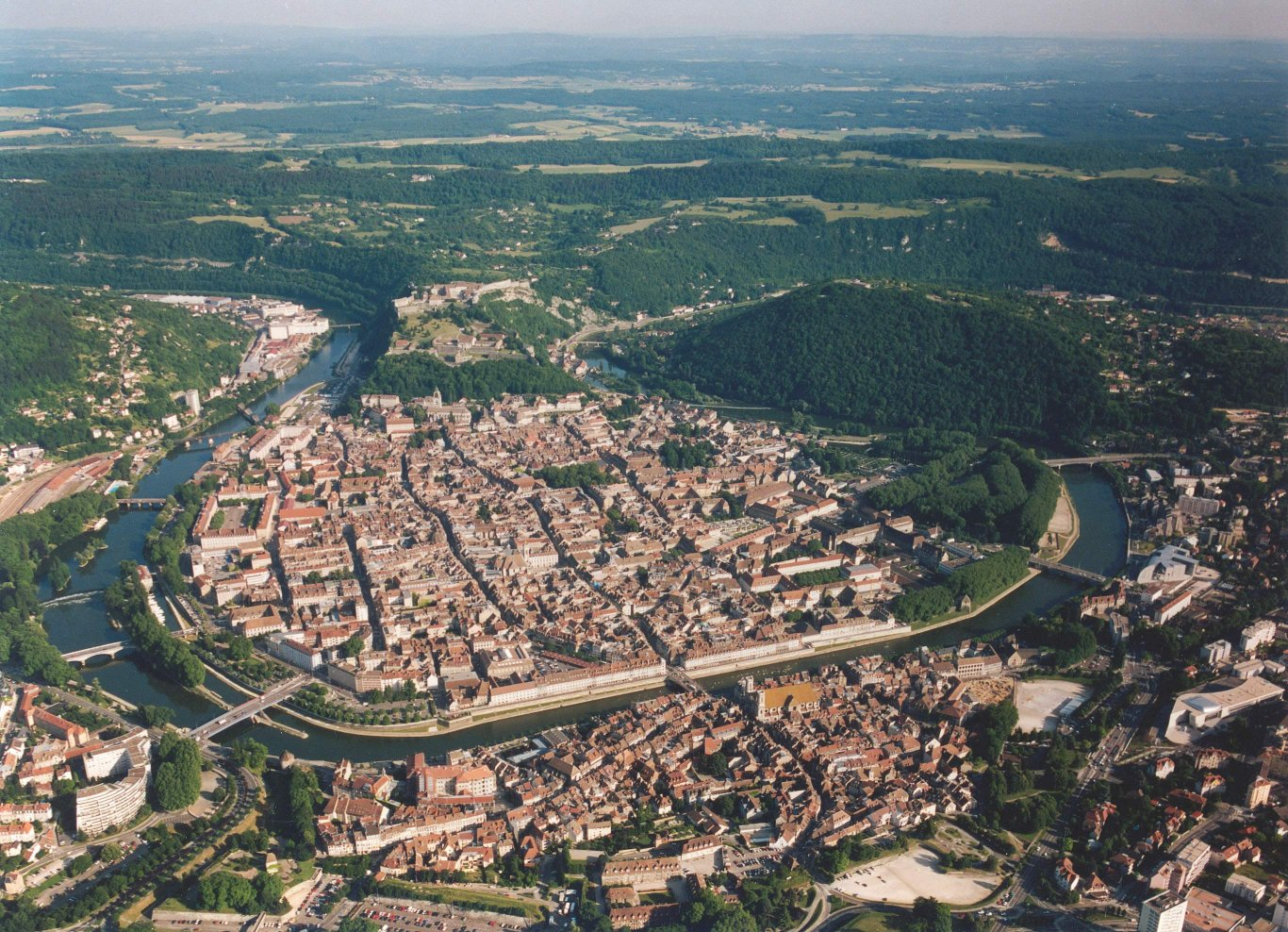
Le centre-ville historique, établi dans un méandre du Doubs.

Carte géologique simplifiée des unités structurales du massif du Jura.

La commune s'inscrit dans la grande région naturelle du Jura externe, où elle s'est implantée sur un des plis majeurs du faisceau bisontin, l'anticlinal de la citadelle le plus souvent érodé jusqu’aux calcaires du Jurassique moyen. Ce pli est bordé à l'ouest par le plateau de Besançon et à l'est par le synclinal de La Chapelle-des-Buis, lui-même flanqué par l’anticlinal des Mercureaux, qui marque le début du plateau de Montrond. Cet anticlinal dont font partie toutes les collines du site de Besançon, permet aux eaux du Rhin et du Doubs de s'écouler indistinctement d'un côté ou d'un autre du pli. Les deux chaînons boisés du faisceau bisontin forment deux séries de crêtes calcaires (vers 400-500 mètres) dans lesquelles la vallée du Doubs s'est incrustée, et s'est accommodée de la déformation alpine en encaissant ses méandres anciens ou actuels (Chalèze, Besançon, Avanne-Aveney, Thoraise), dans l'anticlinal tranché en cluses (ex : double cluse fossile de Velotte, de la Malcombe et de la Roche d'Or, cluses actives de Rivotte et de Tarragnoz),.
La série stratigraphique du sous-sol bisontin s'étend du début du Jurassique moyen (-175 Ma) jusqu'à nos jours, cependant les strates du Crétacé et de l'ère tertiaire sont manquantes.
Une bonne partie du territoire de la commune est constituée de calcaires du Bathonien. Cette couche traverse la commune en recouvrant la partie est et sud de la forêt de Chailluz, les quartiers Palente-Orchamps-Saragosse, Battant et Planoise-Châteaufarine, les moitiés sud des quartiers Saint-Claude-Torcols et Montrapon-Montboucons, les moitiés nord des quartiers Chaprais-Cras et Butte-Grette. Le nord de la commune est constitué de calcaires de l'Aalénien supérieur et du Bajocien inférieur. Les parties sud des quartiers de Palente-Orchamps-Saragosse et de Chaprais-Cras sont constitués de dalles nacrées du Callovien inférieur ; on retrouve aussi cette roche sur des portions de falaises du mont de Brégille et à Châteaufarine. Les calcaires de l'Oxfordien et du Callovien supérieur sont présents à Châteaufarine, dans la zone industrielle de Trépillot et sur les pentes du mont de Brégille. En plusieurs endroits, se trouvent des dépôts fluviatiles non-datés recouvrant les calcaires bathoniens, notamment à Saint-Ferjeux et Planoise.
Le site de Besançon est traversé par un réseau de petites failles orientées parallèlement au faisceau bisontin. C'est dans la région bisontine que les caractéristiques de ce faisceau sont les plus visibles. Besançon est située à la bordure nord du faisceau et une partie de la ville est placée dans un des deux synclinaux de cette structure plissée. Plusieurs lambeaux du bassin houiller keupérien s'étendent sur le versant nord-ouest du massif jurassien, dans les environs de la ville. Ils sont situés au sud, à l'est et au nord-ouest suivant un axe Belfort - Lons-le-Saunier.

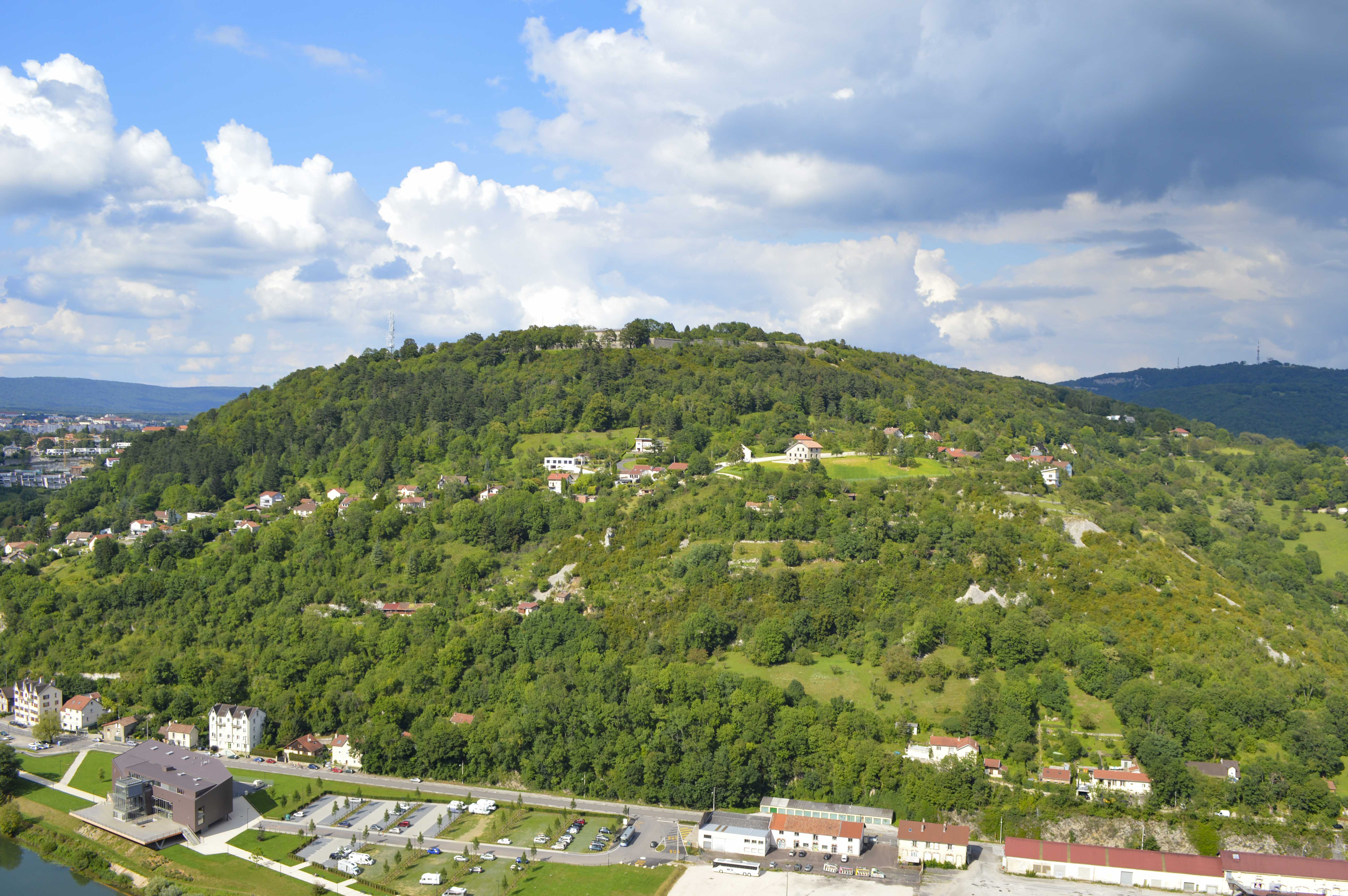
La colline de Bregille, vue depuis la citadelle.
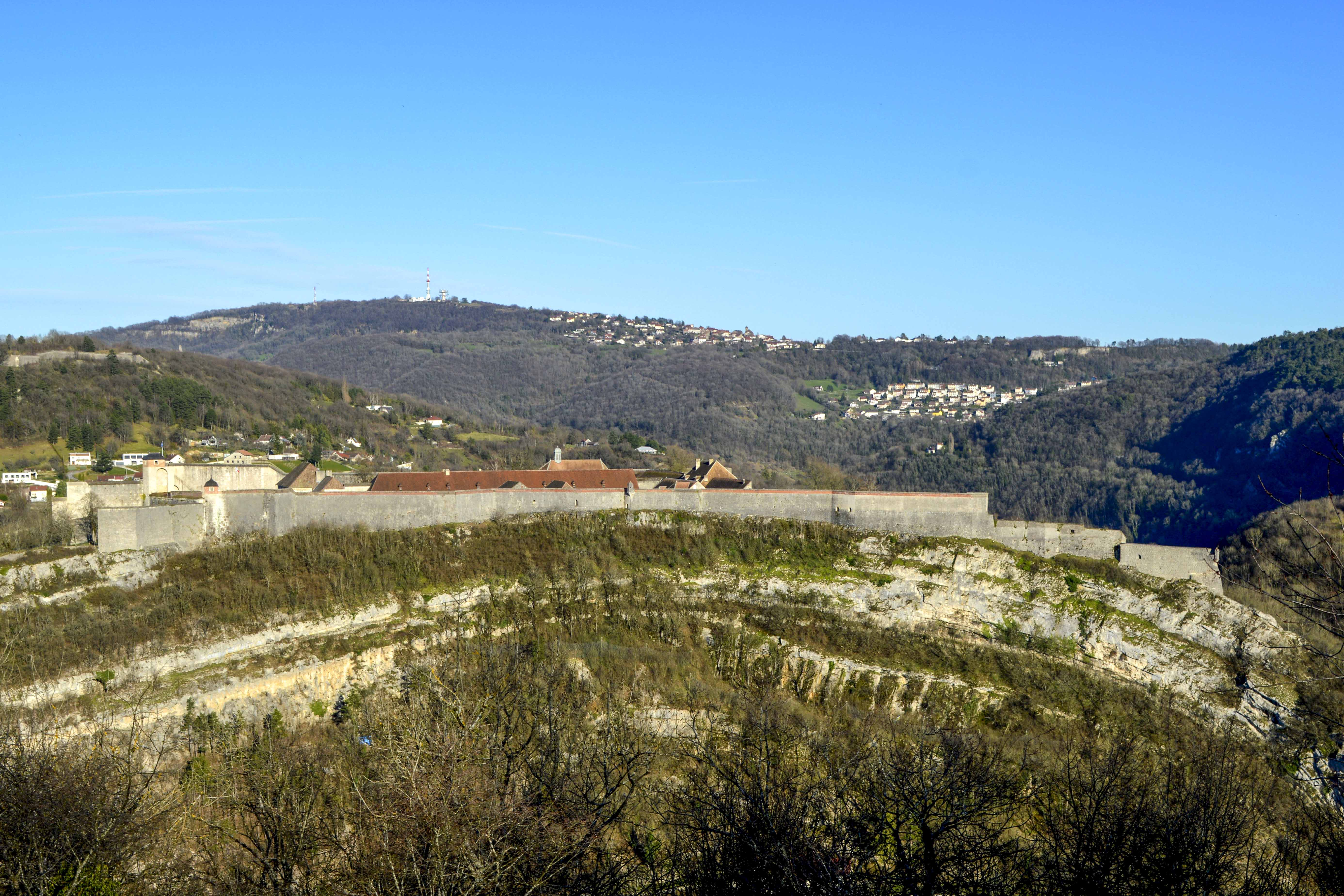
La citadelle surplombe les couches ployées de l'anticlinal du mont Saint-Étienne.
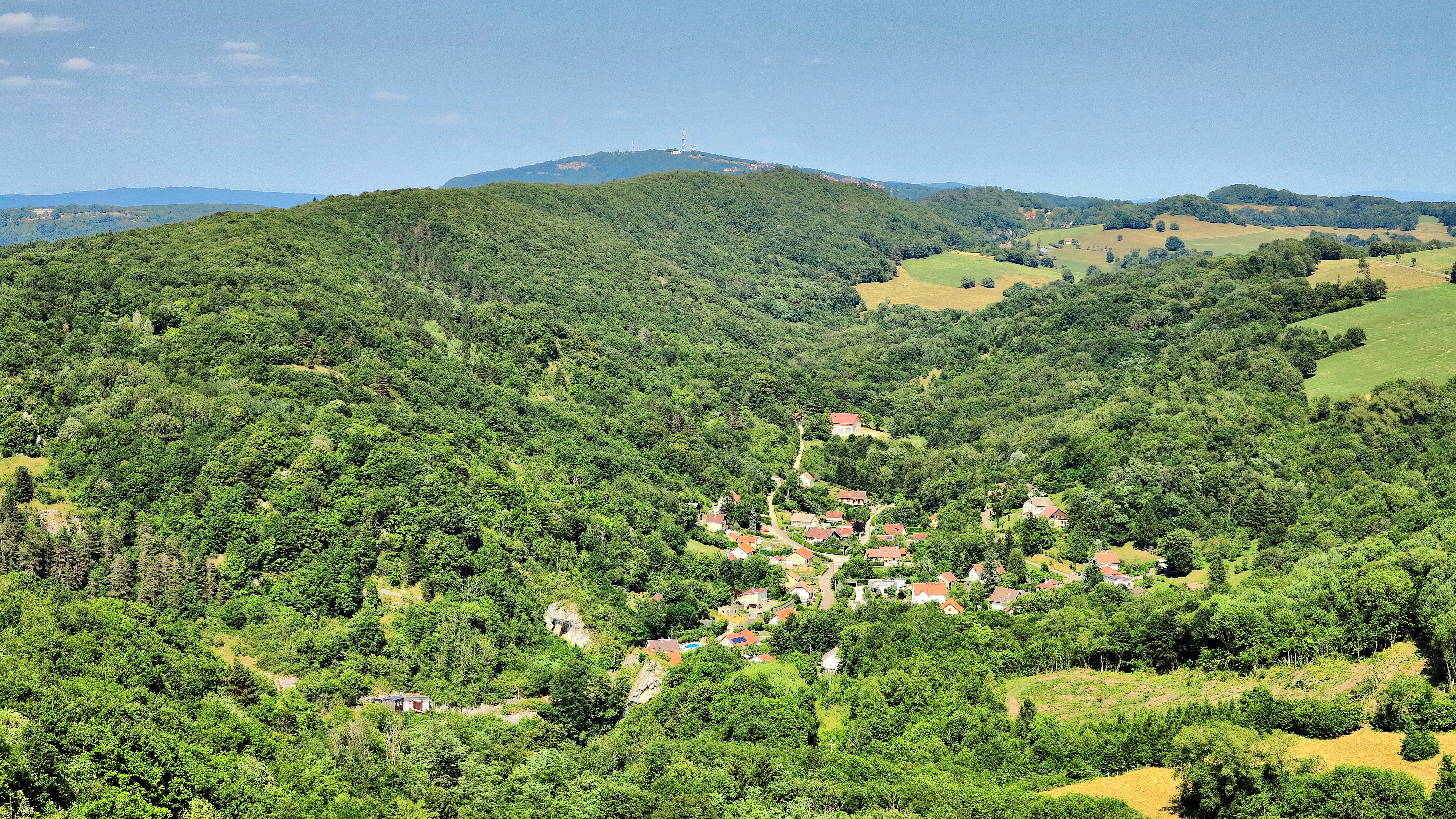
La combe des Mercureaux sur la rive « sauvage » et plus préservée du Doubs, avec en arrière-plan l'antenne-relais de Montfaucon.
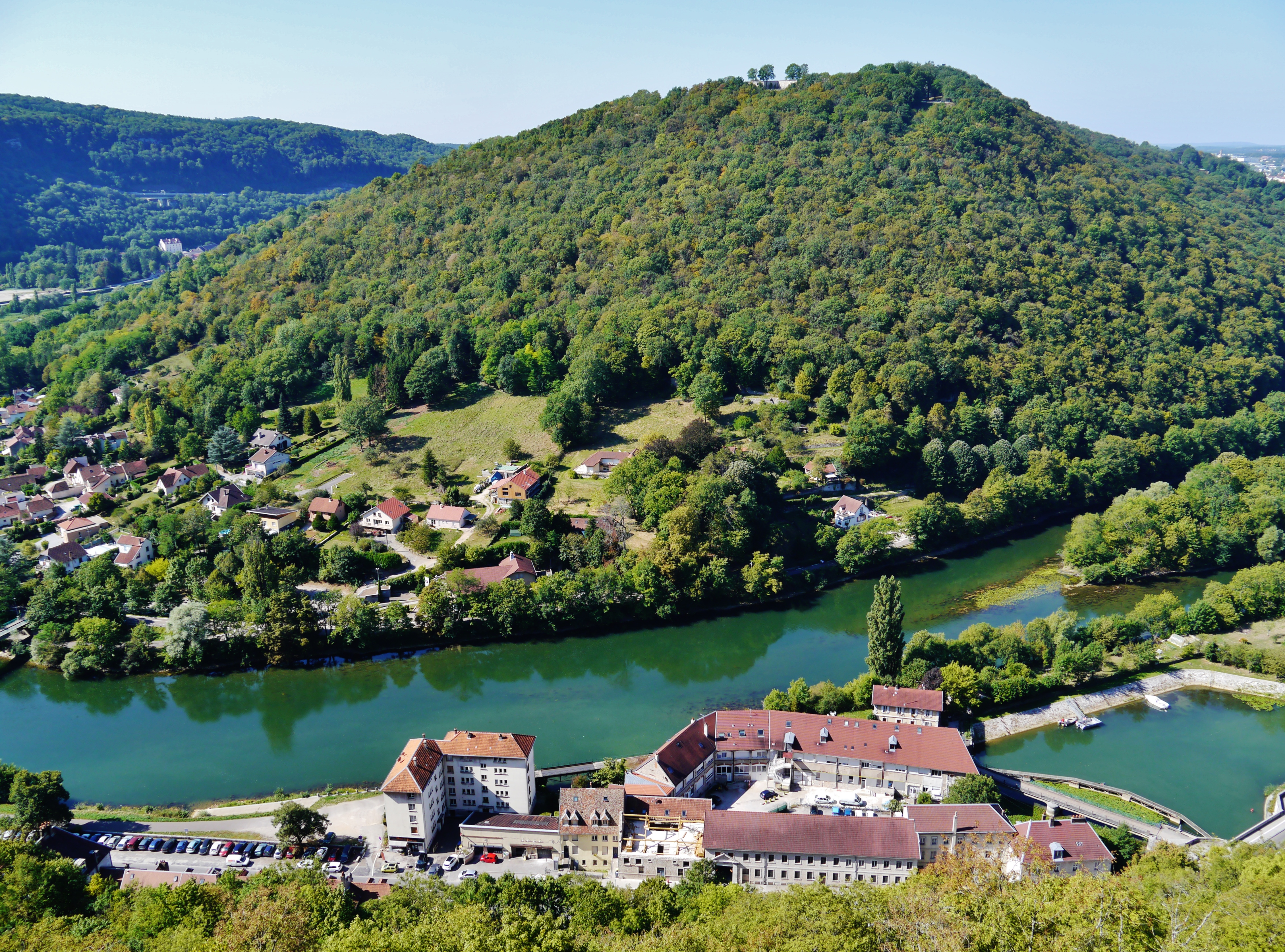
La colline de Chaudanne.

### Hydrographie
La ville de Besançon est traversée par le Doubs sur une douzaine de kilomètres, qui coule du nord-est vers le sud-ouest et forme un méandre d'environ 1,5 km de diamètre. Le Doubs est enjambé à Besançon par treize points de passage : la passerelle de la Malate, la passerelle des Près-de-Vaux Jean Abisse, la passerelle de Chardonnet, le pont de chemin de fer de Rivotte, le pont de Bregille, le pont de la République, le pont Robert-Schwint, le pont Battant, le pont Canot, le pont Charles-de-Gaulle, la passerelle de Mazagran, le pont de Velotte et le pont de Beure.

### Climat
Besançon est soumise à une double influence climatique, océanique d’une part (précipitations importantes tant en quantité qu’en fréquence) et une forte influence continentale d’autre part avec des hivers rudes (fortes gelées, neige) et des étés chauds et secs. D’une manière générale, le climat de Besançon se caractérise par une forte variabilité, tant au cours d’une saison que d’une année sur l’autre.
Tableau comparatif des données climatiques de Besançon
| Ville             | Ensoleillement · (h/an) | Pluie · (mm/an) | Pluie · (j/an) | Neige · (j/an) | Orage · (j/an) | Brouillard · (j/an) |
| ----------------- | ----------------------- | --------------- | -------------- | -------------- | -------------- | ------------------- |
| Médiane nationale | 1 852                   | 835             | Non connu      | 16             | 25             | 50                  |
| Besançon          | 1 873                   | 1 157           | 136            | 24             | 26             | 22                  |
| Paris             | 1 717                   | 634             | 109            | 13             | 20             | 26                  |
| Nice              | 2 760                   | 791             | 62             | 1              | 28             | 2                   |
| Strasbourg        | 1 747                   | 636             | 112            | 26             | 28             | 69                  |
| Brest             | 1 555                   | 1 230           | 160            | 6              | 12             | 78                  |
| Bordeaux          | 2 070                   | 987             | 123            | 3              | 32             | 78                  |

Avec 1 157 millimètres de précipitations par an, la ville est une des plus pluvieuses du pays derrière Chambéry (1 204 mm/an), Brest (1 230 mm/an) et Biarritz (1 474 mm/an). Ces précipitations ont lieu en moyenne 141 jours par an, dont une trentaine de jours avec chutes de neige. Elle bénéficie cependant d’un bon ensoleillement de 1 873 heures par an, supérieur à la médiane nationale, et variant de 56 heures en décembre à 249 heures en juillet. Il gèle en moyenne 58 jours par an. Le secteur de Besançon n’est pas très venté, la vitesse du vent atteignant en moyenne 2,2 m/s, avec une seule journée par an où l’on relève des rafales d’au moins 100 km/h.
Les records de température maximale et minimale sur Besançon sont respectivement de 40,3 °C le 28 juillet 1921 et −20,7 °C le 9 janvier 1985. La température moyenne annuelle est de 10,2 °C.
La station météorologique de Météo-France installée sur la commune et mise en service en 1884 permet de connaître en continu l'évolution des indicateurs météorologiques. Le tableau détaillé pour la période 1981-2010 est présenté ci-après.
| Mois                                  | jan.             | fév.             | mars          | avril           | mai             | juin           | jui.            | août           | sep.            | oct.            | nov.             | déc.             | année      |
| ------------------------------------- | ---------------- | ---------------- | ------------- | --------------- | --------------- | -------------- | --------------- | -------------- | --------------- | --------------- | ---------------- | ---------------- | ---------- |
| Température minimale moyenne (°C)     | 0,1              | 0,2              | 3             | 5,6             | 9,4             | 12,9           | 14,7            | 14,5           | 11,1            | 7,7             | 3,5              | 0,9              | 7          |
| Température moyenne (°C)              | 2,9              | 3,9              | 7,5           | 10,8            | 14,6            | 18,2           | 20,2            | 20             | 16              | 11,9            | 6,7              | 3,7              | 11,4       |
| Température maximale moyenne (°C)     | 5,8              | 7,6              | 12,1          | 16,1            | 19,9            | 23,6           | 25,7            | 25,5           | 21              | 16,1            | 10               | 6,4              | 15,8       |
| Record de froid (°C) date du record   | −20,7 09.01.1985 | −20,6 10.02.1956 | −14 01.03.05  | −5,2 02.04.1952 | −2,4 03.05.1909 | 2,1 02.06.1936 | 4,5 18.07.1970  | 3,4 20.08.1885 | −0,1 25.09.1931 | −6,1 28.10.1887 | −11,3 28.11.1915 | −19,3 30.12.1939 | −20,7 1985 |
| Record de chaleur (°C) date du record | 18,6 01.01.2023  | 21,7 29.02.1960  | 25,1 31.03.21 | 29,1 27.04.1893 | 32,2 26.05.1892 | 36,6 18.06.22  | 40,3 28.07.1921 | 38,3 12.08.03  | 34,6 05.09.1949 | 30,1 07.10.09   | 23 02.11.1899    | 20,8 16.12.1989  | 40,3 1921  |
| Ensoleillement (h)                    | 68,4             | 96,8             | 152,8         | 183,8           | 208             | 230,8          | 248,7           | 237,2          | 183,6           | 131,6           | 74,9             | 56,2             | 1 872,5    |
| Précipitations (mm)                   | 89,7             | 81,2             | 85            | 86,6            | 107,9           | 97,5           | 88,8            | 96,1           | 100,7           | 111,7           | 106,5            | 105,3            | 1 157      |

## Urbanisme

### Typologie
Au 1er janvier 2024, Besançon est catégorisée grand centre urbain, selon la nouvelle grille communale de densité à 7 niveaux définie par l'Insee en 2022.
Elle appartient à l'unité urbaine de Besançon, une agglomération intra-départementale dont elle est ville-centre,. Par ailleurs la commune fait partie de l'aire d'attraction de Besançon, dont elle est la commune-centre,. Cette aire, qui regroupe 308 communes, est catégorisée dans les aires de 200 000 à moins de 700 000 habitants,.

### Morphologie urbaine

#### Quartiers

Carte des quartiers de Besançon
01 : Centre-Chapelle des Buis
02 : Velotte
03 : Butte-Grette
04 : Battant
05 : Chaprais-Cras
06 : Bregille
07 : Saint-Ferjeux-Rosemont
08 : Montrapon-Montboucons
09 : Saint-Claude-Torcols
10 : Palente-Orchamps-Saragosse
11 : Vaîte-Clairs Soleils
12 : Planoise
13 : Les Tilleroyes
14 : Forêt de Chailluz

Selon l'agence d'urbanisme de l'agglomération de Besançon (AudaB), la commune est composée de quatorze grands quartiers présentant une étonnante diversité, de Velotte aux allures de village champêtre à la vaste ZUP de Planoise en passant par Battant, ancien quartier de vignerons :
| - 01 - Centre-Chapelle des Buis (10 659 hab. en 2018) - 02 - Velotte (2 458 hab. en 2018) - 03 - Butte-Grette (8 067 hab. en 2018) - 04 - Battant (4 082 hab. en 2018) - 05 - Chaprais-Cras (15 853 hab. en 2018) - 06 - Bregille (3 246 hab. en 2018) - 07 - Saint-Ferjeux-Rosemont (6 803 hab. en 2018) - 08 - Montrapon-Montboucons (13 320 hab. en 2018) - 09 - Saint-Claude-Torcols (15 373 hab. en 2018) - 10 - Palente-Orchamps-Saragosse (10 824 hab. en 2018) - 11 - Vaîte-Clairs Soleils (5 534 hab. en 2018) - 12 - Planoise-Châteaufarine (18 141 hab. en 2018) - 13 - Les Tilleroyes (2 415 hab. en 2018) - 14 - Chailluz (0 hab. en 2018) |

#### Tissu urbain

Plan du centre-ville de Besançon.

Le centre historique présente principalement un plan en damier tel qu’on peut le retrouver dans la plupart des cités romaines. Le cardo maximus correspondait plus ou moins à l’actuelle Grande Rue qui débouchait au nord sur l’unique pont de la ville, le pont Battant, et au sud sur la porte Noire, un arc de triomphe. Une deuxième artère nord-sud d’importance est constituée par l’actuelle rue des Granges. L’habitat y est très dense et les rues étroites.
Au XIXe siècle, les quartiers voisins de la première couronne, tels que les Chaprais ou la Butte, connaissent un essor important. Ces quartiers présentent aujourd’hui un tissu dense d’immeubles ne dépassant pas cinq ou six étages et de zones pavillonnaires.
Après la Seconde Guerre mondiale et durant tout le baby-boom, les besoins en logements sont importants : de grands ensembles sont construits le long d’un axe est-ouest, avec notamment Planoise, Montrapon, Palente et les Clairs-Soleils. La plupart de ces quartiers connaissent à la fin du XXe siècle et au début du XXIe siècle des opérations de démolition-reconstruction et de réhabilitation importantes.
L’essentiel de la croissance démographique au début du XXIe siècle s’effectue dans les quartiers limitrophes de la commune, les Tilleroyes, les Montboucons ou encore les Torcols, à dominante pavillonnaire.
Globalement, l’étalement urbain s’est opéré selon un axe préférentiel sud-ouest - nord-est du fait notamment du faisceau de collines créant un effet de barrière au sud. L’urbanisation s’opère sur une distance maximale nord-sud de six kilomètres environ tandis que de l’est à l’ouest, cette distance est quasiment double avec douze kilomètres.

#### Architecture

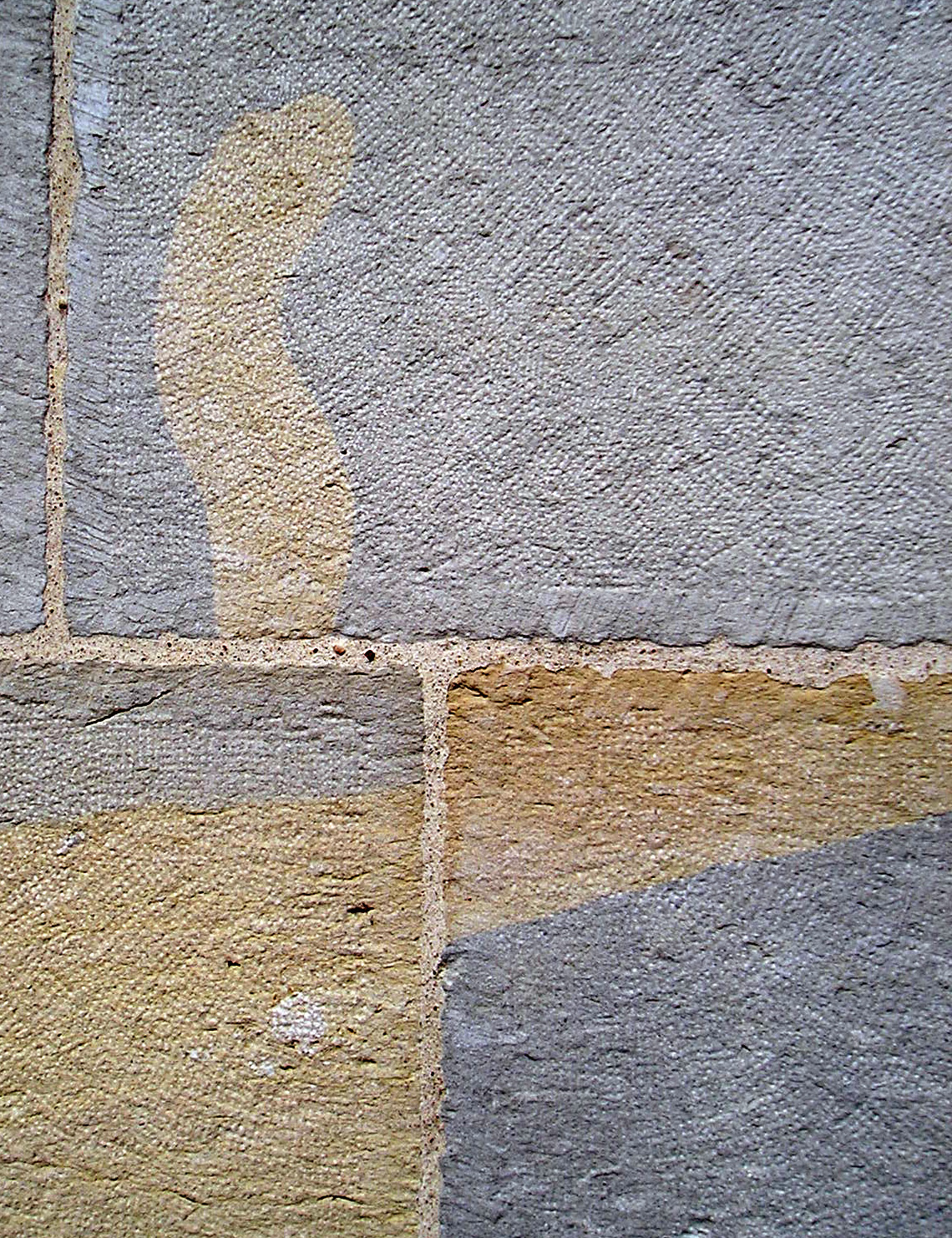
Pierre de Chailluz.

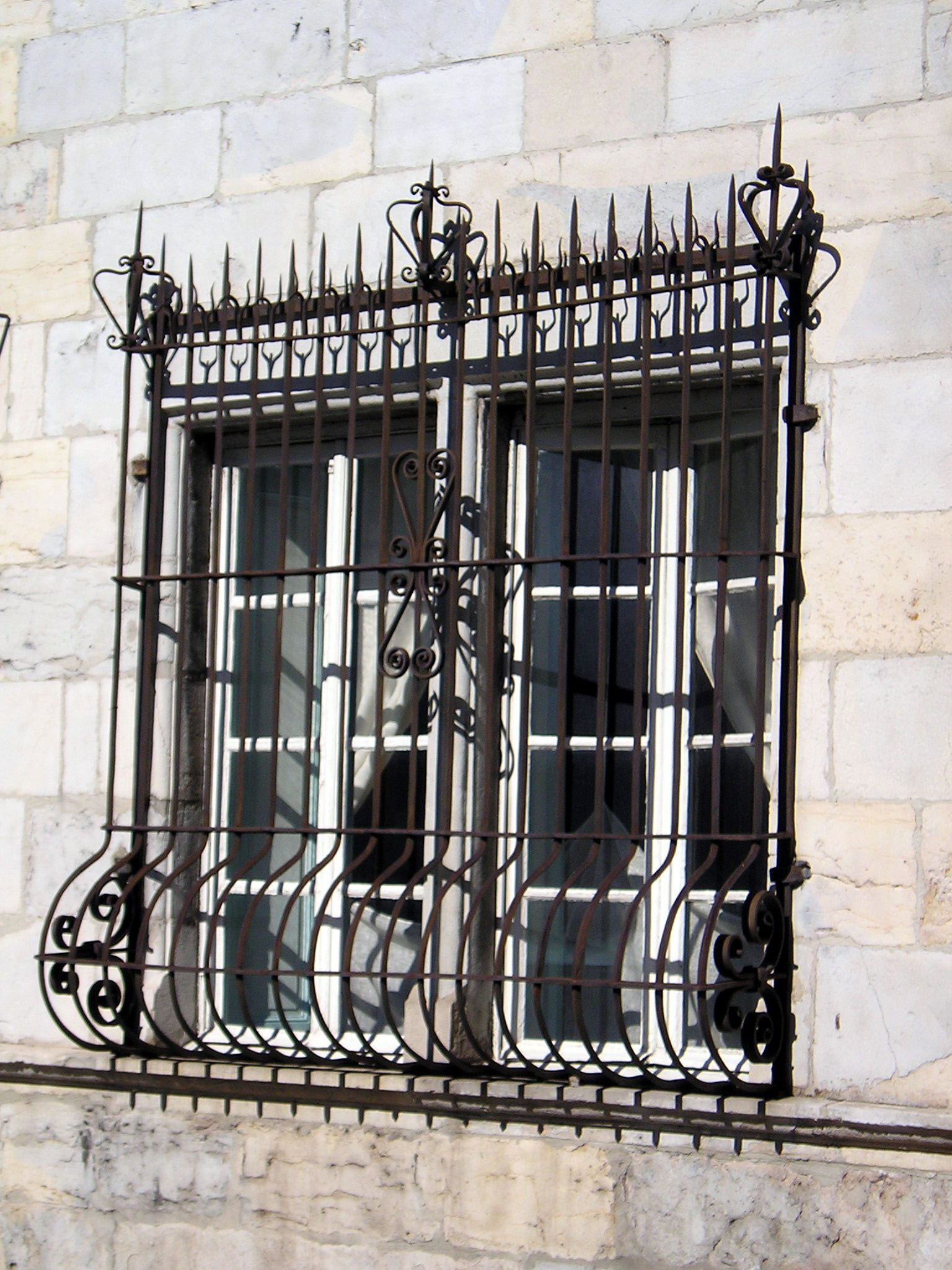
Grille de fenêtre, ornement courant à Besançon.

Le centre ancien constitue un ensemble architectural homogène et dense constitué de vieux immeubles d’habitation et d’édifices publics bien préservés.
La majorité des bâtiments y sont construits en pierre de Chailluz, pierre calcaire extraite de carrières proches de Besançon et dont la particularité est de présenter deux teintes : ocre avec de grandes taches de couleur bleu-gris. Cette pierre a été imposée en 1569 afin de mettre un terme aux incendies destructeurs qui sévissaient régulièrement et détruisaient des quartiers entiers. L’habitat y est très serré, laissant néanmoins la place à une multitude d’arrière-cours et leurs somptueux escaliers à cage ouverte, une des spécificités de Besançon, dont la plus célèbre est celle de l’hôtel de Champagney.
Une des particularités des immeubles de Besançon est également la présence de grilles arrondies en fer forgé fixées aux fenêtres des rez-de-chaussée, évoquant les « rejas » d’origine espagnole.

### Logement
En 2021, le nombre total de logements dans la commune était de 72 468, alors qu'il était de 69 719 en 2015 et de 66 815 en 2010.
Parmi ces logements, 88,1 % étaient des résidences principales, 2,3 % des résidences secondaires et 9,6 % des logements vacants. Ces logements étaient pour 12,5 % d'entre eux des maisons individuelles et pour 86,4 % des appartements.
Le tableau ci-dessous présente la typologie des logements à Besançon en 2021 en comparaison avec celle du Doubs et de la France entière.
| Typologie                                               | Besançon | Doubs | France entière |
| ------------------------------------------------------- | -------- | ----- | -------------- |
| Résidences principales (en %)                           | 88,1     | 87,2  | 82,2           |
| Résidences secondaires et logements occasionnels (en %) | 2,3      | 4,2   | 9,7            |
| Logements vacants (en %)                                | 9,6      | 8,5   | 8,1            |

En ce qui concerne les logements sociaux, la ville en compte 17 185 sur un total de 61 082 résidences principales, soit une proportion de 28 % qui est supérieur au seuil de 25 % exigé par la loi Duflot I. La localisation de ces logements sociaux est concentrée au sud-ouest de la commune (Planoise, Rosemont et la Grette) avec 45,8 % de l'ensemble et à l'est (Palente, les Orchamps, les Clairs-Soleils) qui représente 14,2 % du parc communal.

### Projets d'aménagement
Plusieurs grands projets sont en cours de réalisation à Besançon pour les années 2020. Au centre-ville, le site de l'ancien hôpital Saint-Jacques, s'étendant sur 7 hectares, est au cœur d'un vaste projet de réhabilitation. Ce projet inclut la construction d'une grande bibliothèque d'agglomération, dont l'ouverture est prévue pour 2028, et la création de 600 à 700 logements. Par ailleurs, de nombreux travaux de piétonnisation et de végétalisation des espaces publics sont menés au cours de la décennie, notamment la place de Lattre de Tassigny (2022), le pont de la République (2022), la rue Gambetta (2023), la place de la Révolution (2024), les rues Proudhon et de la République (2025).
L'écoquartier des Vaîtes est une opération d'aménagement concernant une zone de 23 hectares dont 11,5 hectares urbanisés avec près de 600 logements et une nouvelle école. L'écoquartier Vauban, qui sort de terre depuis 2018 sur le site d'anciennes casernes militaires, doit être achevé en 2028. Ce quartier comprendra près de 800 logements et un parc de deux hectares. Le quartier de Planoise est l'objet d'un nouveau programme de renouvellement urbain (NPRU) s'étalant de 2019 à 2029. Ce projet inclut la démolition de 1 191 logements, la rénovation de 695 logements, la réorganisation des espaces extérieurs et la redynamisation des espaces commerciaux.
Le campus Bouloie-Temis bénéficie d'un investissement de 80 millions d'euros entre 2021 et 2025 pour en faire un campus d'excellence. Ce programme prévoit la construction d'un learning center, la rénovation du bâtiment Métrologie B de l'UFR Sciences et techniques, des aménagements paysagers, la construction d'un nouveau bâtiment pour l'Institut supérieur d'ingénieurs de Franche-Comté, l'extension de l'UFR de Droit, ainsi que la création de nouvelles serres pour le jardin botanique et la construction d'une Maison des Sports.
Enfin, l'achèvement du contournement de Besançon, avec la mise à 2x2 voies de la section de 3,5 km entre les boulevards et Beure, devrait être finalisé entre 2026 à 2030.

### Voies de communication et transports

Réseau de transports de l'agglomération de Besançon.

Dès l’Antiquité, Besançon était située sur la route de Rome, voie romaine reliant Rome à la mer du Nord, appelée via Francigena à partir du Moyen Âge et passant par Calais, Reims, Lausanne et Aoste.
De nos jours, les transports à Besançon, comme dans de nombreuses autres villes européennes, sont dominés par l’automobile dont le trafic augmente continuellement depuis plusieurs années. L’autoroute A36 Beaune - Mulhouse, qui passe au nord de l’agglomération, est l’axe principal la reliant aux autres villes françaises et étrangères. Deux routes nationales, la N57 reliant Metz, Nancy, Épinal et Vesoul à la frontière suisse et la N83 Besançon - A391 au niveau de Poligny constituent les deux autres axes principaux. Au niveau local, des efforts sont entrepris depuis plusieurs années pour décongestionner la ville : construction d’un tunnel routier sous la citadelle entre 1993 et 1996 ; construction d’un contournement dont le maillon nord-ouest (voie des Montboucons) a été ouvert en 2003, le maillon sud-ouest (voie des Mercureaux) le 11 juillet 2011 et dont le maillon ouest entre Beure et l'échangeur des boulevards a été déclaré d'utilité publique en 2022.
À Besançon, la principale alternative à la route est la voie ferrée. La ville est desservie par la ligne à grande vitesse Rhin-Rhône depuis le 11 décembre 2011, les rames TGV desservant majoritairement la gare de Besançon Franche-Comté TGV située en périphérie mais également la gare de Besançon-Viotte proche du centre-ville. La ligne ferroviaire reliant les deux gares est aussi empruntée par des TER assurant un service de navettes avec une fréquence d'environ toutes les heures. L'ouverture de la première branche de la LGV Rhin-Rhône, la branche Est, a permis de raccourcir notablement les temps de parcours vers Paris (2 h 10 min), Lyon (2 h) et surtout Strasbourg (1 h 40 min). Par l'intermédiaire de cette ligne, Besançon bénéficie aussi de connexions directes avec entre autres Francfort-sur-le-Main (4 h), Luxembourg, Marseille (3 h 50 min), Montpellier (3 h 50 min), Nancy ou encore Nice.
La desserte TGV est complétée par des lignes TER vers Belfort et Montbéliard, vers Dole et Dijon, vers Morteau et la Suisse, ainsi que vers Lons-le-Saunier, Bourg-en-Bresse et Lyon. Les liaisons régionales se font depuis les gares de Besançon-Viotte et de Besançon-Mouillère.
La desserte fluviale est marginale, Besançon étant traversée par le canal du Rhône au Rhin (d'où le creusement du tunnel fluvial sous la citadelle) qui n'est emprunté que par des bateaux-mouches et des embarcations touristiques. Après plusieurs années de tergiversations et de contestation, sa mise à grand gabarit, permettant une utilisation commerciale, a été abandonnée en 1997, quoique sa relance refasse parfois surface.

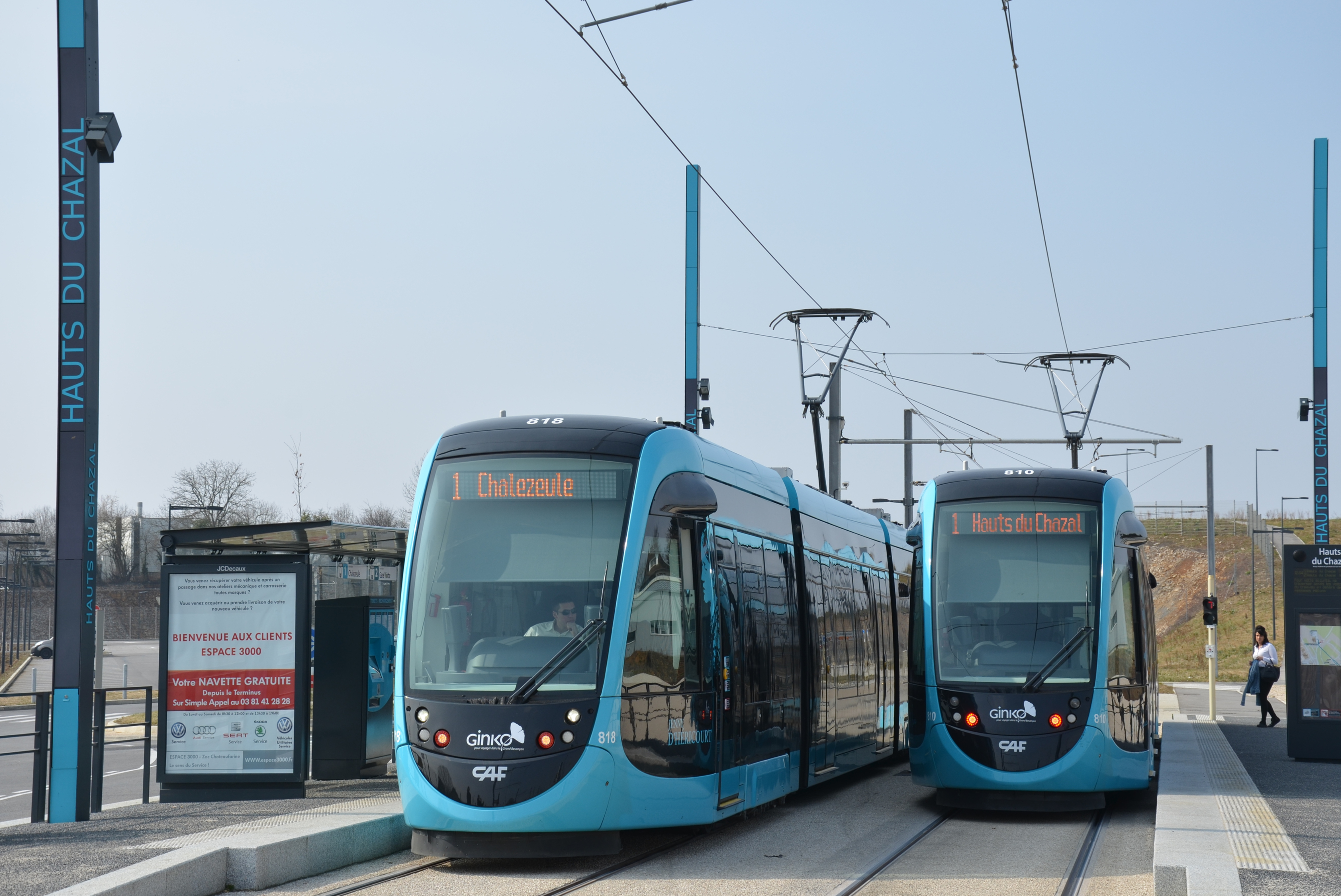
Le tramway de Besançon, à Hauts du Chazal.

De même, la desserte aérienne est mineure, Besançon ne disposant pas d'aéroport mais seulement de deux petits aérodromes situés sur des communes voisines : l’aérodrome de Besançon-La Vèze (aérodrome d'affaires avec un service d’avion taxi sur toute l’Europe) et l’aérodrome de Besançon-Thise. Les aéroports internationaux les plus proches sont ceux de Genève, Lyon-Saint-Exupéry et Bâle-Mulhouse-Fribourg.
Au niveau intra-urbain, les transports en commun sont assurés par le réseau Ginko qui dessert 19 lignes urbaines et 30 lignes périurbaines. Des efforts ont été entrepris d’un point de vue environnemental puisqu'un quart des bus roulent au gaz naturel, soit 59 véhicules. En 2008, la mise en place d'un transport en commun en site propre (TCSP) est adoptée. C'est dans ce cadre qu'un réseau de tramway assure depuis le 30 août 2014 un service commercial et complète l'offre des bus.
Les transports urbains comptent de nombreuses alternatives : la ville fut pionnière dans la création d’un secteur piétonnier dès 1974, un système de vélos en libre-service baptisé Ginko VéloCité est opérationnel depuis le 25 septembre 2007 de même qu'un système d'autopartage Citiz depuis le 16 mars 2010.

## Histoire
Classée ville d'Art et d'Histoire, la ville de Besançon possède un riche passé historique dont son patrimoine architectural est un témoin fort. Depuis la fondation d'un oppidum gaulois, la cité n'a cessé de se développer et de s'agrandir avant de devenir un centre culturel, militaire et économique de premier ordre. Tantôt germanique tantôt française, la capitale comtoise a gardé de nombreuses traces des différentes périodes de son histoire de l'Antiquité au XIXe siècle.

### Préhistoire
Aux origines, le site bénéficiant d’une protection naturelle, est favorable à l’installation humaine : le passage de chasseurs-cueilleurs remontant à 50 000 ans, durant la période du paléolithique moyen, a été attesté.
Les fouilles menées au cours des derniers siècles ont permis de révéler des traces d'occupation du site dès le néolithique le long du Doubs, notamment au pied des collines de la Roche d'Or et de Rosemont (en aval du grand méandre du Doubs),, ces traces d'habitat étant datées de 4 000 ans av. J.-C. environ. Deux villages ont également été trouvés dans le méandre du Doubs, datés du Néolithique moyen.

### Antiquité

#### L'oppidum gaulois de Vesontio

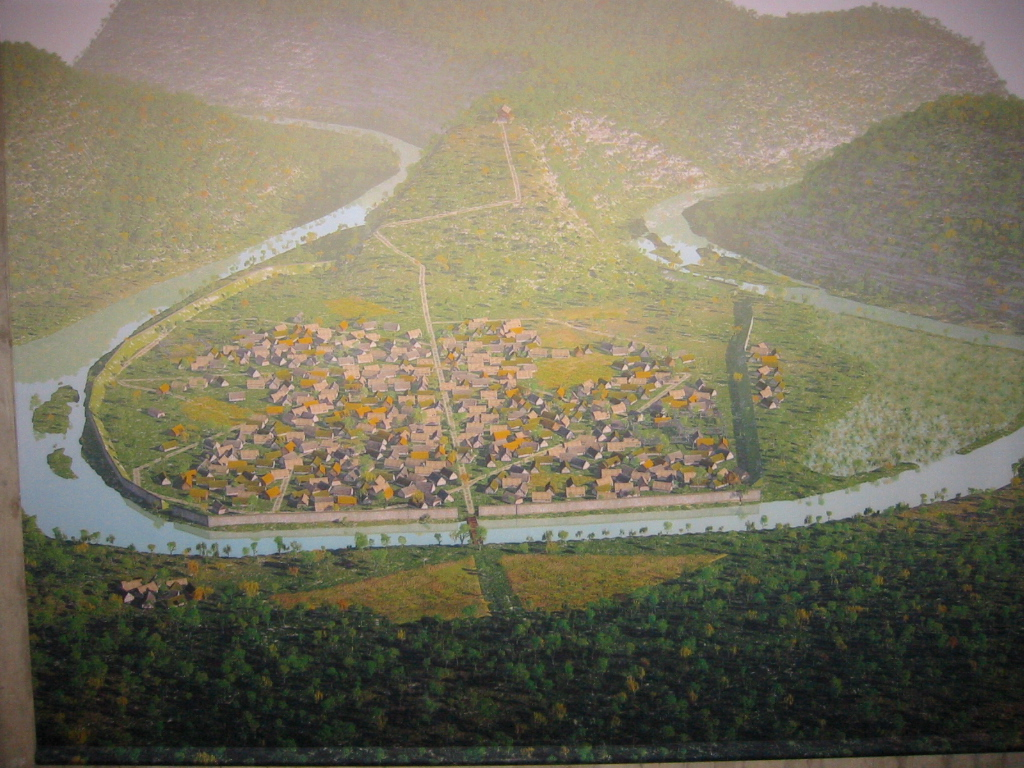
Besançon gauloise.

Au IIe siècle av. J.-C., l'oppidum est la possession des Séquanes, peuple gaulois (voir Celtes) qui contrôle un vaste territoire s'étendant entre le Rhône, la Saône, le Jura et les Vosges. Un gué protohistorique (à l'emplacement de l'actuel pont Battant) constituait probablement l'unique accès à la cité contrôlant la route d’échanges entre Nord et Sud. La présence d'aménagements publics à cette époque est attestée par des campagnes de fouilles ; les plus anciens ont été découverts lors des fouilles préventives réalisées sur le site des remparts dérasés en 2001. La ville était ceinturée par un mur de berge (murus gallicus) dont des vestiges ont été mis au jour sur ce même site. À l'extérieur se trouvait un quartier d'artisans.
L'oppidum, du nom de Vesontio (en latin), était alors le centre économique de la Séquanie et c'est à ce titre qu'il est convoité par les Germains. Il est occupé en 59 av. J.-C. ou peut-être même quelques années auparavant par Arioviste et ses Suèves, puis par les Éduens, avant que Jules César ne l'investisse lui-même en 58 av. J.-C. pour empêcher Arioviste de le faire, au début de la Guerre des Gaules. Voici comment César décrit l'épisode et la ville dans ses Commentaires sur la Guerre des Gaules (livre I, 38) :

« [César] était en marche depuis trois jours, lorsqu'on lui annonça qu'Arioviste se dirigeait avec toutes ses forces vers Besançon, l'oppidum principal des Séquanes, et qu’il était déjà à trois jours de ses frontières. César pensa qu’il fallait tout faire pour éviter la prise de la place. Car cette ville était abondamment pourvue de munitions de toute espèce, et sa position naturelle la défendait de manière à en faire un point très avantageux pour soutenir la guerre. La rivière du Doubs entoure presque entièrement la ville d'un cercle qu'on dirait tracé au compas ; la partie que l'eau ne baigne pas, et qui n'a pas plus de seize cents pieds, est protégée par une haute montagne dont la base touche de chaque côté aux rives de la rivière. Une enceinte de murs fait de cette montagne une citadelle et la joint à la ville. »

#### Vesontio, cité gallo-romaine
À la suite de la conquête romaine, l'oppidum gaulois est confirmé dans le rôle de capitale de la civitas des Séquanes, de citadelle militaire et de carrefour d'échanges de la Gaule romaine. La ville connaît alors un âge d'or, elle devient l'une des plus grandes villes de la Gaule belgique, puis de la province de Germanie supérieure.
En 68 apr. J.-C., elle est le théâtre de la bataille de Vesontio opposant Lucius Verginius Rufus, fidèle de l'empereur Néron, à Caius Julius Vindex, un rebelle qui est vaincu et finit par se suicider. Les Romains agrandissent la cité et l'embellissent en y construisant de nombreux édifices de part et d'autre du cardo (actuelle Grande Rue) et même sur la rive droite du Doubs où ils élèvent un amphithéâtre (arènes de Besançon) pouvant accueillir jusqu’à 20 000 spectateurs. Le sous-sol de la ville regorge de témoins de cette époque, on dénombre en effet non moins de 200 points de découverte dans La Boucle et les quartiers situés aux abords immédiats.
Parmi les vestiges les plus importants, on peut citer la Porte Noire érigée sous Marc Aurèle vers 175. Durant son règne, la cité est marquée par des troubles entre 172 et 175. Les autres vestiges importants sont les colonnades du square Castan, les conduites de l'aqueduc romain qui alimentait Vesontio en eau, les restes de l'amphithéâtre, les domus du parking de la Mairie, de la faculté de Lettres, du Palais de Justice et du collège Lumière où a été retrouvée entre autres une mosaïque romaine dite « de la Méduse » exposée au musée des Beaux-Arts et d'Archéologie de Besançon,. Sous la Tétrarchie, la cité devient la capitale de la Provincia Maxima Sequanorum. Des remparts sont édifiés, lors des premières invasions barbares, et c'est cette enceinte qui va constituer le noyau pré-urbain de la future ville. En 360, l'empereur Julien, de passage à Vesontio, décrit une « bourgade ramassée sur elle-même », une cité sur le déclin qui n'est guère plus qu'un village.

### Moyen Âge

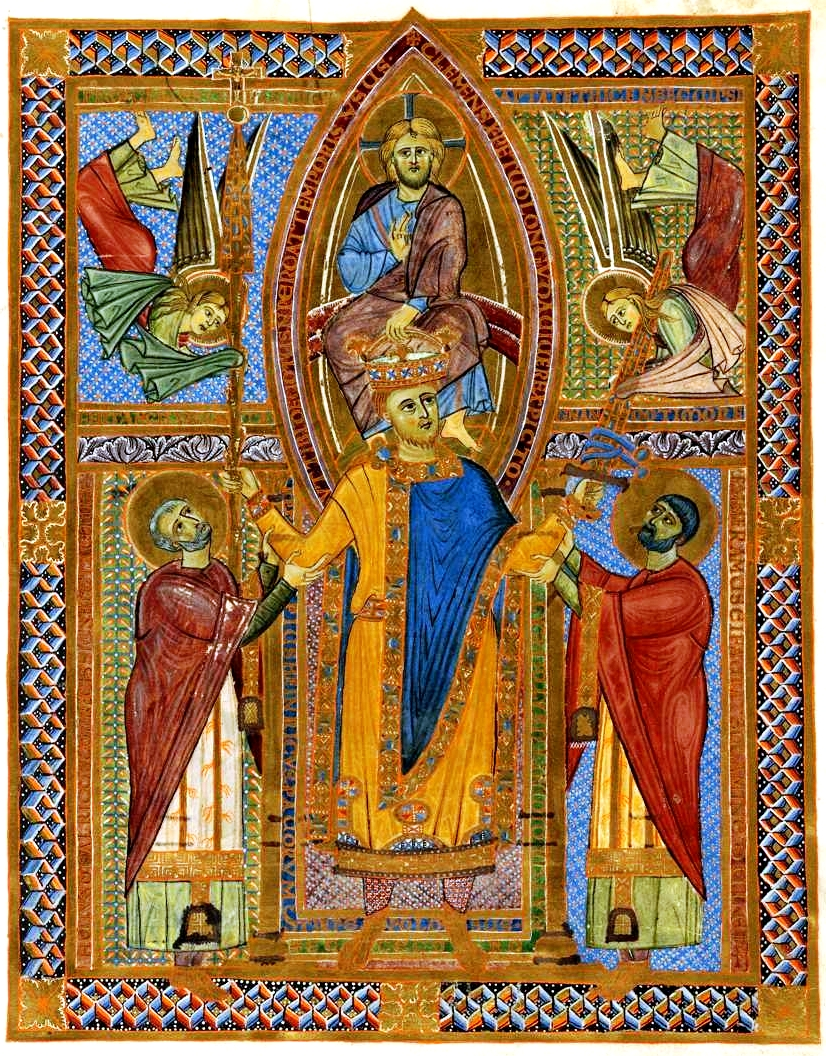
Par son héritage, Henri II (empereur du Saint-Empire) rattacha la ville au Saint-Empire en l'an 1032. Sacramentaire, Bibliothèque d'État de Bavière, Clm4456, f.11r.

Peu après la chute de Rome, Clovis Ier, roi mérovingien des Francs, entreprend de réunir les peuples gaulois sous son ordre. Les Séquanes sont ainsi rattachés au royaume en même temps que les Burgondes et les Alamans. L'histoire de Besançon au début du Moyen Âge est très mal connue, les documents et indices étant largement insuffisants. En 821, on trouve trace d'un premier texte mentionnant la ville sous l'appellation Chrysopolis (du grec ancien χρυσός / khrusόs (« or ») et πόλις / pólis (« ville »)). De 843 à 869, le diocèse de Besançon est rattaché à la Francie médiane, puis à la Lotharingie, puis, à la mort de Lothaire II, devient possession de Charles le Chauve en vertu de la signature du traité de Meerssen (870) et est donc intégré au royaume de France jusqu'en 879. Les évêques de Besançon obtiennent le 1er novembre 871 un atelier monétaire et le droit de frapper monnaie.

#### Besançon, métropole ecclésiastique

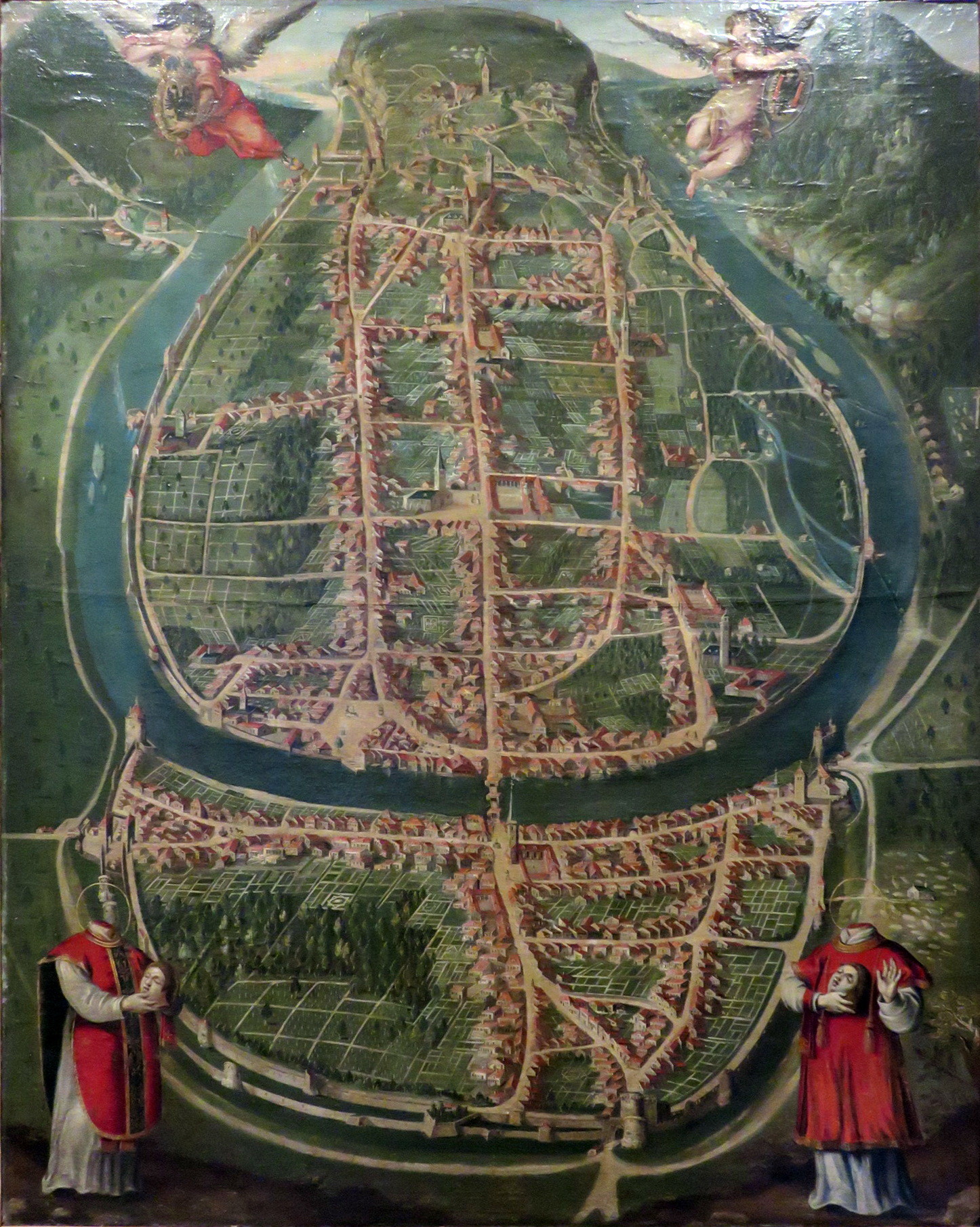
Besançon au Moyen Âge.

C'est en 888 qu'Eudes Ier de France, dans sa féodalisation du royaume, fonde les duchés et comtés de Bourgogne. Ce dernier ayant pour capitale Dole est rattaché au Comté de Varais dans lequel se trouve Besançon. Ce comté aura pour premier comte (dit « comte palatin de Bourgogne ») Otte-Guillaume de Bourgogne (982-1026). Besançon devient également siège archiépiscopal en tant qu'archevêché indépendant. Le titulaire du siège archiépiscopal est traditionnellement le Chancelier du roi de Bourgogne. Le dernier roi de Bourgogne, Rodolphe III, n'ayant pas de descendants mâles, lègue ses biens bourguignons à son neveu Henri II du Saint-Empire.
En 1032, comme tout le comté de Bourgogne, Besançon est donc rattachée au Saint-Empire romain germanique. L'archevêque de Besançon, Hugues de Salins, grâce à l'appui de l'empereur, devient le seigneur de la ville, qui prospère sous son impulsion. Après la mort de celui-ci en 1066, une lutte pour sa succession plonge Besançon dans une longue période de crise. Aussi, pendant tout le Moyen Âge, Besançon restera une ville directement soumise à l'autorité impériale et indépendante du Comté de Bourgogne, dont Dole est la capitale. De 1043 à 1290, Besançon a le statut de principauté ecclésiastique : la principauté épiscopale de Besançon.

#### Besançon,ville libre impériale
Au cours des XIIe et XIIIe siècles, les Bisontins luttent contre l'autorité des archevêques et obtiennent finalement leurs libertés communales en 1290. Tout en restant soumise à l'Empereur, Besançon se gouverne par elle-même, grâce à un conseil de vingt-huit notables élus au suffrage universel masculin à plusieurs degrés et à un conseil de quatorze gouverneurs désignés par les notables. Besançon restera ainsi une « ville libre » pendant près de 400 ans.
Les ducs de Bourgogne, devenus maîtres de la Franche-Comté, sont les « protecteurs » de la ville libre impériale que reste toujours Besançon. C'est pour la cité une période de prospérité.

### Époque moderne

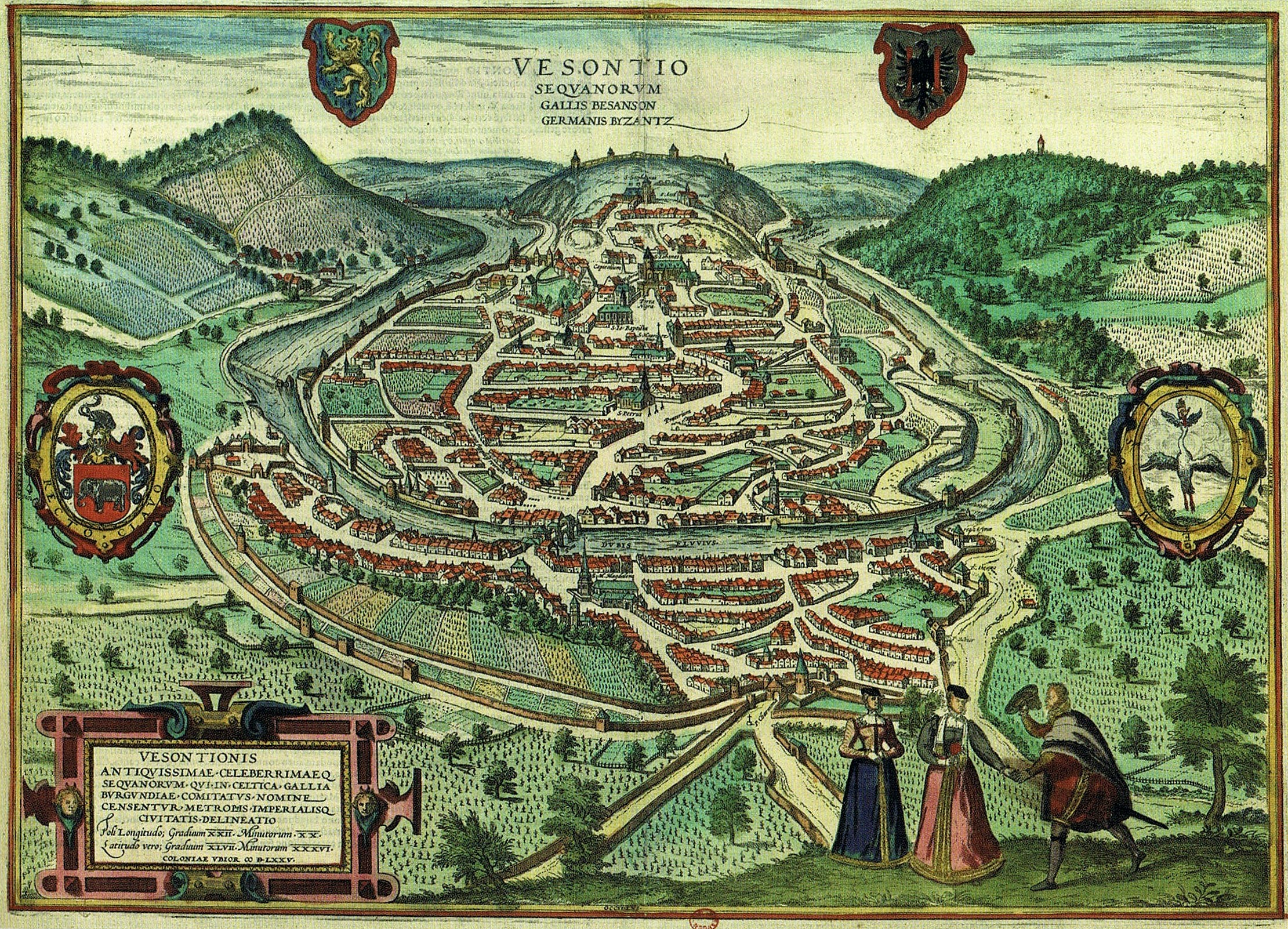
Besançon en 1575.

À la suite de la mort de Charles le Téméraire, la ville de Besançon était soutenue par le roi Louis XI. En février puis mars 1481, non seulement il confirma les privilèges de la ville, mais aussi ordonna la translation de l'université de Dole à Besançon, en mars. C'était principalement grâce à Charles de Neufchâtel, archevêque de Besançon ainsi que conseiller de Louis XI.
À l'époque de la Renaissance, la Franche-Comté appartient toujours à l'Empire germanique. L'empereur Charles Quint fortifie considérablement Besançon qui devient un des boucliers de son Empire. Un Comtois, Nicolas Perrenot de Granvelle, devient chancelier de l'Empire en 1519 puis garde des Sceaux en 1532. Toute la région bénéficie des faveurs de Charles Quint et Besançon devient la cinquième ville impériale et s'embellit de monuments, en particulier le palais Granvelle et l'hôtel de ville dont la façade est ornée d'une statue de Charles Quint. La ville compte alors de 8 000 à 9 000 habitants en 1518, population qui serait passée entre 11 000 et 12 000 habitants en 1608. L'économie de la ville est profondément rurale, notamment par la présence des vignerons à Battant qui représentaient la moitié voire les trois quarts de la population et faisaient donc de la viticulture l'activité principale de la ville (voir cabordes de Besançon).
Contrairement à ce que se plaît à en dire Victor Hugo dans son célèbre poème autobiographique Ce siècle avait deux ans, Besançon n'était pas une ville espagnole : elle restera jusqu'à la conquête française au XVIIe siècle une enclave au sein de la Franche-Comté, elle ne faisait pas partie du comté de Bourgogne et relevait directement de l'empereur du Saint-Empire romain germanique.

#### Le «siècle souffrant» et la conquête française
Alors que la ville avait vécu une époque de progrès au XVIe siècle, le XVIIe siècle est marqué par les guerres et une grande misère.
En 1631, la ville accueille à deux reprises le duc Gaston d'Orléans, frère du roi et ennemi personnel du cardinal de Richelieu. La guerre de Dix Ans (1635-1644), épisode bourguignon de la guerre de Trente Ans, apporte dans la région les fléaux de la peste, de la famine et de la misère. Besançon, qui a échappé plusieurs fois à un siège, souffre néanmoins des mêmes fléaux que son arrière-pays dévasté : la peste fait son apparition en 1636 tandis qu'une période de famine s'étend de 1638 à 1644.
Un traité d'échange entre la ville allemande de Frankenthal (appartenant au roi d'Espagne) et Besançon (relevant de l'Empire) est suggéré à partir de 1651. Les Bisontins, habitants de la cité Impériale, trouvent cette proposition disproportionnée. Ce n'est qu'en 1664 qu'ils accepteront, cent villages devant être adjoints à leur ville pour constituer un nouveau bailliage. Pendant une courte période (1664-1674), Besançon perd alors son statut de ville libre impériale et devient possession de la couronne d'Espagne. Cependant, cette annexion est mal acceptée par la population. Celle-ci se constituera (ou du moins se considèrera) en ville libre de Besançon jusqu'en 1678.
La trêve n'est que de courte durée et le 8 février 1668, l'armée de Condé se voit ouvrir les portes de la ville après que les autorités locales eurent capitulé. L'occupation française est plutôt mal vécue et les troupes françaises rebroussent chemin dès le 9 juin. La ville repasse ensuite sous l'autorité de la couronne d'Espagne. La défense de la cité ayant été mal assurée, on entreprend alors l'amélioration des fortifications : la première pierre de la citadelle est posée au mont Saint-Étienne le 29 septembre 1668 et à l'autre extrémité, d'importants travaux sont entrepris autour de Charmont (sur les hauteurs de Battant).

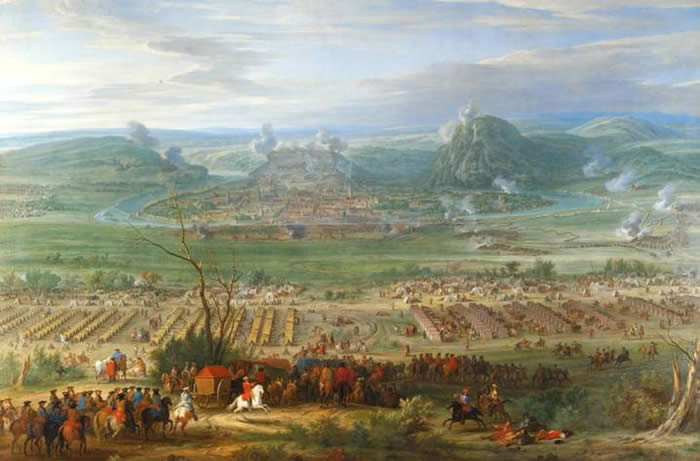
Siège de Besançon par Louis XIV en 1674.

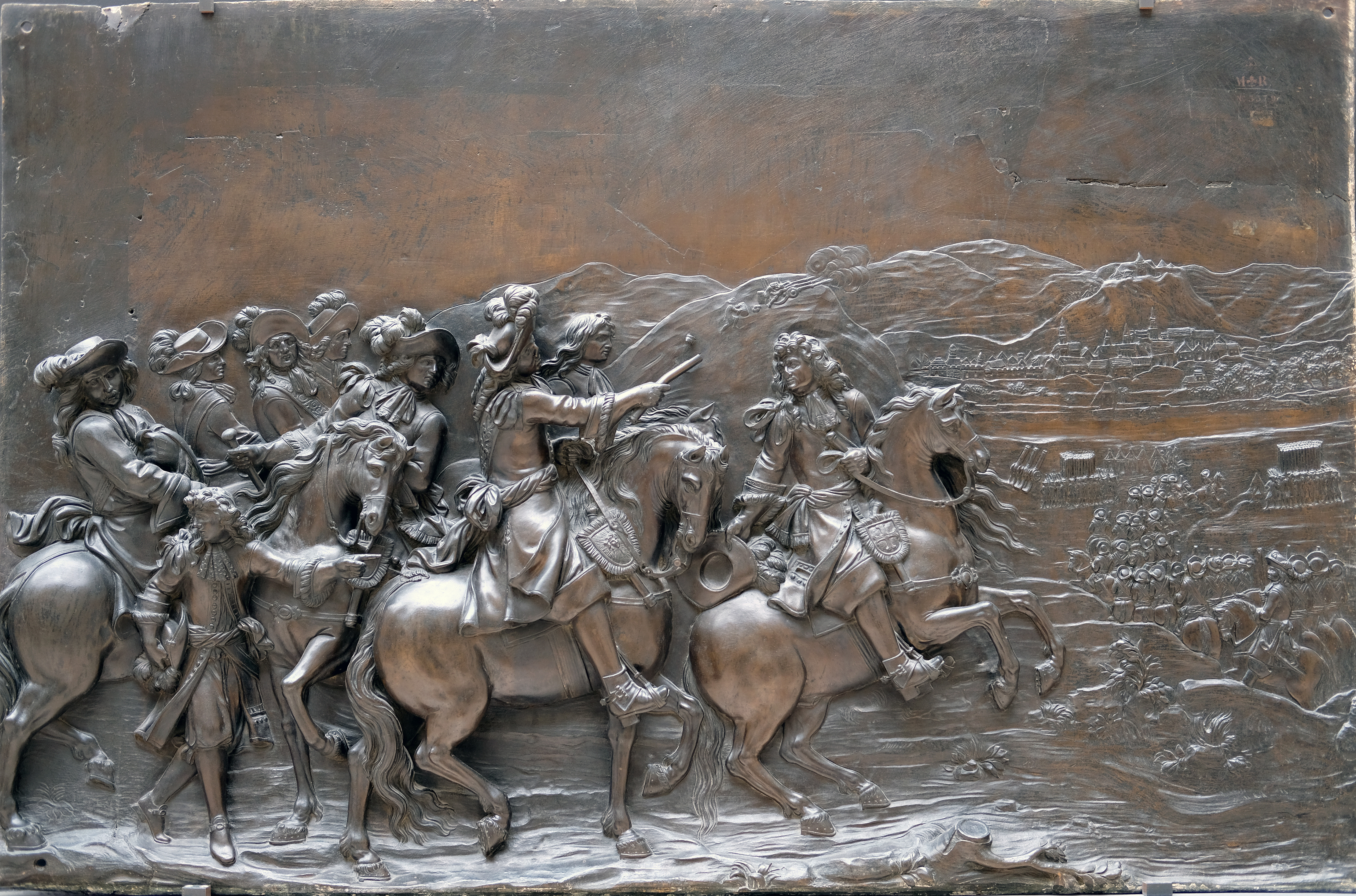
Bas-relief La Conquête de la Franche-Comté, par Martin Desjardins (musée du Louvre) ; en arrière-plan, la ville de Besançon.

Le 26 avril 1674, Henri-Jules de Bourbon-Condé, duc d'Enghien et fils du Grand-Condé, prend position devant la cité à la tête d'une armée composée de 15 000 à 20 000 hommes. Vauban participe également au siège. Afin d'écourter la prise de la ville, ce dernier décide de faire monter de nuit, quasiment à dos d'homme, sur le mont Chaudanne une « grande artillerie » de 36 bouches à feu. Au terme d'un siège de vingt-sept jours auquel assistent Louis XIV qui réside au château de Marnay pendant le siège, et Louvois, la citadelle tombe finalement entre les mains des assiégeants le 22 mai. Besançon, après plusieurs tentatives vaines, devient enfin la capitale de la Franche-Comté au détriment de Dole par lettres patentes du 1er octobre 1677 : un grand nombre d'administrations, parmi lesquelles le gouvernement militaire, l'intendance, le parlement ou encore l'université, sont progressivement implantées dans la nouvelle capitale. Les traités de Nimègue, signés le 10 août 1678, rattachent définitivement la ville et sa région au royaume de France.
Louis XIV décide de faire de Besançon un des maillons essentiels du système de défense de l'Est de la France et confie à Vauban le soin de réaliser les améliorations nécessaires. La citadelle est ainsi entièrement remaniée entre 1674 et 1688, les autres fortifications sont édifiées de 1689 à 1695 et de nombreuses casernes sortent de terre à partir de 1680. La construction de la citadelle coûta très cher, à tel point que Louis XIV aurait demandé si ses murailles n'étaient pas en or.

#### Une ère de prospérité
Au XVIIIe siècle, sous l'impulsion d'intendants remarquables, la Franche-Comté connaît une période de prospérité et Besançon double sa population (14 000 à 32 000 habitants), tout en se couvrant de monuments et d'hôtels particuliers.

### Époque contemporaine

#### Une ville sur le déclin

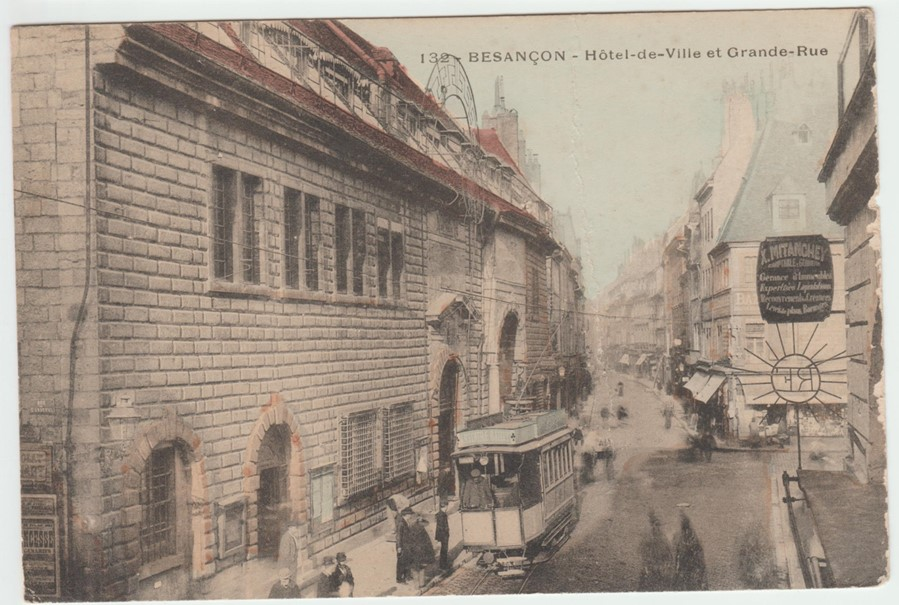
Photographie ancienne colorisée représentant l'Hôtel-de-Ville et la Grande Rue de Besançon

Au sortir de la Révolution, Besançon perd son archevêché et son statut de capitale, n'étant plus que le chef-lieu d'un département privé des terres agricoles les plus productives du bas pays. La population, estimée à 32 000 habitants à la veille de la Révolution, décline à 25 328 habitants en 1793 pour ne remonter timidement qu'à 28 463 en 1800. Cependant, c'est également durant cette période que l'industrie horlogère s'installe dans la ville à la suite de la création en 1793 d'une manufacture d'horlogerie par un groupe de réfugiés mené par l'horloger genevois Laurent Mégevand, expulsé de Genève pour ses activités politiques. L'activité démarre difficilement, notamment du fait de l'hostilité d'une part de la population, mais le nombre d'horlogers est estimé à 1 000 en 1795 et la production de montres progresse tout de même de 14 700 pièces en l'an III (1794-1795) à 21 400 en l'an XI (1802-1803). Pendant la campagne de France (1814), la ville est assiégée du 9 janvier au 2 mai 1814 par 15 000 Autrichiens et défendue par le général Marola dit Marulaz.

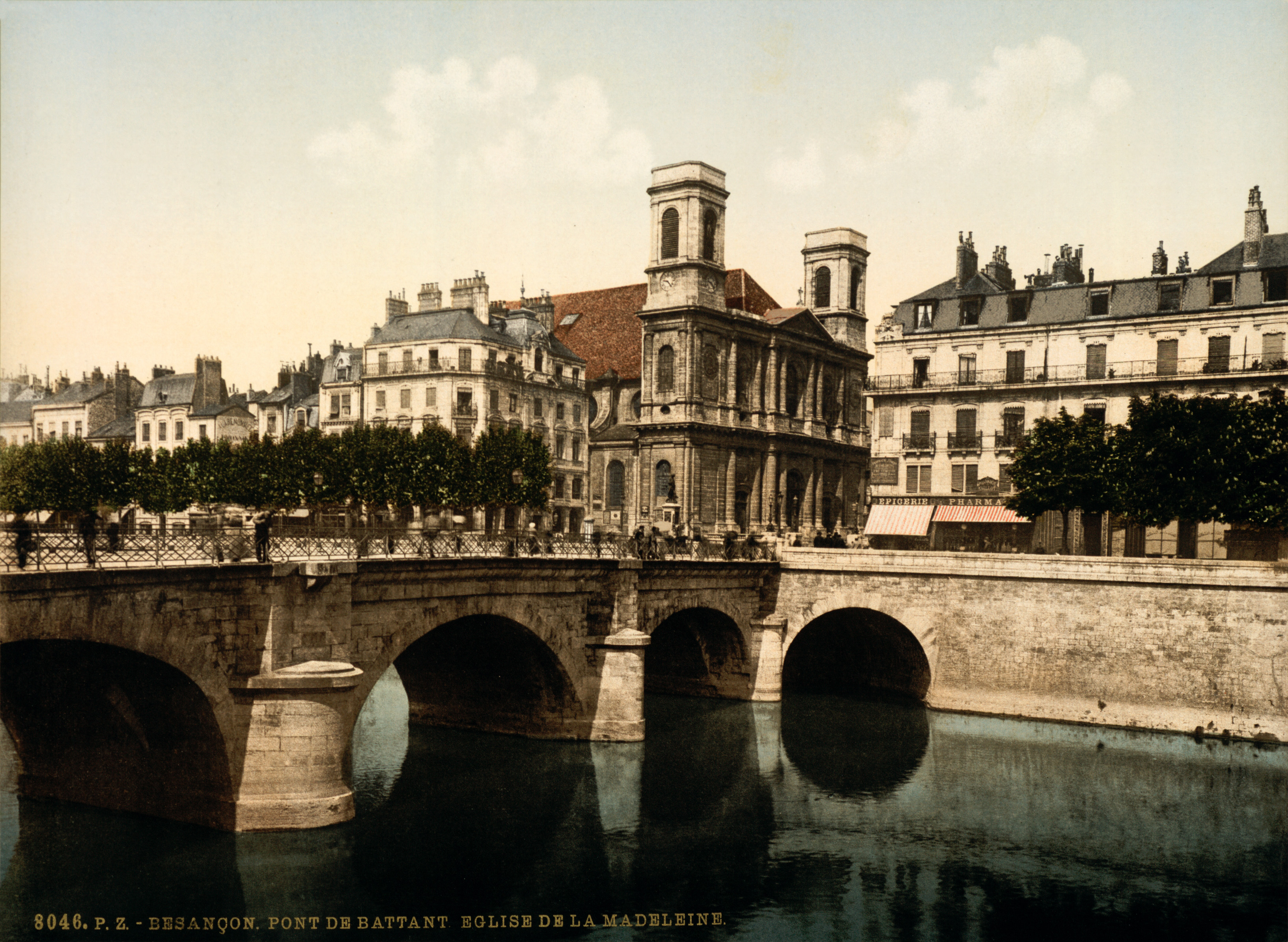
Le pont Battant et l'église Sainte-Madeleine, carte postale de 1896.

#### Les guerres contre l’Allemagne (1870-1945)
La ville est défendue par le général Henri-Marius Rolland durant la guerre franco-allemande de 1870, et se voit agitée par le climat insurrectionnel qui se décline en Commune de Besançon. Sous la Troisième République, Besançon connaît une relative stagnation, sa population oscillant autour de 55 000 habitants pendant plusieurs décennies. Indépendamment de la démographie, l'horlogerie continue son ascension, produisant 395 000 montres en 1872 puis 501 602 en 1883. Ainsi, selon la chambre de commerce, Besançon participait en 1880 pour 90 % de la production horlogère française et comptait environ 5 000 ouvriers spécialisés dans ce secteur et 10 000 ouvrières y travaillant à temps perdu. Devant faire face à la concurrence suisse, le secteur connaît une crise dans les années suivantes avant de se relever au début du XXe siècle pour produire 635 980 articles en 1900 mais n'employer plus que 3 000 ouvriers et ouvrières en 1910. D'autres industries se développent à cette époque : brasseries (dont la plus renommée est la brasserie Gangloff), papeteries, métallurgie… C'est surtout le textile qui s'impose comme un des secteurs florissants lorsque le comte Hilaire de Chardonnet, inventeur d'un procédé de fabrication de soie artificielle, permet à sa ville d'utiliser industriellement son procédé dans une soierie ouverte sur le site des Prés-de-Vaux en 1891. En 1860, la ville organise l'Exposition internationale de 1860, dont le but est de promouvoir l'industrie horlogère, très présente dans la région, ainsi que les arts locaux. L'exposition s'est tenue de juin à octobre 1860 place Labourey (actuelle place de la Révolution).
C'est également à la fin du XIXe siècle que la ville « s'invente » une vocation thermale en créant en 1890 la Compagnie des Bains Salins de la Mouillère. Le tourisme se développe alors autour du produit d'appel de Besançon-les-Bains qui engendre la construction d'un établissement thermal, de l'hôtel des Bains, d'un casino, de la salle de spectacles du Kursaal et l'ouverture d'un syndicat d'initiative en mai 1896.
Lors de la Seconde Guerre mondiale, l'armée allemande entre à Besançon le 16 juin 1940 bien que les autorités militaires françaises aient décidé de faire sauter les ponts à l'approche de l'occupant. La ville se retrouve en zone occupée (la ligne de démarcation n'est qu'à environ 30 kilomètres à l'ouest) et même en zone interdite, ce qui implique qu'elle soit annexée au Reich en cas de victoire de l'Allemagne. La ville subit globalement peu de destructions durant la guerre, si ce n'est le bombardement dans la nuit du 15 au 16 juillet 1943 du quartier de la Viotte par l'aviation anglaise dont un bombardier s'écrase sur la gare : le bilan est de 50 morts, 40 blessés graves et une centaine de blessés légers. La Résistance s'organise tardivement, perpétrant ses premiers attentats au printemps 1942 : les Allemands ripostent par des arrestations et 16 résistants sont exécutés dans l'enceinte de la citadelle de Besançon le 26 septembre 1943, 83 subissent le même sort par la suite. Le 4 septembre 1944, la Résistance locale entame la libération de la ville, rapidement rejointe par les 3e division d'infanterie et 45e division d'infanterie, débarquées en Provence ainsi que le 6e corps de l'armée américaine,. Besançon est libérée le 8 septembre 1944 après quatre jours de combats, c'est donc une ville libérée que visite le général de Gaulle le 23 septembre.

#### Une expansion sans précédent (1945-1973)
Au sortir de la guerre, la ville comme tout le pays, fait face à une croissance rapide. L'essor démographique est particulièrement vif, la ville doublant sa population en à peine plus de 20 ans (de 63 508 habitants en 1946 à 113 220 habitants en 1968), et particulièrement entre 1954 et 1962 où sa progression de 38,5 % n'est dépassée que par les villes de Grenoble et de Caen. Les voies de communication n'accompagnent que difficilement cette évolution, l'électrification de la ligne ferroviaire vers Paris n'intervenant qu'en 1970, la mise à grand gabarit du canal n'étant envisagée qu'à partir de 1975 tandis que l'autoroute ne parvient à Besançon en 1978. Quant à la possibilité de développer un aéroport à La Vèze, l'idée est bien vite enterrée.
L'industrie horlogère reste dominante mais est en recul, passant de 50 % des emplois industriels en 1954 à 35 % en 1962 et cédant le pas progressivement face à d'autres secteurs en plein essor tels que le textile, le bâtiment ou l'industrie alimentaire. En 1962, trois entreprises dépassent les 1 000 employés : les firmes horlogères Lip et Kelton, membre du groupe américain Timex, ainsi que l'usine textile de la Rhodiacéta. Cela n'empêche pas Besançon de confirmer son statut de capitale de l'horlogerie française grâce notamment à ses fonctions administratives (sièges sociaux) et scientifiques (enseignement et recherche). Le textile et la confection connaissent par ailleurs un dynamisme certain, la Rhodia employant jusqu'à 3 300 employés en 1966 et l'entreprise familiale Weil atteint 1 500 emplois en 1965, devenant ainsi la première entreprise française de confection masculine.
Face à cette croissance exponentielle, la municipalité décide de répondre notamment à la crise du logement en commençant en 1952 la construction des cités de Montrapon et de Palente-Orchamps et en 1960 celle des trois immeubles appelés les 408 (en référence au nombre de logements) par les Bisontins qui accueillent une population majoritairement ouvrière. La réalisation de ces équipements est assez anarchique et un plan de modernisation et d'équipement est élaboré entre 1961 et 1963 prévoyant la création de la ZUP de Planoise, des zones industrielles de Palente et de Trépillot, et du campus de la Bouloie. On prévoit également la réalisation de trois boulevards permettant de fluidifier la circulation.
La ville devient capitale régionale grâce à la création des circonscriptions d'action régionale par un décret du 2 juin 1960.

#### Crises et reconversions (1973 à nos jours)
La crise pétrolière de 1973 ouvre pour Besançon le début d'une crise économique difficile dévastant son industrie et venant brusquement mettre un terme à son essor fulgurant. Cette crise est d'abord symbolisée par la célèbre affaire Lip qui marquera durablement l'histoire de la ville. L'entreprise horlogère est en effet menacée d'un plan de licenciements au printemps 1973 et donne alors naissance à une lutte sociale d'un genre nouveau basée sur l'autogestion et provoquant un élan de solidarité national qui culmine le 29 septembre avec la « marche Lip » qui voit défiler 100 000 personnes dans une ville morte. Après avoir entrevu un semblant de redémarrage de l'activité, le dépôt de bilan est inéluctable et Lip disparaît en 1977. En 1982, c'est un nouveau coup dur pour la ville avec la fermeture de l'usine Rhodiacéta qui laisse sur le carreau près de 2 000 salariés, tout comme l'entreprise horlogère Kelton-Timex peu après. Durant les années 1990, c'est un autre fleuron de l'industrie bisontine qui s'efface, puisque l'entreprise de confection Weil délocalise et les effectifs passent de plus d'un millier de salariés à une petite centaine. En près de vingt ans, la ville perd donc près de 10 000 emplois industriels et semble pouvoir s'en relever difficilement.
Grâce notamment aux lois de décentralisation de 1982, la ville passe d'une vocation industrielle à un centre tertiaire. Le savoir-faire horloger, vieux de plus de deux siècles, est mis en valeur pour se reconvertir avec succès dans les branches des microtechniques, de la mécanique de précision et des nanotechnologies au niveau européen et dans le domaine spécifique du temps-fréquence à l'échelle mondiale. D'autres atouts comme la qualité de vie et le patrimoine, ou encore la situation sur l'axe Rhin-Rhône, un des axes structurants à l'échelle européenne, permettent à Besançon, au début du XXIe siècle, de prendre un nouveau départ.
À la suite de la réforme territoriale de 2015, Besançon a perdu son statut de chef-lieu de la région Franche-Comté, fusionnée avec la Bourgogne dans un nouvel ensemble dont la ville de Dijon est devenue le chef-lieu. La cité comtoise constitue néanmoins un pôle administratif important au sein de la région Bourgogne-Franche-Comté en accueillant le siège du conseil régional, de la région académique ainsi que de 13 directions régionales.

## Politique et administration
Besançon est le siège du conseil régional de Bourgogne-Franche-Comté ainsi que le chef-lieu du département du Doubs et de l'arrondissement de Besançon. Le siège de l'académie de Besançon et de la province ecclésiastique de Besançon y sont également implantés. Elle est aussi à la tête de Grand Besançon Métropole. La ville est également le siège de la Direction régionale de l’environnement, de l’aménagement et du logement (DREAL), de la Direction régionale de l'économie, de l'emploi, du travail et des solidarités (DREETS) et de l'Insee Bourgogne-Franche-Comté.
Besançon faisait partie de la Métropole Rhin-Rhône constituée en 2004 avec les villes de Dijon, Mulhouse, Belfort et Montbéliard et associant également depuis cette date, l’agglomération trinationale de Bâle, la communauté urbaine du Creusot-Montceau-les-Mines, Chalon-sur-Saône et Neuchâtel. L'association est dissoute fin 2012.
Depuis 2012, Grand Besançon Métropole est également membre du pôle métropolitain Centre Franche-Comté, dont les autres membres sont la communauté d'agglomération du Grand Dole, l'espace communautaire Lons Agglomération, la communauté d'agglomération de Vesoul et la communauté de communes du Grand Pontarlier.

### Municipalité

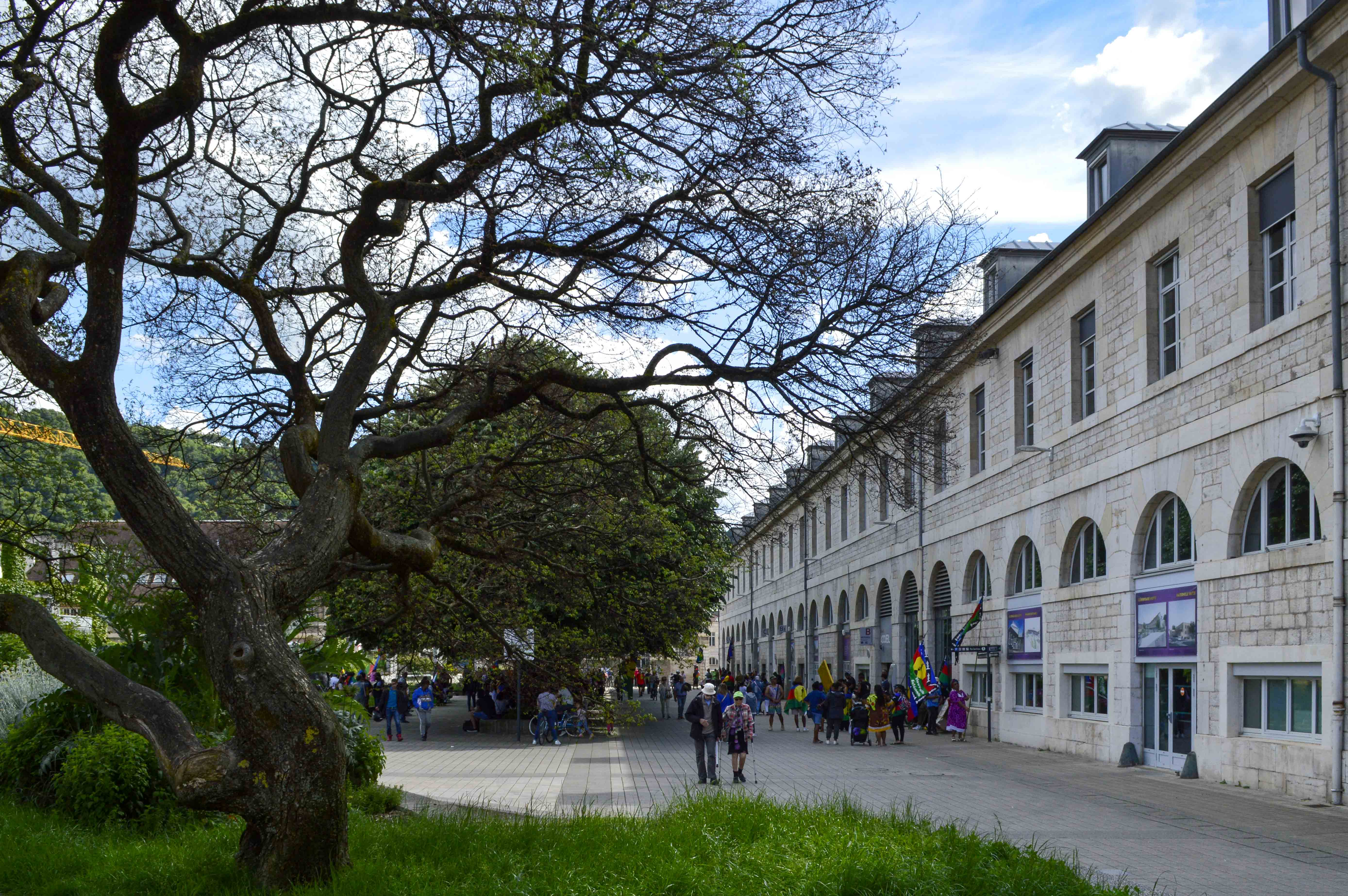
Le bâtiment abritant les services de la mairie et l'esplanade des Droits de l'Homme.

La maire actuelle de Besançon est Anne Vignot (LE), élue par le conseil municipal à l'issue des élections municipales de 2020, la liste d'union de la gauche (LE-G·s-PCF-PS) qu'elle menait étant arrivée en tête lors du second tour avec 43,83 % des voix, contre 41,61 % pour celle de Ludovic Fagaut (LR) et 14,55 % pour la liste d'Éric Alauzet (LREM).
Comme toute commune dont la population est comprise entre 100 000 et 149 999 habitants, Besançon est administrée par un conseil municipal composé de cinquante-cinq élus.

### Découpage administratif
Besançon est divisée en six cantons :
| Canton     | Code cantonal | Population (2021) | Conseillers départementaux | Conseillers départementaux                  |
| ---------- | ------------- | ----------------- | -------------------------- | ------------------------------------------- |
| Besançon-1 | 2504          | 32 588 hab.       |                            | Monique Bonnet et Aly Yugo (PS)             |
| Besançon-2 | 2505          | 30 571 hab.       |                            | Chantal Guyen et Michel Viennet (LR)        |
| Besançon-3 | 2506          | 30 145 hab.       |                            | Marie-Laure Dalphin et Serge Rutkowski (UD) |
| Besançon-4 | 2507          | 31 058 hab.       |                            | Jeanne Henry et Georges Ubbiali (UG)        |
| Besançon-5 | 2508          | 28 717 hab.       |                            | Ludovic Fagaut et Valérie Maillard (LR)     |
| Besançon-6 | 2509          | 30 643 hab.       |                            | Raphaël Krucien et Géraldine Leroy (UG)     |

### Tendances politiques et résultats
Lors de l'élection présidentielle de 2007, la ville a porté la candidate socialiste Ségolène Royal devant son homologue UMP Nicolas Sarkozy avec respectivement 53 % contre 47 % des votes lors du second tour. La capitale comtoise a la spécificité de demeurer un des rares bastions socialistes dans un département du Doubs dont les principales villes sont ancrées à droite (alors que le conseil général est à gauche depuis 2004). Toutefois, les deux circonscriptions départementales entre lesquelles est partagée Besançon ont élu les candidats UMP en 2007, alors qu'en 1977, on comptait deux élus PS. Cet ancrage à gauche s'est confirmé en 2012, Besançon ayant attribué plus de 59 % de ses suffrages à François Hollande et étant désormais représentée à l'Assemblée nationale par deux députés de gauche, Barbara Romagnan pour le Parti socialiste et Éric Alauzet, pour Europe Écologie-Les Verts (une première pour la région).

#### Résultats électoraux récents
| Scrutin              | 1er tour | 1er tour | 1er tour | 1er tour | 1er tour | 1er tour | 1er tour | 1er tour | 1er tour | 1er tour | 1er tour | 1er tour | 2d tour     | 2d tour     | 2d tour     | 2d tour     | 2d tour     | 2d tour     | 2d tour     | 2d tour     | 2d tour     |
| Scrutin              | 1er      | 1er      | %        | 2e       | 2e       | %        | 3e       | 3e       | %        | 4e       | 4e       | %        | 1er         | 1er         | %           | 2e          | 2e          | %           | 3e          | 3e          | %           |
| -------------------- | -------- | -------- | -------- | -------- | -------- | -------- | -------- | -------- | -------- | -------- | -------- | -------- | ----------- | ----------- | ----------- | ----------- | ----------- | ----------- | ----------- | ----------- | ----------- |
| Municipales 2014     |          | PS       | 33,63    |          | UMP      | 31,64    |          | FN       | 11,76    |          | FG       | 7,12     |             | PS          | 47,38       |             | UMP-UDI     | 44,40       |             | FN          | 8,20        |
| Européennes 2014     |          | UMP      | 20,58    |          | PS       | 19,61    |          | FN       | 17,13    |          | EELV     | 10,92    | Tour unique | Tour unique | Tour unique | Tour unique | Tour unique | Tour unique | Tour unique | Tour unique | Tour unique |
| Régionales 2015      |          | PS       | 34,62    |          | FN       | 21,37    |          | UMP      | 20,64    |          | FG       | 6,42     |             | PS          | 52,40       |             | UMP         | 26,73       |             | FN          | 20,87       |
| Présidentielle 2017  |          | EM       | 26,44    |          | LFI      | 25,55    |          | LR       | 18,50    |          | FN       | 13,80    |             | LREM        | 77,81       |             | FN          | 22,19       | Pas de 3e   | Pas de 3e   | Pas de 3e   |
| Européennes 2019     |          | LREM     | 24,02    |          | EELV     | 18,63    |          | RN       | 14,39    |          | LR       | 8,22     | Tour unique | Tour unique | Tour unique | Tour unique | Tour unique | Tour unique | Tour unique | Tour unique | Tour unique |
| Municipales 2020     |          | EELV     | 31,21    |          | LR       | 23,59    |          | LREM     | 18,88    |          | LFI      | 8,28     |             | EELV        | 43,84       |             | LR          | 41,61       |             | LREM        | 14,55       |
| Régionales 2021      |          | PS       | 38,52    |          | RN       | 15,60    |          | LR       | 14,27    |          | ECO      | 11,89    |             | PS          | 59,77       |             | LR          | 17,10       |             | RN          | 15,97       |
| Présidentielles 2022 |          | LFI      | 32,31    |          | LREM     | 27,70    |          | RN       | 13,71    |          | EÉLV     | 6,39     |             | LREM        | 72,00       |             | RN          | 28,00       | Pas de 3e   | Pas de 3e   | Pas de 3e   |
| Européennes 2024     |          | RN       | 19,51    |          | PS       | 18,77    |          | LFI      | 15,98    |          | ENS      | 14,89    | Tour unique | Tour unique | Tour unique | Tour unique | Tour unique | Tour unique | Tour unique | Tour unique | Tour unique |

### Instances judiciaires
Besançon accueille six juridictions compétentes pour l'ordre judiciaire : le conseil de prud'hommes, la cour d'appel, le tribunal de commerce, le tribunal judiciaire, le tribunal paritaire des baux ruraux et le tribunal pour enfants.
Concernant l'ordre administratif, la ville compte un tribunal administratif et se situe dans le ressort de la cour administrative d'appel de Nancy.
Elle abrite une maison d'arrêt.

### Sécurité et secours
La ville possède une caserne de pompiers (SDIS), un commissariat de police nationale ainsi qu'une police municipale composée de 69 agents en 2021. Elle est équipée de gilets pare-balles, de bâtons télescopiques et de pistolets à impulsion électrique,.

### Garnison
Besançon tient une place importante sur la carte militaire avec, en 2024, la présence des unités suivantes : l'état-major de la 1re division, l'état-major de la 7e brigade blindée, la 7e compagnie de commandement et de transmissions blindée, le 6e régiment du matériel, le 19e régiment du génie, le groupement de soutien de la base de défense de Besançon et le 6e centre médical des armées.

### Finances communales
Cette section est consacrée aux finances locales de Besançon de 2000 à 2020.
Les comparaisons des ratios par habitant sont effectuées avec ceux des communes de plus de 100 000 habitants -, c'est-à-dire à la même strate fiscale.
Pour Besançon en 2020, la section de fonctionnement se répartit en 135 296 370 € de charges (1 135 € par habitant) pour 156 612 000 € de produits (1 313 € par habitant), soit un solde de la section de fonctionnement de 21 315 640 € (179 € par habitant) :
- le principal pôle de dépenses de fonctionnement est celui des charges de personnels[Note 5] pour une valeur de 69 533 000 € (51 %), soit 583 € par habitant, ratio inférieur de 15 % à la valeur moyenne pour les communes de la même strate (688 € par habitant). Pour la période allant de 2016 à 2020, ce ratio fluctue et présente un minimum de 573 € par habitant en 2019 et un maximum de 637 € par habitant en 2016. Viennent ensuite les groupes des achats et charges externes[Note 6] pour 17 %, des subventions versées[Note 7] pour 13 %, des contingents[Note 8] pour 4 % et finalement celui des charges financières[Note 9] pour 2 % ;
- la plus grande part des recettes est constituée des impôts locaux[Note 10] pour une somme de 85 137 000 € (54 %), soit 714 € par habitant, ratio voisin de la valeur moyenne de la strate. Sur les 5 dernières années, ce ratio augmente de façon continue de 659 € à 713 € par habitant. Viennent ensuite de la dotation globale de fonctionnement (DGF)[Note 11] pour 19 % et des autres impôts[Note 12] pour 13 %.

La dotation globale de fonctionnement est quasiment égale à celle versée en 2019.
|                                                                              |
| Valeurs en million d'euros (M€) · Besançon, Valeur totale : Produits Charges |

Les taux des taxes ci-dessous sont votés par la municipalité de Besançon. Ils n'ont pas varié par rapport à 2019 :
- la taxe d'habitation : 22,28 % ;
- la taxe foncière sur le bâti : 25,64 % ;
- celle sur le non bâti : 26,37 %.

Cette section détaille les investissements réalisés par la commune de Besançon.
Les emplois d'investissement en 2020 comprenaient par ordre d'importance :
- des dépenses d'équipement[Note 14] pour une valeur de 34 586 000 € (55 %), soit 290 € par habitant, ratio supérieur de 10 % à la valeur moyenne pour les communes de la même strate (263 € par habitant). En partant de 2016 et jusqu'à 2020, ce ratio fluctue et présente un minimum de 289 € par habitant en 2016 et un maximum de 359 € par habitant en 2019 ;
- des remboursements d'emprunts[Note 15] pour 13 332 000 € (21 %), soit 112 € par habitant, ratio voisin de la valeur moyenne de la strate.

| |
| Valeurs en million d'euros (M€) · Besançon, Valeur totale : Dépenses d'équipement Remboursements d'emprunts |

Les ressources en investissement de Besançon se répartissent principalement en :
- nouvelles dettes pour un montant de 10 012 000 € (14 %), soit 84 € par habitant, ratio inférieur de 23 % à la valeur moyenne pour les communes de la même strate (109 € par habitant). En partant de 2016 et jusqu'à 2020, ce ratio fluctue et présente un minimum de 43 € par habitant en 2018 et un maximum de 95 € par habitant en 2017 ;
- subventions reçues pour 6 149 000 € (9 %), soit 52 € par habitant, ratio supérieur de 62 % à la valeur moyenne pour les communes de la même strate (32 € par habitant).

L'endettement de Besançon au 31 décembre 2020 peut s'évaluer à partir de trois critères : l'encours de la dette, l'annuité de la dette et sa capacité de désendettement :
- l'encours de la dette pour 106 890 000 €, soit 896 € par habitant, ratio inférieur de 19 % à la valeur moyenne pour les communes de la même strate (1 106 € par habitant). Sur la période 2016 - 2020, ce ratio diminue de façon continue de 1 010 € à 896 € par habitant ;
- l'annuité de la dette pour une valeur de 15 417 000 €, soit 129 € par habitant, ratio voisin de la valeur moyenne de la strate. En partant de 2016 et jusqu'à 2020, ce ratio fluctue et présente un minimum de 125 € par habitant en 2018 et un maximum de 132 € par habitant en 2017 ;
- la capacité d'autofinancement (CAF) pour une valeur de 25 939 000 €, soit 218 € par habitant, ratio supérieur de 31 % à la valeur moyenne pour les communes de la même strate (167 € par habitant). Depuis 5 ans, ce ratio fluctue et présente un minimum de 217 € par habitant en 2020 et un maximum de 266 € par habitant en 2016. La capacité de désendettement est d'environ 4 années en 2020. Sur une période de 21 années, ce ratio est constant (autour de 4,0 ans).

| |
| Valeurs en millier d'euros (k€) · Besançon, Valeur totale : Nouvelles dettes subventions reçues Fonds de compensation pour la TVA |

### Jumelages
La ville de Besançon a signé des accords de jumelage ou de coopération avec treize collectivités territoriales étrangères. Elle apporte son soutien au développement local de celles d’Afrique et d'Europe orientale. Elle favorise aussi les échanges en menant ses propres actions, et en allouant des subventions aux associations et établissements d’enseignement bisontins qui développent des partenariats avec leurs homologues étrangers. Elle met en relation des structures économiques, scolaires et sportives, des artistes… Enfin, elle apporte son aide afin de permettre aux personnes intéressées de suivre des stages à l’étranger.

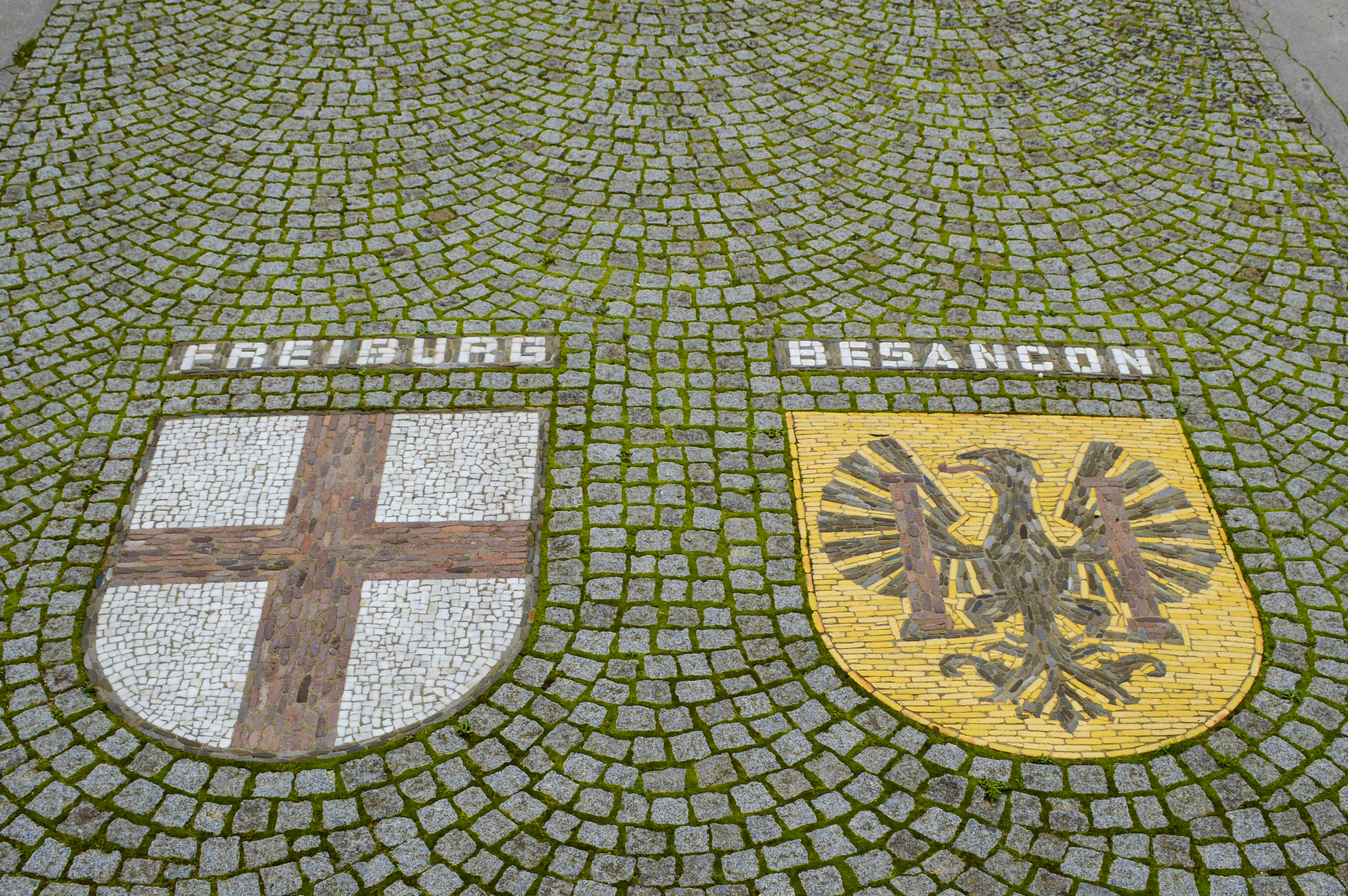
Blasons de Besançon et de Fribourg-en-Brisgau, symboles de leur jumelage respectif.

- Huddersfield (Angleterre) depuis 1955, élargi au district de Kirklees en 1995.
- Fribourg-en-Brisgau (Allemagne) depuis 1959.
- Pavie (Italie) depuis 1964.
- Hadera (Israël) depuis 1964.
- Neuchâtel (Suisse) depuis 1975.
- Douroula (Burkina Faso) depuis 1985.
- Kuopio (Finlande) depuis 1986.
- Man (Côte d'Ivoire) depuis 1991, protocole d’accord de coopération décentralisée.
- Tver (Russie) depuis 1996, charte d'amitié conclue en 1988.
- Bistrița (Roumanie) depuis 1997, relations entretenues depuis 1990.
- Bielsko-Biała (Pologne) depuis 2000, charte de coopération datant de 1993.
- Charlottesville (États-Unis) depuis le 20 octobre 2006, charte d'amitié conclue en 2004.
- Aqabat Jabr (Palestine) depuis 2010, coopération décentralisée française pour l'eau en Palestine depuis 2004.
- Matsumae (Japon) depuis 2011, memorandum relatif aux relations de coopération amicale signé en 2011.

### Politique de développement durable
La ville de Besançon et Grand Besançon Métropole ont lancé en 2002 une démarche de développement durable à travers deux outils : l'Agenda 21 pour la ville de Besançon et la charte de l'environnement pour Grand Besançon Métropole. Ces programmes regroupant 150 actions fixent trois objectifs : réduire les émissions de gaz à effet de serre, préserver les ressources naturelles et valoriser les ressources locales, agir solidairement.

## Population et société

### Démographie
Les habitants de Besançon sont appelés les Bisontins et les Bisontines.

#### Évolution démographique
L'évolution du nombre d'habitants est connue à travers les recensements de la population effectués dans la commune depuis 1793. Pour les communes de plus de 10 000 habitants les recensements ont lieu chaque année à la suite d'une enquête par sondage auprès d'un échantillon d'adresses représentant 8 % de leurs logements, contrairement aux autres communes qui ont un recensement réel tous les cinq ans,.

En 2022, la commune comptait 120 057 habitants, en évolution de +3,08 % par rapport à 2016 (Doubs : +1,88 %, France hors Mayotte : +2,11 %).
| 1793   | 1800   | 1806   | 1821   | 1831   | 1836   | 1841   | 1846   | 1851   |
| ------ | ------ | ------ | ------ | ------ | ------ | ------ | ------ | ------ |
| 25 328 | 28 436 | 28 727 | 26 388 | 29 167 | 29 718 | 36 461 | 39 949 | 41 295 |

| 1856   | 1861   | 1866   | 1872   | 1876   | 1881   | 1886   | 1891   | 1896   |
| ------ | ------ | ------ | ------ | ------ | ------ | ------ | ------ | ------ |
| 43 544 | 46 786 | 46 961 | 49 401 | 54 404 | 57 067 | 56 511 | 56 055 | 57 556 |

| 1901   | 1906   | 1911   | 1921   | 1926   | 1931   | 1936   | 1946   | 1954   |
| ------ | ------ | ------ | ------ | ------ | ------ | ------ | ------ | ------ |
| 55 362 | 56 168 | 57 978 | 55 652 | 58 525 | 60 367 | 65 022 | 63 508 | 73 445 |

| 1962   | 1968    | 1975    | 1982    | 1990    | 1999    | 2006    | 2011    | 2016    |
| ------ | ------- | ------- | ------- | ------- | ------- | ------- | ------- | ------- |
| 95 642 | 113 220 | 120 315 | 113 283 | 113 828 | 117 733 | 117 080 | 115 879 | 116 466 |

| 2021    | 2022    | - | - | - | - | - | - | - |
| ------- | ------- | - | - | - | - | - | - | - |
| 119 198 | 120 057 | - | - | - | - | - | - | - |

Un pic démographique a été atteint en 1975 avec 120 315 habitants.
Besançon est donc une capitale régionale de taille modeste. Cependant, elle se trouve au centre d’une aire d'attraction de 284 311 habitants, la plus importante de Franche-Comté devant Montbéliard (178 723 hab.) et Belfort (131 694 hab.), villes-centres des deux autres grands pôles urbains francs-comtois.

#### Pyramide des âges
La population de la commune est relativement jeune. En 2020, le taux de personnes d'un âge inférieur à 30 ans s'élève à 43,9 %, soit un taux supérieur à la moyenne départementale (36,7 %). Le taux de personnes d'un âge supérieur à 60 ans (23 %) est inférieur au taux départemental (25,6 %).
En 2020, la commune comptait 55 487 hommes pour 62 771 femmes, soit un taux de 53,03 % de femmes, supérieur au taux départemental (51,05 %).
Les pyramides des âges de la commune et du département s'établissent comme suit :
| Hommes | Classe d’âge | Femmes |
| ------ | ------------ | ------ |
| 0,7    | 90 ou +      | 1,8    |
| 5,7    | 75-89 ans    | 8,8    |
| 13,1   | 60-74 ans    | 15,6   |
| 16,4   | 45-59 ans    | 16,2   |
| 17,6   | 30-44 ans    | 15,9   |
| 30,3   | 15-29 ans    | 27,6   |
| 16,2   | 0-14 ans     | 14     |

| Hommes | Classe d’âge | Femmes |
| ------ | ------------ | ------ |
| 0,7    | 90 ou +      | 1,7    |
| 7,1    | 75-89 ans    | 9,4    |
| 15,8   | 60-74 ans    | 17     |
| 19,4   | 45-59 ans    | 18,7   |
| 18,8   | 30-44 ans    | 18,3   |
| 19,3   | 15-29 ans    | 17,5   |
| 18,9   | 0-14 ans     | 17,4   |

### Enseignement
La ville est le siège de l'académie de Besançon, fondée en 1848 et composée des quatre départements du Doubs, du Jura, de la Haute-Saône et du Territoire de Belfort, et de la région académique Bourgogne-Franche-Comté. Elle fait partie de la zone A du calendrier scolaire depuis la fusion des régions de 2016. Le Rectorat est installé rue de la Convention, au centre-ville, dans l'ancien palais archiépiscopal.

#### Enseignement supérieur

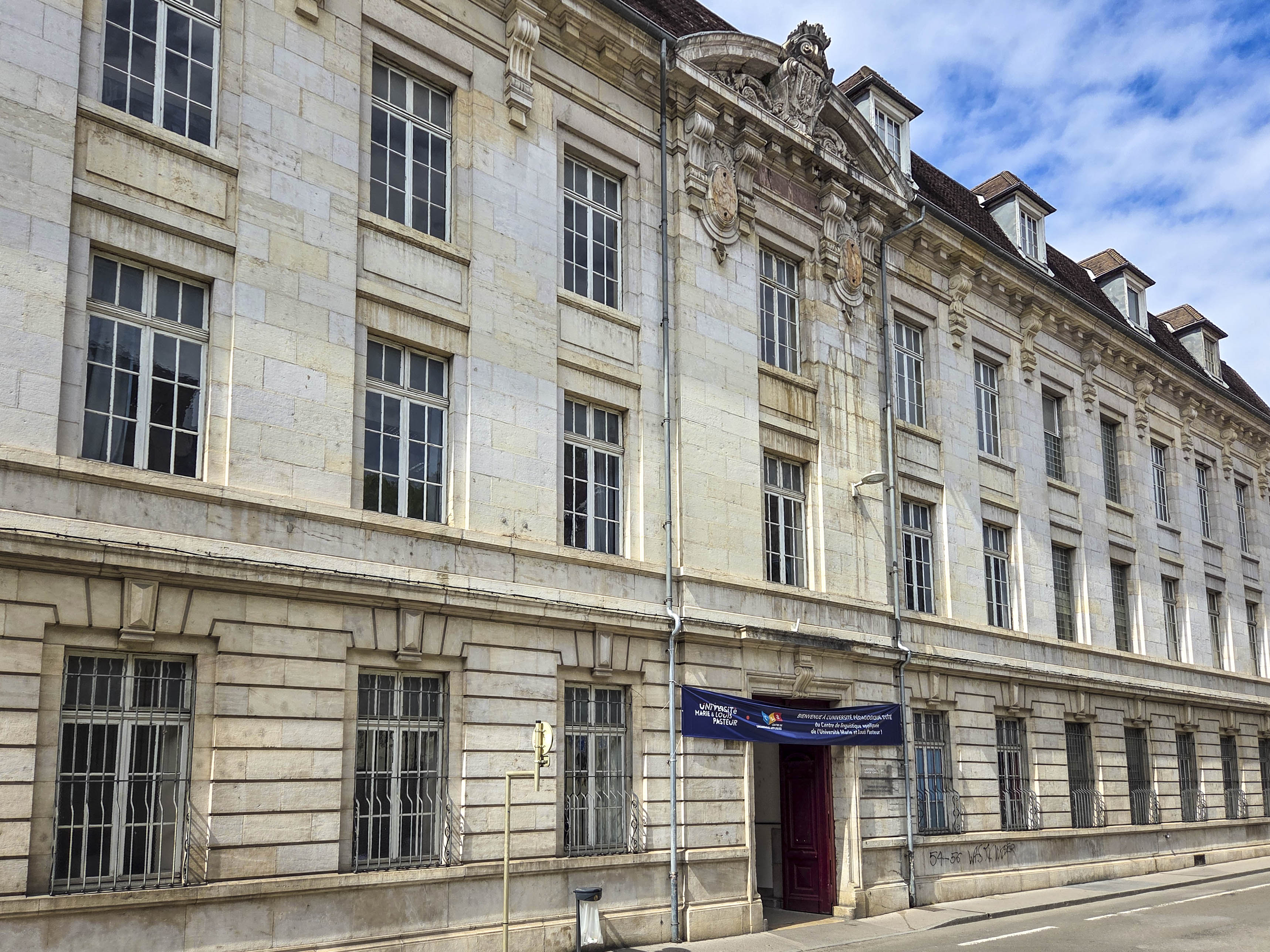
La faculté de Lettres, sur le campus du centre-ville.

L'université de Franche-Comté est fondée à Dole en 1423 mais, ayant opposé une trop forte résistance lors de la conquête de la Franche-Comté par Louis XIV, la ville perd son statut de capitale de la province au profit de Besançon et le roi de France décide d'y transférer l'université en 1691. Elle s'installe alors dans le couvent des Carmes, situé Grande Rue, et Louis XIV promet qu'elle restera la seule université dans les deux Bourgognes (duché et comté). Cependant, une faculté de droit canon et de droit civil est ouverte à Dijon en 1723, huit ans après la mort du Roi-Soleil. Après la Seconde Guerre mondiale, l'importante hausse des effectifs d'étudiants amène à la création d'un nouveau campus sur le site de la Bouloie à partir de 1962, tandis qu'au centre-ville la faculté des Lettres s'étend entre les rues Mégevand et Chifflet. Actuellement, l'université se déploie à Besançon sur quatre sites, le campus centre-ville qui abrite l'UFR des Sciences du langage, de l'homme et de la société (faculté des Lettres), le campus de la Bouloie où se trouvent l'UFR Sciences et techniques des activités physiques et sportives (faculté des Sports), l'UFR des Sciences et techniques, l'UFR des Sciences juridiques, économiques, politiques et de gestion (facultés de Droit et d'Économie) et l'Institut universitaire de technologie de Besançon-Vesoul, le campus des Hauts du Chazal avec l'UFR Santé (faculté de Médecine) jouxtant le Centre hospitalier universitaire Jean Minjoz et TEMIS Sciences, une technopole abritant des instituts de formation et de recherche. La ville accueille le siège du Centre régional des œuvres universitaires et scolaires (CROUS) de Bourgogne-Franche-Comté. Plus de 21 000 étudiants étaient inscrits dans les divers cursus offerts par l'université de Franche-Comté sur les campus bisontins lors de l'année scolaire 2019-2020.
Plusieurs établissements réputés sont présents dans la ville. L'école d'ingénieurs Supmicrotech-ENSMM, héritière de l'Institut de Chronométrie et Micromécanique fondé en 1927, est spécialisée dans la formation dans les systèmes mécatroniques et les microsystèmes. L'ISIFC Génie Biomédical est une autre école d'ingénieurs créée en 2001 et spécialisée dans le dispositif médical. Le Centre de linguistique appliquée, créé en 1958, est destiné à l'enseignement d'une dizaine de langues et bénéficie d'une reconnaissance internationale pour l'enseignement et l'apprentissage du français en accueillant chaque année près de 4 000 étudiants et stagiaires de plus de 110 nationalités . L'Institut supérieur des Beaux-Arts (ISBA), héritier d'une Académie royale de peinture et de sculpture dont l'existence remonte à 1773, propose des formations dans le domaine des arts plastiques et graphiques consacrées aux arts contemporains. Besançon accueille enfin un des 31 Instituts nationaux supérieurs du professorat et de l'éducation (INSPE) de France qui œuvrent à la formation des enseignants du primaire et du secondaire et des conseillers principaux d'éducation.
Les laboratoires de recherche de l'université de Franche-Comté rassemblent environ 900 chercheurs se répartissant dans 23 unités. À Besançon se trouvent notamment trois structures de recherche réputées à l'échelle internationale. Le laboratoire FEMTO-ST, placé sous la tutelle du Centre national de la recherche scientifique (CNRS), est actif dans les domaines de l’optique, de l’acoustique, des micro nanosciences et systèmes, du temps-fréquence, de l’automatique, de l’informatique, de la mécatronique... L'unité de recherche Interactions Hôte-Greffon-Tumeur & Ingénierie Cellulaire et Génique (RIGHT), associé à l'Institut National de la Santé et de la Recherche Médicale (INSERM) et l'Établissement français du sang (EFS), étudie le système immunitaire et s’intéresse à ses relations avec un organe greffé ou une tumeur. L'institut Univers, théorie, interfaces, nanostructures, atmosphère et environnement, molécules (UTINAM), également associé au CNRS, regroupe 130 chercheurs astrophysiciens, physiciens et chimistes menant des recherches sur un champ allant de la galaxie à la molécule.

#### Enseignement secondaire

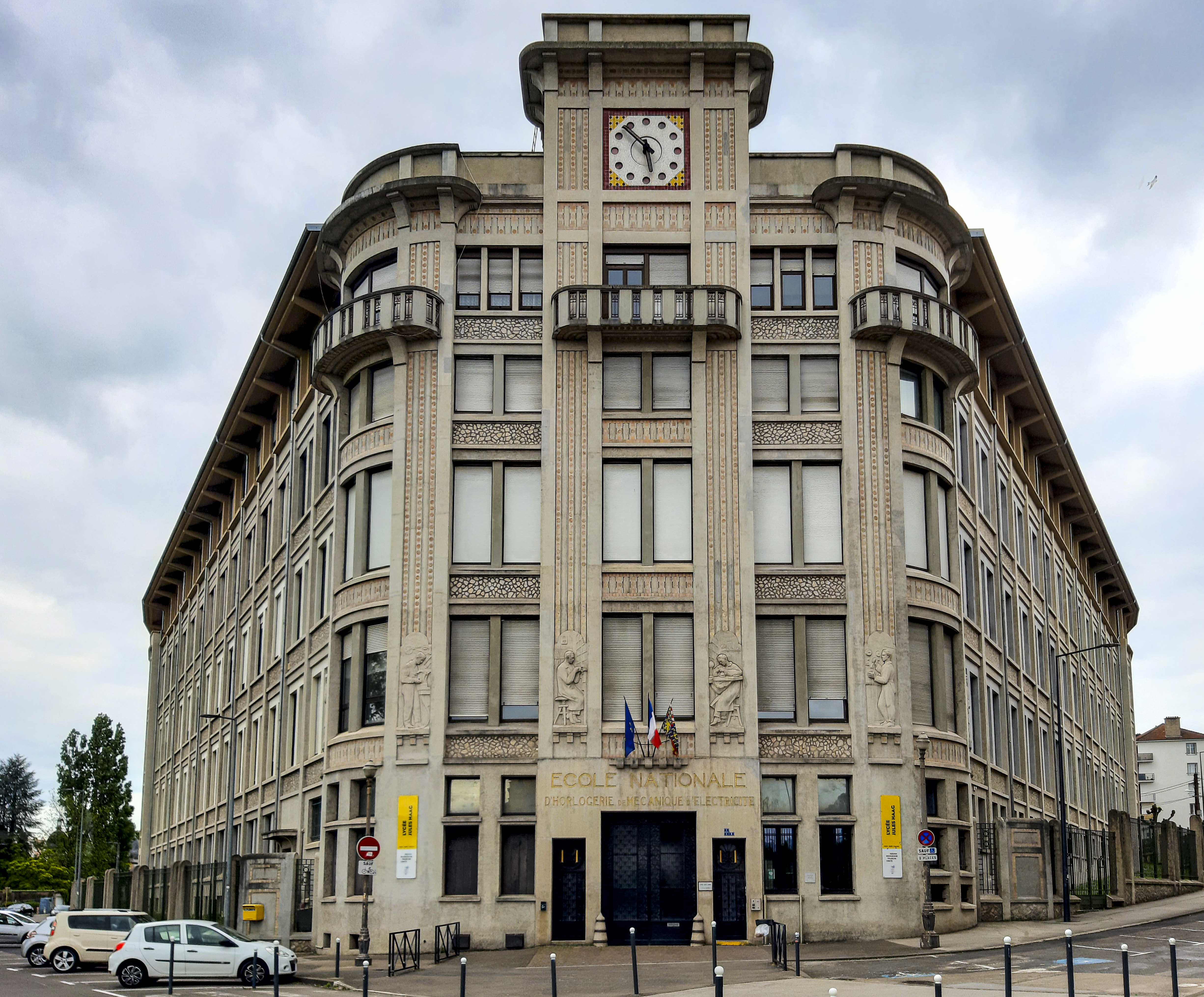
Le lycée Jules-Haag, ancienne école nationale d'horlogerie.

Besançon compte cinq lycées publics d'enseignement général gérés par la région Bourgogne-Franche-Comté. Le lycée Pasteur, situé dans le centre-ville, est le plus ancien encore en activité, ayant ouvert ses portes en 1882 et étant installé depuis 1904 dans les bâtiments de l'ancien couvent des Cordeliers. Le lycée Victor-Hugo, implanté dans le quartier de Planoise depuis 1980, était auparavant le plus ancien de la ville et un des plus anciens de France puisqu'il faisait partie des 12 premiers lycées créés par Napoléon ; ayant ouvert ses portes en 1803, il était alors implanté au centre-ville dans l'ancien collèges des Jésuites et est demeuré le seul lycée de Franche-Comté jusqu'en 1863,. Le lycée Jules-Haag, occupant un bâtiment Art déco du quartier Butte-Grette, est l'héritier de l'ancienne École nationale d'horlogerie devenue lycée technique d'État en 1960 puis lycée polyvalent en 1987. Le lycée Louis-Pergaud, construit dans le quartier de Palente au début des années 1960 et ayant ouvert ses portes en 1964, est l'établissement secondaire le plus important de Bourgogne-Franche-Comté en terme d'effectifs, accueillant chaque année scolaire près de 2 200 élèves répartis dans 75 classes,. Le lycée le plus récent est le lycée Claude-Nicolas-Ledoux, inauguré en 1992 dans le quartier des Montboucons. La ville abrite par ailleurs deux lycées privés d'enseignement général, le lycée Saint-Jean dans le quartier Saint-Claude et le lycée Saint-Paul dans le quartier de Bregille.
En ce qui concerne l'enseignement professionnel, la préfecture du Doubs possède trois lycées professionnels publics, le lycée Condé spécialisé dans les métiers de l'hôtellerie-restauration, de l'alimentation et des services à la personne, le lycée Pierre-Adrien Pâris spécialisé dans les métiers de la construction et le lycée Tristan Bernard proposant des formations dans les métiers du commerce, vente et accueil, et les métiers de gestion et administration des entreprises. S'y ajoutent de nombreux établissements privés, parmi lesquels les lycées Sainte-Famille et Saint-Joseph, et le lycée agricole François-Xavier.
Il y a sur le territoire communal huit collèges publics gérés par le département du Doubs, dont les collèges Victor-Hugo et Louis et Auguste Lumière au centre-ville, les collèges Diderot et Voltaire dans le quartier de Planoise, le collège des Clairs Soleils, le collège Proudhon à Palente, le collège Albert-Camus dans le quartier de Saint-Claude et le collège Stendhal à Montrapon. Trois collèges privés sous contrat sont également dénombrés, le collège Notre-Dame dans le quartier de Saint-Claude, le collège Saint-Joseph aux Chaprais, le collège Saint-Ursule dans le quartier Butte-Grette, et deux collèges hors contrat, le collège Saint-Anselme qui occupe le château Galland aux Tilleroyes et le collège alternatif Collette.

#### Enseignement primaire
Huit écoles primaires, 23 écoles élémentaires et 33 écoles maternelles composent l'offre dans l'enseignement primaire public à Besançon, accueillant 8 900 élèves lors de l'année scolaire 2021-2022. Sept écoles primaires privées sont également réparties sur la commune accueillant pour leur part plus de 1 600 élèves lors de cette même année scolaire.

### Manifestations culturelles et festivités
La ville de Besançon accueille de nombreux évènements festifs et culturels.
Plusieurs festivals de musique rythment l'année dont le plus emblématique et le plus ancien est le Festival international de musique de Besançon Franche-Comté, créé en 1948 et qui a lieu chaque année au mois de septembre. Ce festival met à l'honneur le répertoire symphonique, la musique de chambre et les récitals. Il est complété en 1951 par le Concours international de jeunes chefs d'orchestre se déroulant tous les deux ans (années impaires), un des plus prestigieux de la discipline qui compte parmi ses lauréats Seiji Ozawa, Gerd Albrecht, Michel Plasson ou encore Zdeněk Mácal. Le festival Détonation est un autre temps fort de la rentrée au mois de septembre : créé en 2012 et organisé par la salle de La Rodia, sa programmation mêle musiques actuelles et installations de mapping interactives. Le festival Orgue en ville, créé en 2009, propose une vingtaine de concerts autour de l'orgue dans des édifices religieux de Besançon et son agglomération, entre la fin du mois de juin et le début du mois de juillet. Le Festival La Via Musica propose des œuvres musicales jouées sur des instruments d'époque. Les Mardis des Rives proposent depuis 2013 des concerts gratuits se déroulant dans plusieurs communes de l'agglomération, sur les rives du Doubs, durant les mois de juillet et août. À la même période, des concerts gratuits ont lieu les vendredis et samedis dans la cour du palais Granvelle.
La Foire comtoise est une foire commerciale et une fête foraine se déroulant dans le parc des expositions Micropolis. Cet évènement, créé en 1922, était à l'origine une foire essentiellement agricole. Elle accueille dorénavant, autour du week-end de l'Ascension, près de 600 exposants et 140 000 visiteurs. Chaque année, un pays ou une collectivité est invité d'honneur et présente son artisanat ainsi que ses coutumes et ses traditions à travers des spectacles. Depuis 1995, le marché des Instants gourmands se déroule sur la promenade Granvelle au mois de septembre et met à l'honneur les produits gastronomiques du terroir. Le marché de Noël de Besançon s'étale sur tout le mois de décembre depuis 1993 tandis qu'un défilé de carnaval se tient depuis 1978 et réunit chaque année entre 20 000 et 30 000 personnes dans les rues du centre-ville.
Au mois de septembre se déroule le festival du livre de Grand Besançon Métropole Livres dans la Boucle qui a succédé en 2016 au salon départemental du livre Les Mots Doubs créé en 2002. Se déroulant sur trois jours, il a accueilli en 2018 plus de 200 auteurs et 30 000 visiteurs. Un festival des cinémas d'Afrique baptisé Lumières d'Afrique se déroule au mois de novembre depuis 1996. Bien Urbain est une manifestation d'art urbain et d'art contemporain dans l'espace public se tenant au mois de juin depuis 2011.
Dans le domaine du théâtre, Besançon possède deux festivals. Le Festival de Caves propose depuis 2006 des spectacles dans les caves de la ville. Né à Besançon, le concept de ce festival a depuis essaimé dans de nombreuses villes de France et d'Europe. Pendant les mois de juillet et août, les Balades nocturnes de la citadelle proposent des déambulations théâtralisées dans l'enceinte de la forteresse Vauban.

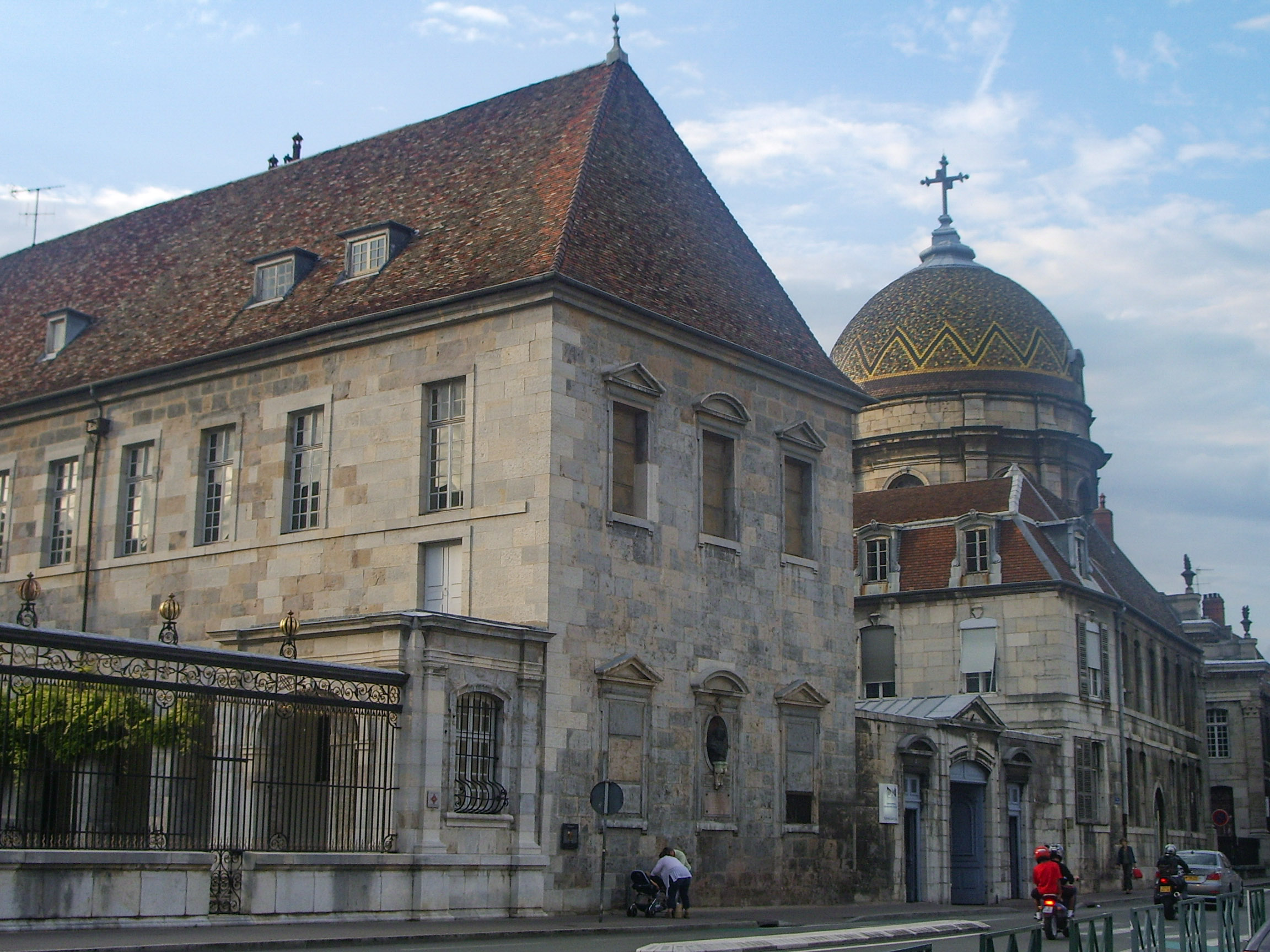
L'ancien hôpital Saint-Jacques et la chapelle Notre-Dame du Refuge attenante.

| Mois         | Évènement                                                   | Domaine                           | Depuis |
| ------------ | ----------------------------------------------------------- | --------------------------------- | ------ |
| Janvier      | Drôlement bien                                              | Spectacles d'humour               | 2023   |
| Avril        | Carnaval de Besançon                                        | Carnaval                          | 1978   |
| Avril        | Festival D'autres formes                                    | Art et technologie                | 2022   |
| Mai          | Foire comtoise                                              | Foire commerciale et fête foraine | 1922   |
| Mai          | Festival La Via Musica                                      | Musique                           | 2006   |
| Mai          | Festival Ludinam                                            | Jeux                              | 2017   |
| Mai-juin     | Festival de Caves                                           | Théâtre                           | 2006   |
| Juin         | Orgue en ville                                              | Musique                           | 2009   |
| Juin         | Bien Urbain                                                 | Street-art et art contemporain    | 2011   |
| Juin         | Festival Grandes Heures Nature                              | Sports Outdoor                    | 2019   |
| Juillet-Août | Grande braderie d'été                                       | Braderie                          |        |
| Juillet-Août | Mardis des Rives                                            | Musique                           | 2013   |
| Juillet-Août | Balades nocturnes de la citadelle                           | Théâtre                           |        |
| Juillet-Août | Soirées Granvelle                                           | Musique                           |        |
| Septembre    | Festival international de musique de Besançon Franche-Comté | Musique                           | 1948   |
| Septembre    | Instants gourmands                                          | Marché de produits du terroir     | 1995   |
| Septembre    | Livres dans la Boucle                                       | Littérature                       | 2002   |
| Septembre    | Détonation                                                  | Musique                           | 2012   |
| Septembre    | Festival du Bitume et des Plumes                            | Arts de rue                       | 2014   |
| Octobre      | Grande braderie d'automne                                   | Braderie                          |        |
| Novembre     | Lumières d'Afrique                                          | Cinéma                            | 1996   |
| Décembre     | Marché de Noël de Besançon                                  | Marché de Noël                    | 1993   |

### Santé
La ville accueille sur son territoire de nombreux établissements de santé dont le principal est le centre hospitalier universitaire (CHU), réparti actuellement sur deux sites (hôpital Saint-Jacques au centre-ville et hôpital Jean-Minjoz à Planoise), mais dont l'ensemble des services ont été rassemblés en 2012 sur le site de Minjoz au sein du pôle santé de la technopole Temis. Le CHU de Besançon est particulièrement renommé dans les domaines de la bio-ingénierie, de la microrobotique appliquée à la santé et pour son pôle cancérologie.
Les autres établissements notables sont la polyclinique de Franche-Comté et la clinique Saint-Vincent.

### Sports
La pratique du sport dans l'agglomération bisontine est assez diversifiée, d'une part parce que la municipalité ne souhaite pas tout miser sur une ou deux disciplines professionnelles qui porteraient haut les couleurs de la ville, mais plutôt encourager sa population à pratiquer toutes les disciplines, et d'autre part parce que le cadre particulier de la ville (collines, falaises, rivières) permet de pratiquer une large palette de sports de plein air tels que la randonnée, le VTT, l'escalade, l'aviron.

#### Infrastructures

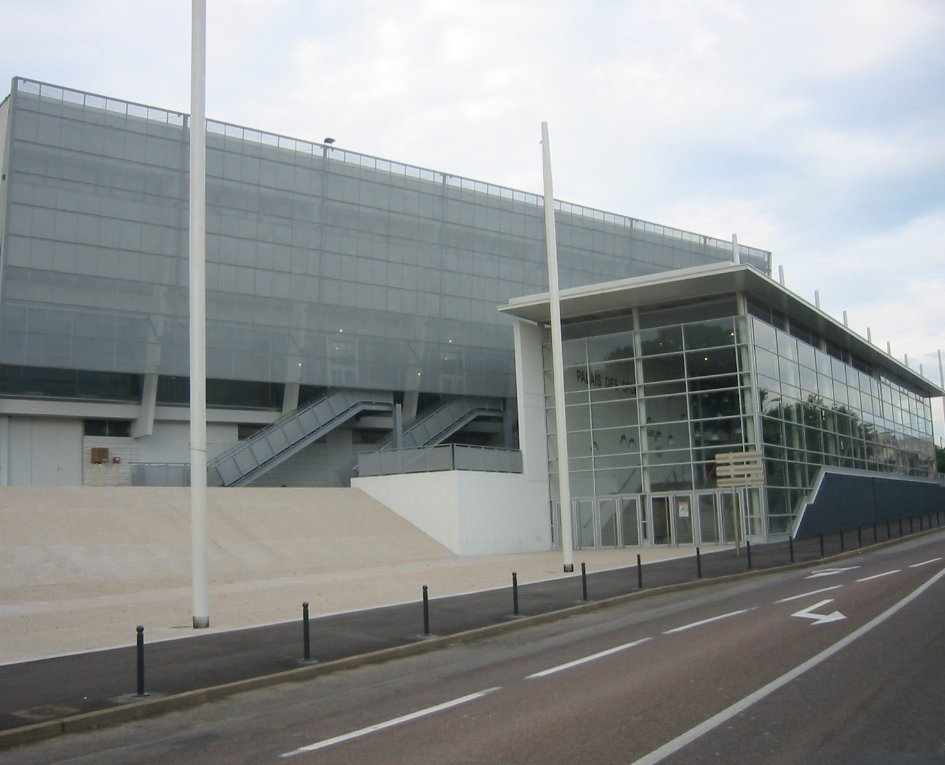
Palais des sports Ghani-Yalouz.

Le palais des sports Ghani-Yalouz, grande salle omnisports de l'agglomération, a été inauguré en 1967 et réaménagé en 2005. Sa capacité est modulable, de 3 380 places en configuration handball à 4 200 places en configuration basket-ball. Le stade principal est le stade Léo-Lagrange inauguré en 1939 et rénové entre 2003 et 2005. D'une capacité de 11 500 places, il accueille exclusivement des matches de football. Trois autres stades se trouvent sur la commune, le stade de Rosemont, le stade des Orchamps et le stade Henri Joran dans le quartier de Velotte. La ville dispose d'une patinoire, la patinoire La Fayette, de deux piscines olympiques couvertes (Mallarmé et La Fayette), deux piscines de plein air (Chalezeule et Port Joint) et dix gymnases. Une grande salle d'escalade à proximité du stade Léo Lagrange propose des voies pouvant culminer à 18 mètres du sol. Le centre des cultures urbaines de Besançon (CCUB) situé dans le quartier de Saint-Claude est un espace couvert de 2 000 m2 inauguré en 2019 et consacré aux disciplines de glisses (roller, BMX, skateboard) et aux pratiques d’équilibre (parkour, slackline). Un skatepark en plein air est aménagé au centre-ville sur les rives du Doubs dans le secteur de Chamars. D'autres équipements notables sont situés sur le territoire de communes périphériques. À Montfaucon, aux portes de Besançon, se trouvent un site de vol libre pour la pratique du parapente et du deltaplane ainsi qu'une falaise offrant près de 150 voies d'escalade de 20 à 40 mètres. Le golf de Besançon est un golf de 18 trous sur la commune de La Chevillotte.

#### Clubs et sportifs bisontins
Dans le domaine des sports collectifs, la cité est actuellement représentée au niveau national principalement dans la discipline du handball. Le club de l'Entente sportive Besançon féminin (ESBF), fondé en 1970, évolue en première division. C'est le club le plus titré de la ville avec notamment quatre titres de champion de France et une coupe d'Europe. Le Grand Besançon Doubs Handball (GBDH), section masculine de handball, a participé à 4 saisons en première division et 26 saisons en deuxième division. Il évolue pour la saison 2022-2023 en seconde division. Le Palente Besançon Handball est un club féminin évoluant en seconde division lors de la saison 2022-2023.
En football, la ville dispose de deux clubs évoluant dans le championnat de National 3, cinquième niveau hiérarchique des compétitions françaises : le Racing Besançon (RB) et le Besançon Football (BF).
Le basketball est présent avec le club du Besançon Avenir Comtois (BesAC) qui joue en Nationale 1 en 2022-2023, soit le troisième échelon du basket français.
L'Olympique de Besançon club de rugby à XV ayant évolué durant la saison 1972-1973 en 1re division, et qui avait été battu le 5 novembre 1972 par le CA Brive sur le score de 94 à 0, établissant alors un record,,.
La ville possède l'École de Football Internationale de Besançon située aux Orchamps, labellisée par la Fédération française de football, considérée comme la meilleure école de football de Besançon.
La ville de Besançon compte avec les Bisons, un club de football américain et avec l'Ultimate Club Vesontio un club d'ultimate frisbee évoluant au plus haut niveau national.
Besançon évolue en Nationale 1 de Roller Hockey avec son équipe des Griffons, après avoir remporté le titre en Nationale 2 lors de la saison 2016-2017.
Dans le domaine des sports individuels au niveau professionnel et amateur, la cité se distingue dans la boxe avec le médaillé olympique Khedafi Djelkhir, la lutte avec le médaillé olympique Ghani Yalouz, le tir à l'arc avec Jean-Charles Valladont plusieurs fois médaillé aux championnats du Monde et d'Europe et médaillé d'argent aux JO de Rio, le judo, le cyclisme (Amicale Cycliste Bisontine), l'haltérophilie (La Française de Besançon) ou encore le canoë-kayak (Société Nautique Bisontine, 2e club français).
Besançon accueille également le club de Franche-Comté Judo Besançon fort de 90 podiums nationaux, 50 titres de Champion de France toutes catégories confondues et 20 podiums européens et mondiaux.

#### Évènements sportifs
Grand Besançon Métropole organise à partir de 2019 un festival baptisé Grandes Heures Nature consacré aux disciplines sportives outdoor telles que la randonnée, le trail, le canoë-kayak, l'escalade, le VTT ou encore le cyclisme sur route. Il se déroule sur quatre jours durant le mois de juin. La ville de Besançon est régulièrement ville-étape du Tour de France qu'elle a accueilli à 18 reprises entre 1903 et 2018. Le Trail des Forts de Besançon a lieu depuis 2004 chaque année au mois de mai et propose quatre parcours de trail de 48, 28, 19 et 10 kilomètres, le parcours le plus long étant inscrit parmi la dizaine d'étapes du Trail Tour National.

### Médias
Les principaux titres de la presse écrite couvrant les actualités de la commune sont le quotidien L'Est républicain (édition de Besançon), diffusé à 100 000 exemplaires et dont le siège est à Nancy, et le mensuel La Presse bisontine, titre du groupe Publipresse basé à Morteau. La municipalité édite un magazine bimestriel intitulé Besançon Votre Ville (BVV). Le site d'information régionale macommune.info couvre l'actualité de Grand Besançon Métropole et plus largement de la Franche-Comté. Le premier quotidien régional ayant existé à Besançon est Le Petit Comtois, journal de gauche créé en 1883, devenu Le Comtois en 1944, titre repris par L'Est républicain en 1982. L’Éclair Comtois, concurrent du Petit Comtois, est un journal de droite ayant paru de 1903 à 1939, devenu La République de l'Est en 1940 puis Les Dépêches de Besançon en 1960 avant d'être absorbé par L'Est républicain en 1973.
La chaîne de télévision France 3 Franche-Comté dont le siège se trouve à Besançon couvre l'information locale de la commune et ses environs. Trois émetteurs de télévision numérique terrestre (TNT) en haute définition couvrent l'agglomération bisontine, l'émetteur de Besançon Montfaucon, celui de Besançon Bregille et celui de Besançon Lomont.
Plusieurs stations de radio locales émettent à Besançon, dont : Radio BIP (96.9FM), une radio associative née en 1981 qui constitue aujourd'hui la plus ancienne radio privée locale de Besançon, ; Radio Sud (101.8FM), une autre radio associative dont les studios se situent dans le quartier Battant ; France Bleu Besançon (102.8), antenne locale de la radio publique Radio France.

### Cultes

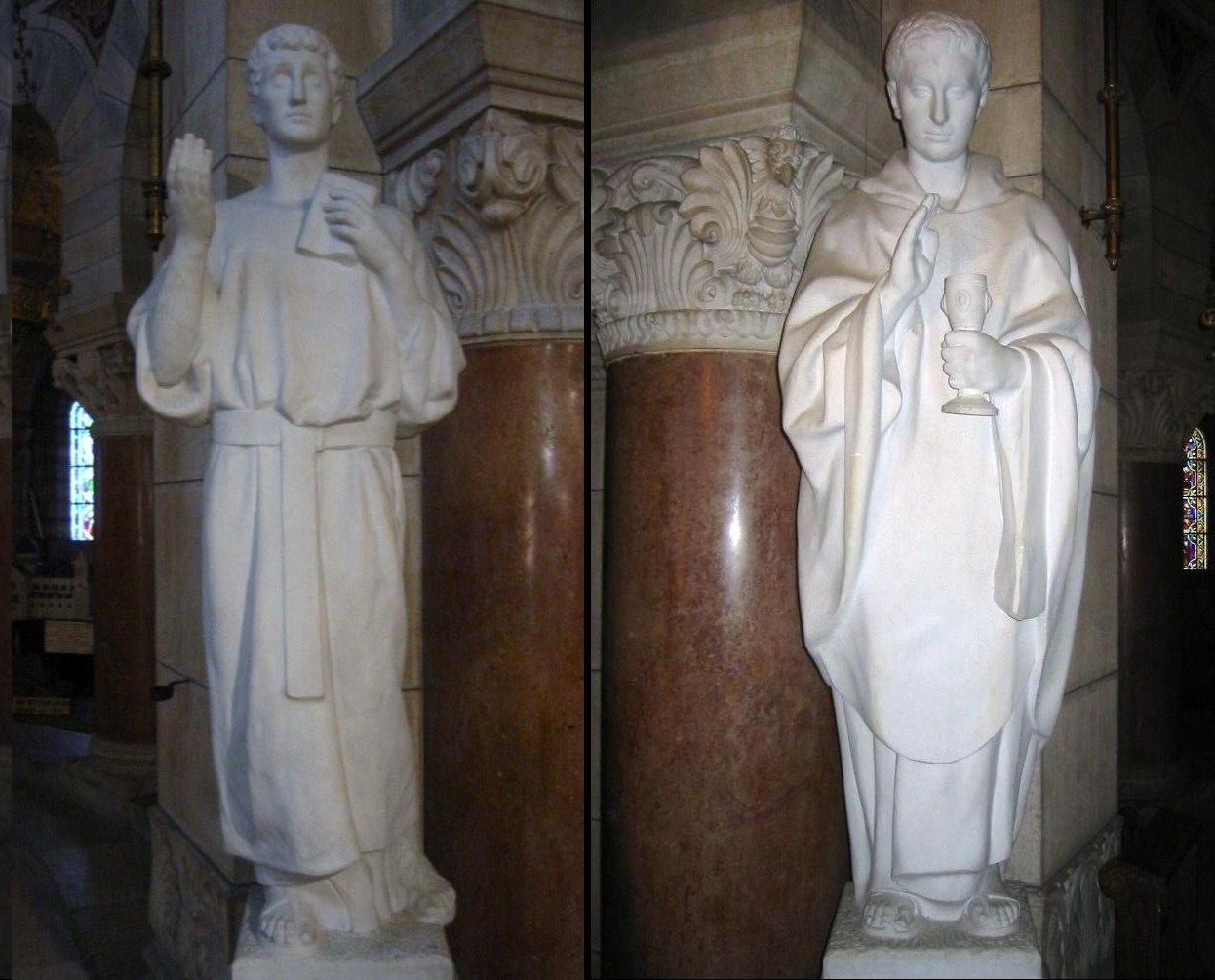
Statues de Saint-Ferréol et Saint-Ferjeux (basilique Saint-Ferjeux de Besançon).

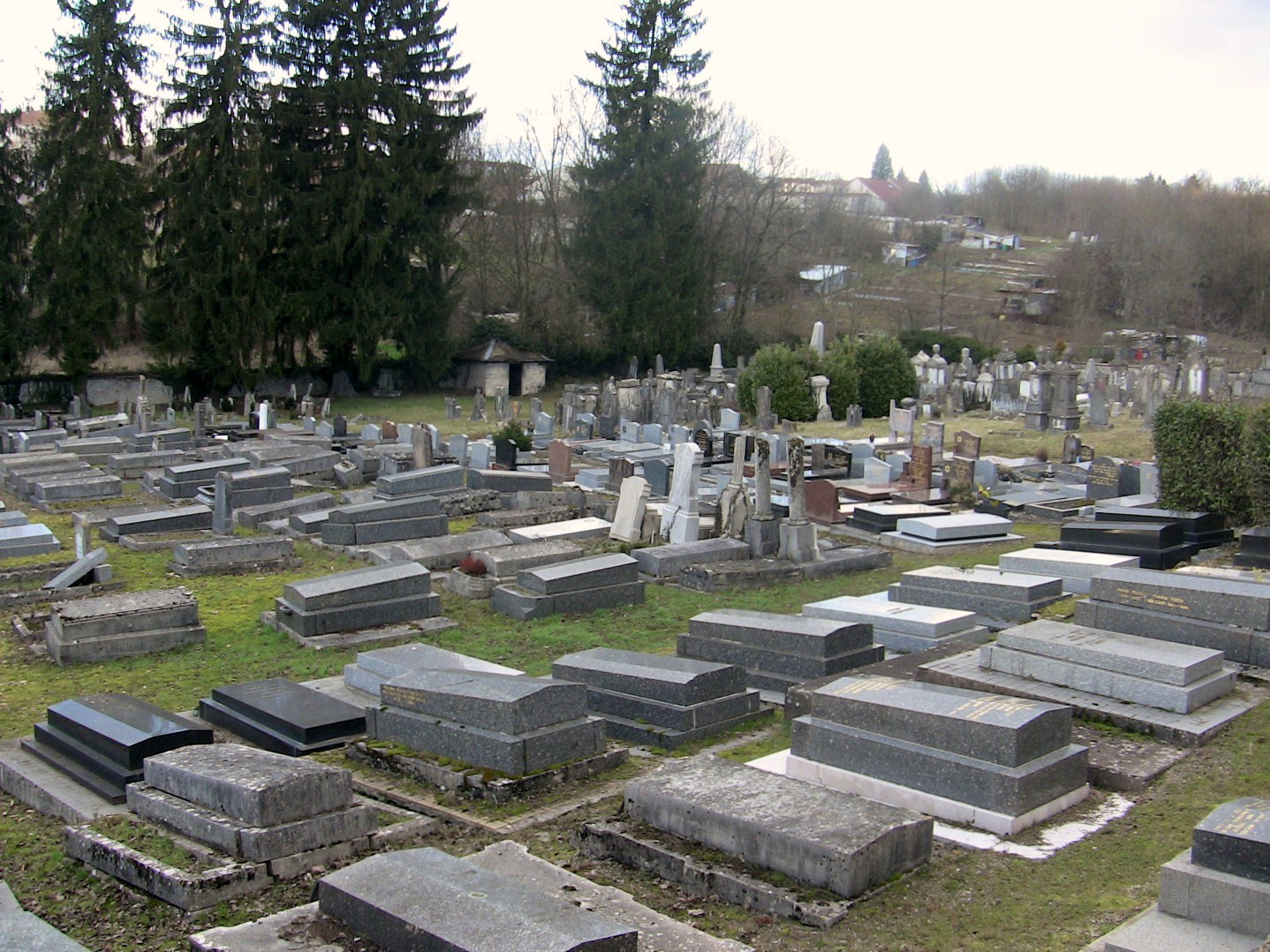
Le cimetière juif de Besançon, situé rue Anne Frank fut acquis en 1796.

#### Christianisme
Le christianisme serait la première religion de la ville, implantée par les saints martyrs Ferjeux et Ferréol dès le IIIe siècle,,, bien que certains historiens mettent en doute la véracité de cette version. Après que les deux évangélisateurs auraient été suppliciés et décapités, la première église-mère est construite : l'actuelle cathédrale Saint-Jean de Besançon ainsi que la cathédrale Saint-Étienne de Besançon. Puis, au fil des siècles, de nombreuses églises se construisent dans toute la ville avant que la Réforme puis la séparation de l'Église et de l'État ne viennent perturber la toute-puissance de l'Église catholique en Franche-Comté.
Dès 1793, les protestants réformés chassés en 1575, reviennent s'installer comme horlogers dans la ville. La ville leur attribue en 1793 la chapelle du Refuge de l'Hôpital Saint-Jacques, en 1803 le cimetière protestant des Champs Bruley, puis en 1805 la chapelle du Couvent des Capucins (disparue), enfin en 1842 la chapelle du Saint-Esprit, au jourd'hui temple du Saint-Esprit de Besançon.
À partir du XXe siècle de nouvelles communautés apparaissent: des orthodoxes, des protestants évangéliques de plusieurs traditions comme l'église protestante évangélique La Bonne Nouvelle, l'église évangélique baptiste, l'église évangélique Assemblée de Dieu, l'église évangélique de Pentecôte, l'assemblée chrétienne et le Foyer Évangélique Universitaire (FEU) ou encore les témoins de Jéhovah, qui établissent leurs églises dans la ville. Actuellement, la congrégation catholique de la ville connaît une baisse de fréquentation de ses églises ; cependant le christianisme reste la religion majoritaire des Bisontins.

#### Islam
L'islam serait la seconde religion de la ville en nombre d'adeptes, estimé à 15 000 personnes soit 13 % des habitants de la ville. Cette religion est apparue dans la région à partir des années 1870 lorsque des soldats coloniaux étaient en garnison afin de prendre part aux combats contre l'Allemagne, et resteront jusqu'à la Seconde Guerre mondiale. Puis vint l'immigration proprement dite dans les années 1960 où un grand nombre de nord-africains s'installeront dans la capitale comtoise et organiseront peu à peu une véritable nouvelle communauté religieuse. La première mosquée est achevée à la fin des années 1990 (mosquée Sunna de Besançon) rapidement suivie par d'autres salles de prières (mosquée Al-Fath, mosquée de Montrapon-Fontaine-Écu…).

#### Judaïsme
L'histoire des Juifs à Besançon débute au Moyen Âge, lorsqu'une communauté se forme dans la ville, attirée par l'activité de place commerciale de celle-ci. Après avoir longtemps toléré les Juifs, la ville finit par expulser la communauté au XVe siècle mais ils reviendront en nombre après la Révolution française qui les émancipe. Le cimetière juif de Besançon est acquis en 1796, puis une véritable synagogue de style mauresque est construite à Battant : l'actuelle synagogue de Besançon. La communauté de Besançon prendra part aux combats de la Première Guerre mondiale, et sera touchée de plein fouet par la politique antisémite nazie. Avec la récente immigration venue d'Afrique du nord, la communauté juive a retrouvé de la vitalité, au point que les offices à la synagogue sont aujourd'hui de rite séfarade.

#### Bouddhisme
La communauté bouddhiste de Besançon est formée à partir des années 1970, avec l'immigration asiatique. Dans les années 1980, un bonze originaire du Cambodge venait tous les ans dans la ville afin d'y célébrer les cérémonies religieuses et guider les pratiquants, preuve de l'activité de cette religion à Besançon ; un « Centre bouddhique de Besançon » fut même créé afin de fonder une pagode dans un bâtiment de Planoise. Actuellement le bouddhisme est une religion minoritaire dans la région, même si plusieurs associations ont vu le jour ces dernières années.

## Économie

### Repères historiques
Avant la crise des années 1970 et 1980 qui provoque de nombreuses fermetures et délocalisations d'entreprises de la ville, l'économie bisontine est principalement tournée vers le secteur industriel, en particulier l'horlogerie et le textile. Aujourd'hui, le secteur tertiaire est le principal pourvoyeur d'emplois (voir tableau), l'industrie restant représentée par de multiples petites et moyennes entreprises spécialisées notamment dans les microtechniques, la nanotechnologie et la mécanique (découpage, emboutissage). Besançon est ainsi passée du statut de capitale de la montre à la capitale de l'infiniment petit. Cette reconversion réussie permet actuellement à la ville de bénéficier d'un certain dynamisme et d'un tissu économique solide, mais la mutation ne s'est pas faite sans heurts et de nombreuses suppressions d'emplois. En effet, dans une ville dont l'histoire est marquée par une tradition de socialisme et d'utopisme, des conflits emblématiques marquent profondément le paysage économique et social tant au niveau local que national. Ainsi, la grande grève de l'usine textile Rhodiacéta en 1967, préfigurant les évènements de mai 68, la célèbre affaire Lip en 1973, du nom de cette entreprise horlogère déclarée en faillite qui fut à l'origine d'une lutte sociale d'un nouveau genre débouchant sur une expérience originale d'autogestion, ou encore les délocalisations des entreprises horlogère Kelton Timex (Fralsen) et textile Weil. L'économie de Besançon connaît un tournant au début du XXIe siècle grâce à la création en 2000 d'une technopole baptisée Temis, qui se trouve intégrée dès 2005 à un pôle de compétitivité national créé en Franche-Comté autour des microtechniques.

### Emploi
La commune de Besançon comptait 4 157 établissements actifs employeurs au 31 décembre 2020, représentant 67 724 emplois se répartissant selon les secteurs d'activité de la manière suivante :
|                           | Tertiaire | Industrie | Construction | Agriculture |
| ------------------------- | --------- | --------- | ------------ | ----------- |
| Commune de Besançon       | 87,9 %    | 8,7 %     | 3,1 %        | 0,3 %       |
| Zone d'emploi de Besançon | 77,4 %    | 14,7 %    | 5,3 %        | 2,7 %       |
| France métropolitaine     | 79,2 %    | 12,0 %    | 6,4 %        | 2,6 %       |

En 2019, le taux de chômage des 15-64 ans pour la commune de Besançon s'élevait à 11,1 % et à 8,4 % pour l'ensemble de la zone d'emploi de Besançon, tandis qu'au niveau national et à l'échelle de la région Bourgogne-Franche-Comté, les taux de chômage pour la même année s'élevaient respectivement à 9,9 % et 9,0 %.
Les quartiers les plus pourvus en emplois sont ceux de la Boucle, qui concentrait 25,9 % des emplois bisontins en 1999, des Tilleroyes-Trépillot (15,3 %), de Planoise-Châteaufarine (11 %) et de Montrapon-Temis (10,7 %).

### Secteurs d'activité

#### Industrie

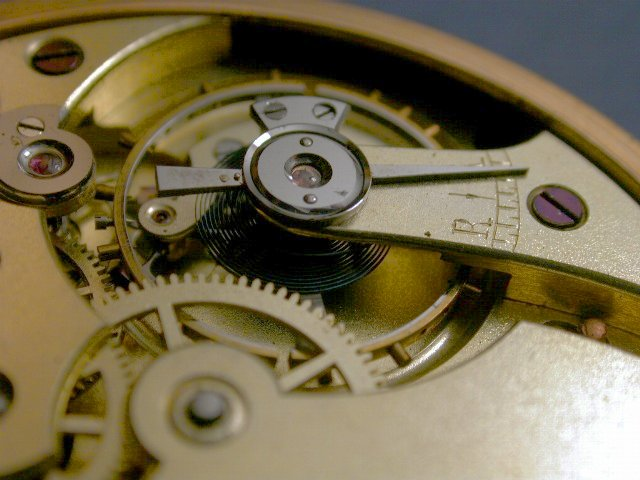
Microtechniques et horlogerie.

Après avoir été la capitale française de l'horlogerie, Besançon s'est reconvertie en utilisant son savoir-faire pour se spécialiser dans les branches de la micromécanique, des microtechniques, des nanotechnologies, de l'optique et de l'électronique. La ville constitue depuis juin 2005, avec d'autres zones de Franche-Comté, un pôle de compétitivité national dans le domaine des microtechniques. La technopole Temis (Technopole Microtechnique et Scientifique) regroupe entreprises, laboratoires de recherche et instituts de formation spécialisés (Supmicrotech). Leur promotion est assurée par le salon Micronora, salon international des microtechniques, qui se déroule tous les deux ans dans le parc des expositions Micropolis. Au total, les secteurs des microtechniques et du biomédical représentent dans la ville environ 350 entreprises, 500 chercheurs et 11 000 emplois pour un chiffre d'affaires annuel de 1,36 milliard d'euros.

##### Horlogerie et joaillerie
Dans le domaine du commerce des articles d'horlogerie et de bijouterie, l'entreprise Maty qui a son siège social à Besançon constitue un des plus gros employeurs de la ville avec plus de 400 salariés. Un établissement de Festina emploie une trentaine de personnes sur la zone industrielle de Trépillot. À Palente, Seiko emploie environ 70 personnes. L'entreprise Swatch est également présente à Besançon avec un centre de service après-vente qui compte une quarantaine de salariés. Deux établissements sont spécialisés dans la réparation d'articles d'horlogerie et de bijouterie pour de grandes marques de luxe : un atelier Audemars Piguet emploie une quarantaine de salariés sur son site du parc La Fayette tandis que Breitling Service emploie une cinquantaine de salariés dans un bâtiment situé sur la technopole Temis. L'entreprise Cheval Frères localisée dans la commune périphérique d'École-Valentin est un sous-traitant horloger spécialiste des pièces de mouvements et qui produit également des couronnes de remontoirs et des poussoirs. Courant 2019, la société MCGP va s'installer dans un bâtiment de 7 000 m2 destiné à l'usinage de précision pour la joaillerie sur la technopole Temis, avec 150 emplois prévus à terme. La Société des montres bisontines (SMB), située sur la commune voisine de Châtillon-le-Duc, emploie plus d'une centaine de personnes dans l'assemblage de montres : cette entreprise est propriétaire de la célèbre marque Lip.

##### Microtechnique et micromécanique
L'entreprise Flowbird, leader mondial des solutions de stationnement et de billettique de transports, est le premier employeur de Besançon dans le secteur de l'industrie manufacturière. Créée en 1923 à Besançon sous le nom de Compagnie des Compteurs (CdC), la firme alors rebaptisée Compteurs Schlumberger est à l'origine de l'invention des horodateurs en 1972. Devenue Parkeon en 2003 puis Flowbird en 2018, près de cinq cents personnes travaillent sur son site localisé dans le parc La Fayette. L'entreprise Polycaptil, spécialisée dans l’électronique, l’opto-électronique et la mécatronique, pilote un projet de recherche sur un dispositif médical d’insufflation électronique. La société Zodiac Aero Electric, filiale du groupe Safran, emploie plus de 260 salariés et est spécialisée dans la fabrication de composants électriques pour l'industrie aéronautique.

##### Biomédical

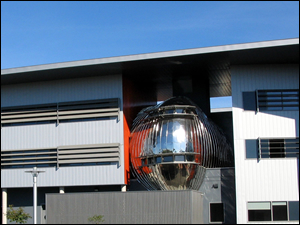
Technopole Temis.

Besançon est l'un des onze pôles nationaux de génie biomédical. Ce pôle d'activité est né de la volonté commune d'échange de compétences des différents acteurs, industriels, hospitaliers, de la recherche et de l'enseignement. Il a été créé pour les entreprises des secteurs de la santé, du biomédical, des biotechnologies, de télémédecine. Il constitue la partie micro-médicale de la technopole Temis. L'Institut supérieur d'ingénieurs de Franche-Comté (ISIFC), première école française du genre, forme depuis 2001 des ingénieurs en génie biomédical.

##### Start-up issues de la recherche universitaire en microtechniques
La présence sur le sol bisontin d'importants laboratoires universitaires de recherche en microtechniques, comme FEMTO-ST a permis la naissance sur la commune de Besançon de plusieurs start-up innovantes qui sont devenus des leaders internationaux de leur niche technologique, comme :
- AR Électronique : oscillateurs ultra-haute stabilité pour la télédiffusion et l'aéronautique ;
- Digital Surf : Initialement fabricant de profilomètres 3D, aujourd'hui éditeur de logiciels d'analyse 3D du relief microscopique pour les profilomètres, les microscopes optiques ou à force atomique[170],[171],[172],[173],[174] ;
- Imasonic : transducteurs ultra-sons pour le diagnostic médical et industriel et la thérapie[175] ;
- Exail (ex Photline) : Systèmes de modulateurs optiques haut débit (40 GHz) pour les communications et l'instrumentation spatiale[176],[177] ;
- Sophysa : valves pour le contrôle de la pression intra-crânienne (traitement de l'hydrocéphalie)[178] ;
- Statice : Société de Recherches sous contrat en microtechniques fondée par les anciens responsables de la R&D de Lip[179].

##### Autres domaines
Hormis les microtechniques, la mécanique et les nanotechnologies, il n'existe pas d'autre grand secteur industriel à Besançon depuis la crise de l'industrie textile. On peut citer toutefois parmi les activités industrielles significatives de Besançon :
- la plasturgie représentée principalement par la firme Superfos Besançon (115 salariés) qui produit des emballages plastiques ;
- l'agroalimentaire au travers des usines LU France (167 salariés sur la ZI de Trépillot) célèbre pour ses biscuits, et Buhler (36 salariés à Velotte) ;
- L'édition de logiciels techniques, qui concerne une demi-douzaine de PME, comme les sociétés Digital Surf (logiciels de visualisation 3D pour les microscopes, 50 personnes), Shine Research[180] (Ateliers de développement logiciel pour la création de jeux vidéo, serious games, et applications), Covalia (logiciels de télémédecine, 12 personnes), ERDIL (Logiciels de linguistique et solutions d'analyse sémantique appliqués au traitement automatique des messages clients, 20 personnes[181]). Ces entreprises[182] totalisent ainsi environ 90 salariés, auxquels il convient d'ajouter les effectifs des services de conception de logiciels embarqués des entreprises ERG Transit Systems et Flowbird, qui sont au service des activités monétiques respectives de ces entreprises.

##### Établissements industriels
Les principales entreprises industrielles de l'agglomération de Besançon dans l'industrie manufacturière, comptant plus de 50 salariés, sont les suivantes :
| Raison sociale                          | Effectif 2017 | Chiffre d'affaires 2017 | Libellé code NAF 2008                                                  | Activité en clair | Localisation             |
| --------------------------------------- | ------------- | ----------------------- | ---------------------------------------------------------------------- | --- | ------------------------ |
| AMTE Auge Microtechnic Group            | 190           | 40,7 M                  | Découpage, emboutissage                                                | Découpe et formage de pièces métalliques de précision pour les secteurs de l’équipement automobile, l’électricité industrielle et domestique, la téléphonie, l’équipement électromécanique, la connectique, l’aéronautique...             | ZI Thise                 |
| Camelin                                 | 86            | 17,1 M                  | Décolletage                                                            | | Trépillot                |
| Cheval Frères                           | 166           | 23,4 M                  | Horlogerie                                                             | | ZAC Valentin             |
| Cryla                                   | 68            | 8,4 M                   | Mécanique industrielle                                                 | | Temis                    |
| Defi Group                              | 66            | 8,4 M                   | Découpage, emboutissage                                                | | ZI Pirey                 |
| Diehl Auge Decoupage SAS                | 163           | 38,9 M                  | Découpage, emboutissage                                                | Découpage de précision, assemblage par rivetage. | Trépillot                |
| Dimeco                                  | 95            | 20,2 M                  | Fabrication de machines-outils pour le travail des métaux              | | ZI Pirey                 |
| Fabricom Systèmes d'Assemblage          | 90            | 25,7 M                  | Fabrication d'autres machines spécialisées                             | Conception et réalisation de lignes, îlots de fabrication automatisés ou de bancs d'essais clés en main pour les constructeurs automobiles.                                                                                               | Parc La Fayette          |
| Amphenol FCI Besançon                   | 280           | 59,1 M                  | Fabrication de composants électroniques                                | Leader mondial dans la conception et la fabrication des connecteurs et des systèmes d'interconnexion dans les domaines de l'automobile, l'électronique industrielle et grand public, les infrastructures télécom et la micro-connectique. | Parc La Fayette          |
| Flowbird                                | 560           | 172,3 M                 | Fabrication d'instrumentation scientifique et technique                | Horodateurs, systèmes de billettique pour le transport et de gestion de parkings d'ouvrage. | Parc La Fayette          |
| Fralsen                                 | 85            | 8 M                     | Horlogerie                                                             | | Trépillot                |
| Grupo Antolin                           | 380           | 191,4 M                 | Fabrication d'appareils d'éclairage électrique.                        | Fabrication d'appareils d'éclairage électrique pour les équipementiers automobiles. | ZI Palente et Chalezeule |
| IER                                     | 66            | 75,1 M                  | Fabrication d'ordinateurs et d'équipements périphériques               | Production d'imprimantes, lecteurs et bornes libre-service destinés aux marchés du transport aérien, du transport terrestre ainsi qu'aux administrations et collectivités locales.                                                        | ZI Palente               |
| Les Éleveurs de la Chevillotte          | 62            | 83,7 M                  | Transformation et conservation de la viande de boucherie               | | Trépillot                |
| Mondelez France Biscuits Production SAS | 105           | 187,3 M                 | Fabrication de biscuits, biscottes et pâtisseries de conservation      | | Trépillot                |
| Mantion                                 | 84            | 16,7 M                  | Fabrication de serrures et de ferrures                                 | Leader européen des systèmes coulissants. | Trépillot                |
| Micro Mega                              | 155           | 19,1 M                  | Fabrication de matériel médico-chirurgical et dentaire                 | Conception, fabrication et commercialisation de dispositifs médicaux destinés à la chirurgie dentaire (instruments canalaires, obturation, pièces à main et hygiène des instruments). Leader de l'endodontie.                             | Saint-Claude             |
| NP Simonin                              | 137           | 42,2 M                  | Mécanique industrielle                                                 | | Beure                    |
| R. Bourgeois                            | 381           | 99,6 M                  | Découpage, emboutissage                                                | Conception et réalisation d'outils de découpe. Découpage et assemblage de tôles, moteurs électriques et transfo. Une voiture sur 3 dans le monde utilise un stator fabriqué par R. Bourgeois.                                             | rue deTrépillot          |
| RPC Superfos Besançon                   | 68            | 38,6 M                  | Fabrication d'emballages en matières plastiques                        | | Parc La Fayette          |
| SARL Pro'Viandes                        | 65            | 2,2 M                   | Transformation et conservation de la viande de boucherie               | | Trépillot                |
| Scoder                                  | 108           | 25,6 M                  | Découpage, emboutissage                                                | | Trépillot                |
| SFM                                     | 84            | 18,8 M                  | Fabrication d’articles de joaillerie et bijouterie                     | | Trépillot                |
| S M B                                   | 125           | 25,5 M                  | Horlogerie                                                             | | ZAC Valentin             |
| Société Noiséenne d'Outillage de Presse | 84            | 276,2 M                 | Découpage, emboutissage                                                | | ZI Châteaufarine         |
| Somica SOC                              | 90            | 19,1 M                  | Découpage, emboutissage                                                | | Trépillot                |
| Sophysa                                 | 118           | 19,8 M                  | Fabrication de matériel médico-chirurgical et dentaire                 | Fabrication d'implants neurochirurgicaux. | Temis                    |
| S O P I L                               | 113           | 25 M                    | Découpage, emboutissage                                                | | ZI Pirey                 |
| Stanley Tools                           | 103           | 10,2 M                  | Fabrication d'équipements d'emballage, de conditionnement et de pesage | | Trépillot                |
| Statice Manufacturing                   | 64            | 6,8 M                   | Fabrication de matériel médico-chirurgical et dentaire                 | | Trépillot                |
| UND Usine Nouvelle de Décolletage       | 44            | 9,9 M                   | Décolletage                                                            | | ZI Franois               |
| Vix Technology                          | 126           | 14,6 M                  | Composants et équipements électroniques et de télécommunication        | | Temis                    |
| Zodiac Aero Electric                    | 226           | 393 M                   | Fabrication de matériel de distribution et de commande électrique      | Fabrication d'équipements spécifiques pour les aéronefs : systèmes électriques panneaux cockpit aéronautiques, éclairages intérieurs et extérieurs aéronautiques, essuie-glaces aéronautiques.                                            |                          |

#### Tertiaire
Dans la communauté urbaine Grand Besançon Métropole, le secteur tertiaire concentre 85 % des établissements et 75 % de l'emploi salarié.

##### Administration et services publics
Le centre hospitalier universitaire de Besançon (5 900 salariés) est le plus gros pourvoyeur d'emploi de la capitale comtoise, suivi de la commune de Besançon (2 430 salariés), les collèges et lycées de la ville (2 410 salariés), l'université Marie-et-Louis-Pasteur (2 160 salariés), du Crédit agricole mutuel de Franche-Comté (1 500 salariés), du département du Doubs (1 610 salariés), de la SNCF (600 à 700 salariés), du centre communal d'action sociale, et de la régie de transports en commun Ginko, qui emploient de 500 à 600 salariés,.
Besançon est le siège de la CCI Saône-Doubs qui gère le port fluvial, l'aérodrome de Besançon - La Vèze ainsi que divers entrepôts.

##### Armée
L'armée tient également une place importante puisque la garnison de Besançon demeure aujourd'hui l'une des plus importantes de France, avec près de 1 650 militaires et 400 personnels civils de l'Armée de terre. Ses composantes sont l'état-major de la 1re Division (installé dans le quartier Ruty), le 6e régiment du matériel, l'état-major de la 7e brigade blindée et le 19e Régiment du Génie (19e RG) de Besançon (installé depuis 2006 dans le quartier Joffre), la 7e Compagnie de Commandement et de Transmissions (7e CCT) de Besançon et le 7e Bataillon du Train (7e BT) de Besançon.

##### Commerce
La ville est équipée d'espaces commerciaux denses dans les quartiers du centre-ville (avec notamment deux grandes artères commerçantes, la Grande Rue et la rue des Granges), ainsi que sur les trois zones périphériques de Châteaufarine à l'ouest, Espace Valentin au nord et les Marnières à l'est. On note une forte représentation de la grande distribution dont les fers de lance en nombre d'employés sont les trois hypermarchés (Carrefour Valentin et Carrefour Chalezeule, respectivement 366 et 314 salariés ; Intermarché Hyper, 235 salariés), un supermarché de 100 salariés (Super U Amitié), un grand magasin (Galeries Lafayette, 93 salariés), un espace commercial de sport (Decathlon, 103 salariés) et une grande surface de bricolage (Leroy Merlin, 114 salariés).
Besançon héberge également le siège du Groupe Chopard Automobiles, premier distributeur en France pour les marques Peugeot et Mercedes, qui compte 2 365 salariés, 73 points de vente et un chiffre d'affaires de 2,5 milliards d'euros.

## Culture locale et patrimoine

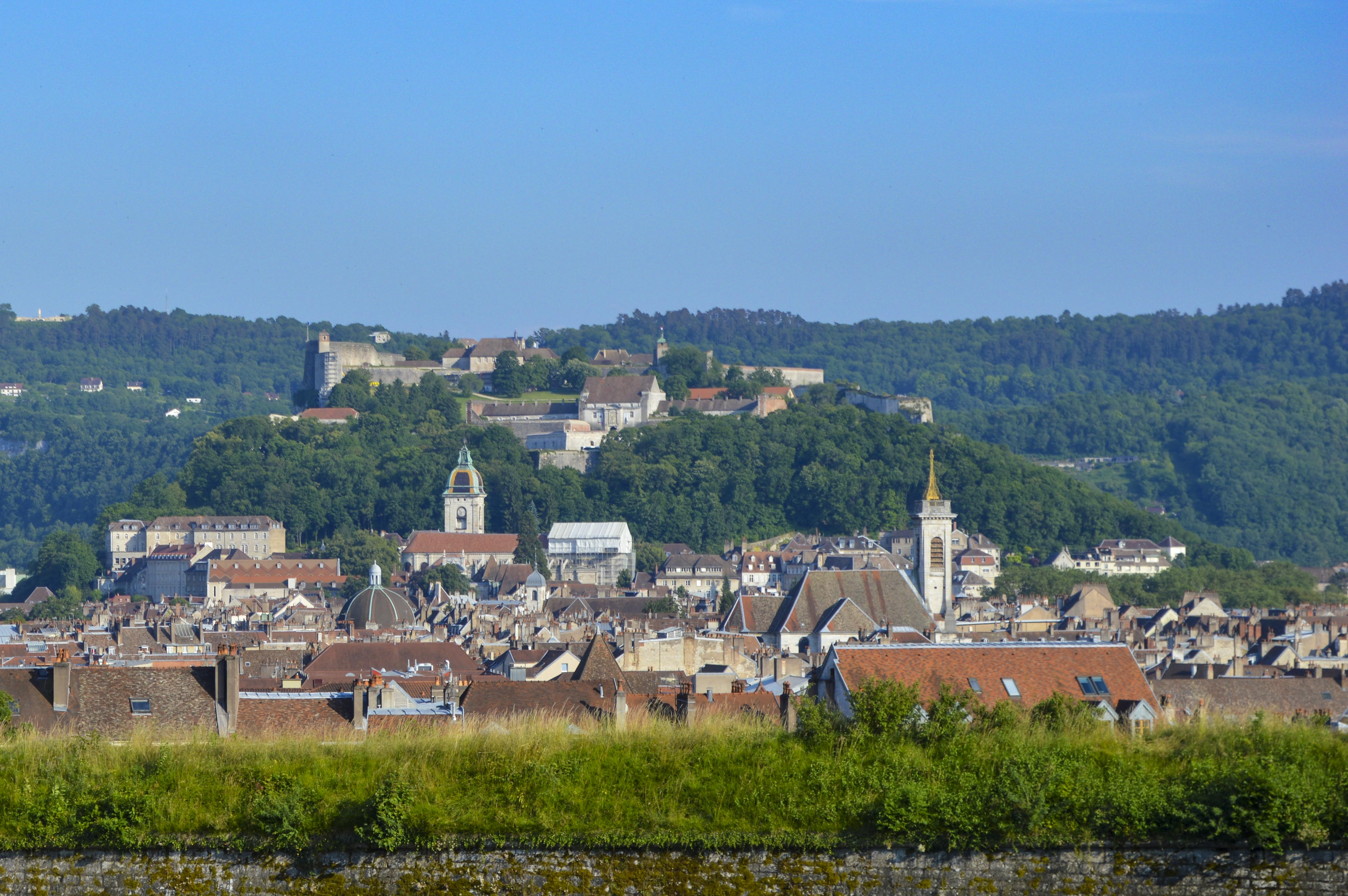
La vieille ville et la citadelle.

Besançon est classée Ville d'Art et d'Histoire depuis le 14 février 1986 et possède des fortifications inscrites sur la liste du patrimoine mondial de l'Unesco depuis le 7 juillet 2008, au sein du Réseau des sites majeurs de Vauban créé en 2005 à l'initiative de la ville de Besançon.
Le quartier Battant a fait l'objet d'un secteur sauvegardé de 30 hectares en 1964 tandis qu'en 1994 a été créé un secteur sauvegardé de 238 hectares pour la Boucle et les zones d'accompagnement, l'ensemble constituant actuellement le deuxième plus grand secteur sauvegardé de France.
Avec 191 édifices protégés au titre des monuments historiques en 2020, Besançon arrive en douzième position des communes comptant le plus de monuments classés.

### Monuments

#### Fortifications et édifices militaires

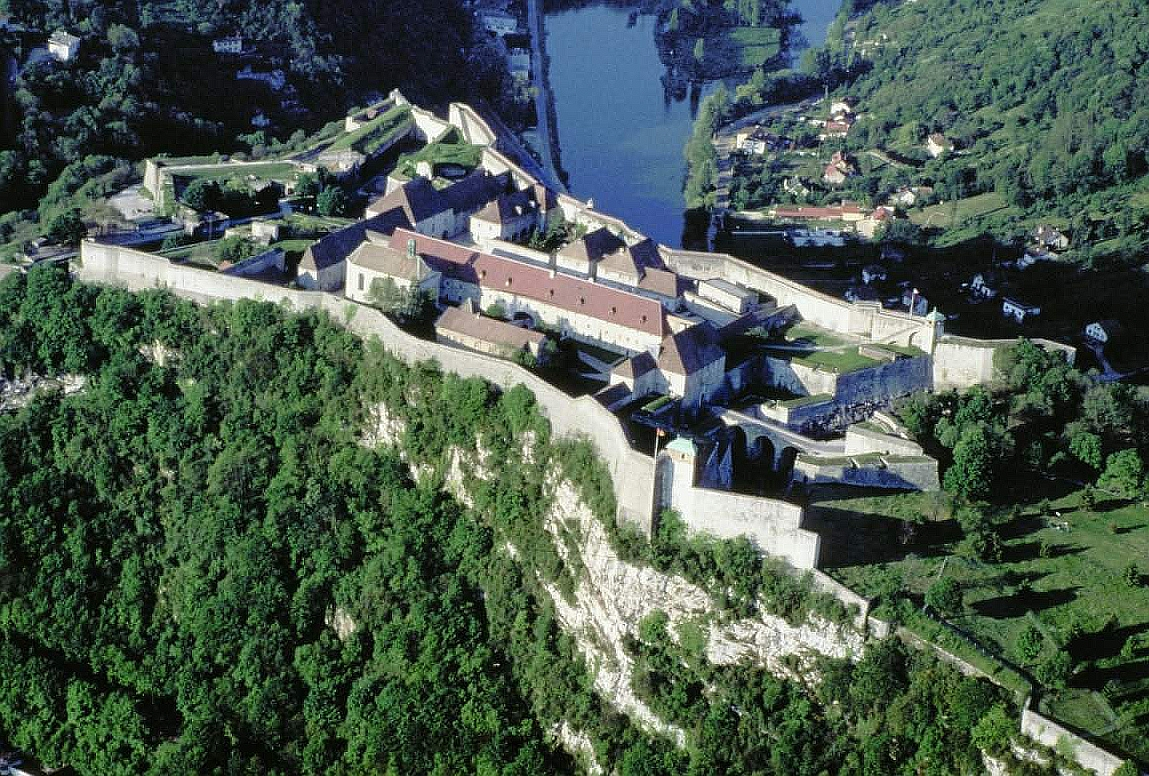
La citadelle de Besançon.

La majeure partie du système de fortification actuel (citadelle, enceinte urbaine composée des remparts et bastions, fort Griffon) est l'œuvre de Vauban. C'est cet ensemble qui permet à Besançon de figurer sur la liste du patrimoine mondial de l'UNESCO avec onze autres sites sous l'intitulé Fortifications de Vauban. Les forts présents sur les autres collines ont tous été construits au XIXe siècle. Les seules fortifications pré-Vauban subsistantes sont la porte Rivotte, la porte Taillée, la tour Carrée, la tour Notre-Dame et la tour de la Pelote.
La citadelle de Besançon a été construite par Vauban de 1678 à 1771 et constitue avec plus de 250 000 visiteurs chaque année le site le plus visité de Franche-Comté. Elle s'étend sur onze hectares au sommet du Mont Saint-Étienne à une altitude comprise entre 330 et 370 mètres, dominant ainsi le méandre du Doubs, qui présente une altitude comprise entre 240 et 250 mètres. Elle regroupe en son sein un musée de la Résistance et de la Déportation, un musée de la vie comtoise, le service régional d'archéologie et un parc zoologique. Elle est le symbole de la ville. Le Fort Griffon, dont le nom est celui de l'architecte italien Jean Griffoni qui fut chargé de construire une première fortification à cet endroit en 1595, fait figure de seconde citadelle. C'est Vauban qui, à la fin du XVIIe siècle, fit construire le fort actuel. Vendu par l'Armée en 1947, il est affecté à l'école normale d'institutrices puis à l'IUFM et accueille aujourd’hui des services du conseil départemental du Doubs.

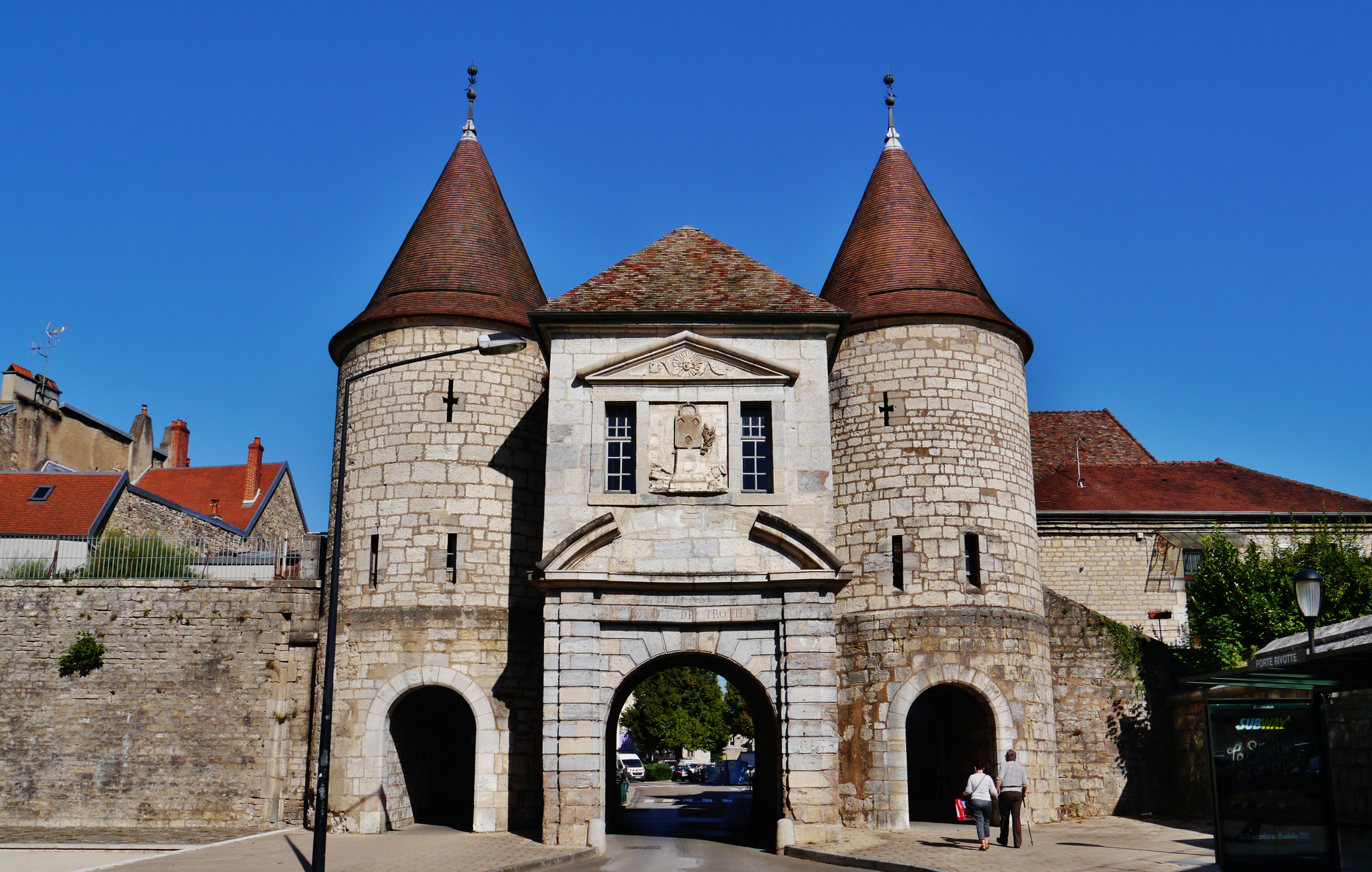
La porte Rivotte.

L’enceinte urbaine de Vauban comprend l'ensemble des fortifications de la Boucle qui sont reconstruites de 1675 à 1695. Vauban substitue en effet aux défenses médiévales restaurées et complétées par Charles Quint au XVIe siècle une ceinture pourvue de six tours à canon bastionnées qui sont d'aval en amont : la tour Notre-Dame, la tour bastionnée de Chamars, la tour bastionnée du Marais, la tour bastionnée des Cordeliers (achevée en 1691), la tour bastionnée de Bregille et la tour bastionnée de Rivotte.

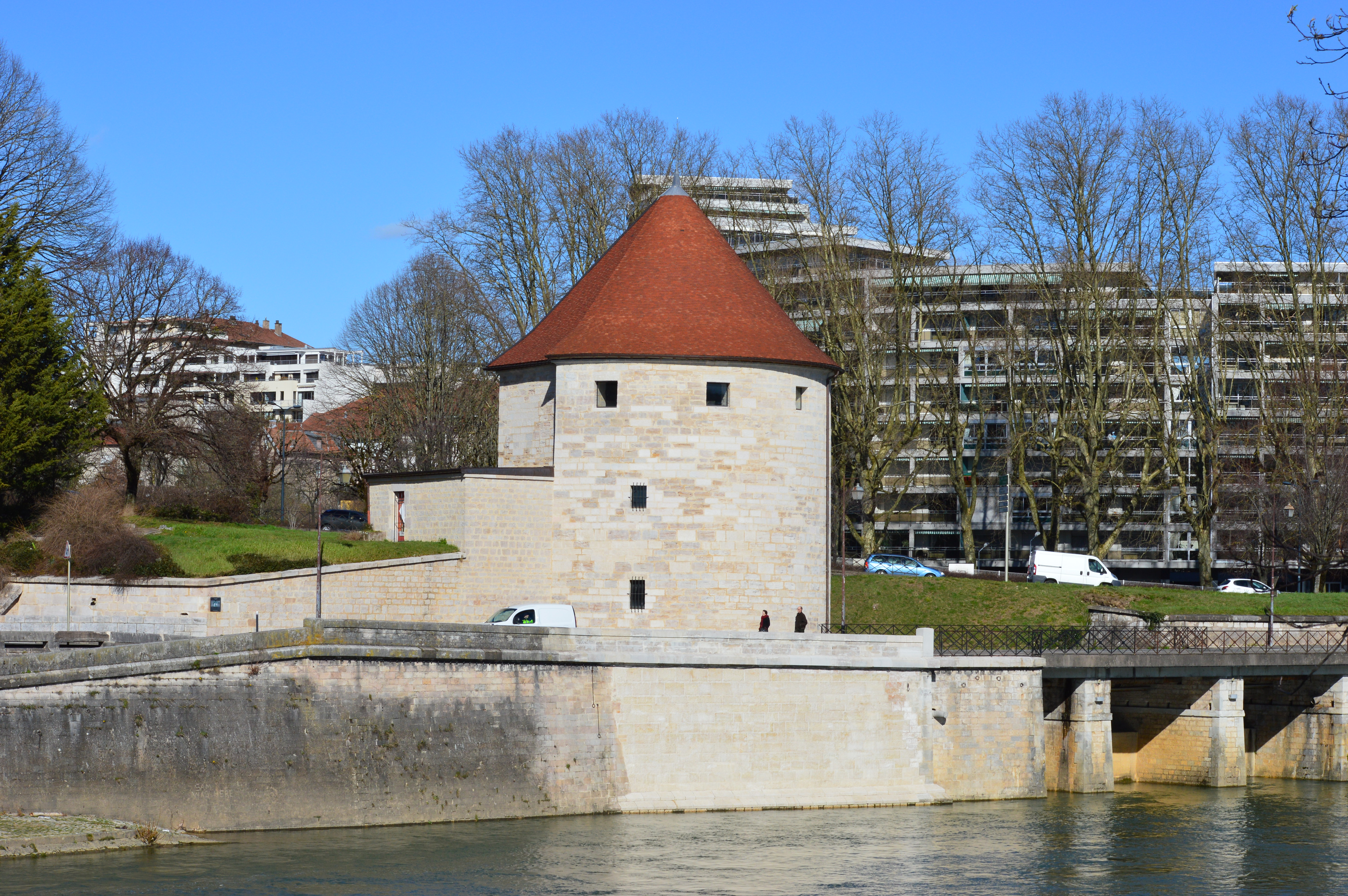
La tour de la Pelote.

Les fortifications antérieures à la conquête française sont également nombreuses. La tour de la Pelote, située quai de Strasbourg, fut construite en 1546 par le gouvernement communal sur ordre de Charles Quint. Son nom viendrait de l'ancien propriétaire du terrain où elle a été construite, Pierre Pillot, seigneur de Chenecey, Cette tour a été partiellement détruite par un incendie début 2014, mais sa restauration a été entreprise en 2016. La porte Rivotte datant du XVIe siècle, se compose de deux tours rondes à poivrières un d'un fronton sur lequel est sculpté le soleil de Louis XIV. La « porte Taillée », ouverte dans un éperon rocheux, est l'œuvre des romains. Elle marque l'entrée de la ville sur la route de la Suisse. Elle est surmontée d'un corps de garde et d'une tour de guet construits en 1546. La « tour Carrée », située dans la promenade des Glacis, est appelée également tour Montmart. Elle a été construite au XIIIe siècle pour défendre l'ancienne entrée du quartier Battant.
Les fortifications du XIXe siècle sont constituées d'un ensemble de forts coiffant toutes les hauteurs de la ville : le fort de Chaudanne construit de 1837 à 1842, le fort de Bregille construit de 1820 à 1832, le fort de Planoise construit de 1877 à 1880. Il est utilisé de nos jours par les Compagnons d'Emmaüs. Le fort Benoit a été édifié de 1877 à 1880, le fort Beauregard en 1830.
Citons encore les Lunettes de Trois-Châtels et de Tousey, toutes les deux construites à la fin du XVIIIe et début du XIXe siècle, ainsi que la batterie du Rosemont construite pendant la guerre de 1870-1871, le fort des Montboucons construit de 1877 à 1880 et le fort des Justices construit à partir de 1870. Une troisième Lunette d'Arçon était située à l'emplacement du fort de Chaudanne ; seule sa tour a été conservée lors de la construction du fort dans la première moitié du XIXe siècle.
La caserne Ruty, anciennement caserne Saint-Paul, est composée de quatre pavillons entourant une cour servant de place d'Armes et datant des XVIIIe et XIXe siècles. Elle abrite actuellement l'état-major de la 7e brigade blindée et l'État-Major de Force no 1 (EMF 1).

#### Édifices religieux
Après avoir acquis un siège épiscopal dès le IIIe siècle, les églises et les abbayes se multiplient pendant la période du haut Moyen Âge. D'importantes constructions ou reconstructions des édifices religieux ont ensuite lieu au XIe siècle durant l'épiscopat d'Hugues Ier de Salins et de nombreuses églises sont embellies ou rebâties après la conquête française de 1674. En 1842, l'église du Saint-Esprit est officiellement cédée à la communauté protestante tandis que la communauté juive inaugure sa synagogue en 1869. Enfin, la communauté musulmane fait construire deux mosquées à la fin du XXe siècle et au début du XXIe siècle.
L'édifice religieux consacré au culte catholique le plus important de Besançon est la cathédrale Saint-Jean, d'architecture gothique, datant des IXe, XIIe et XVIIIe siècles. Elle comporte deux absides et renferme un chef-d'œuvre de Fra Bartolomeo, le tableau de la Vierge aux Saints peint en 1512. La cathédrale domine l'ancien quartier capitulaire qui inclut l'archevêché de Besançon situé dans l'ancien hôtel Boistouset et l'ancien palais archiépiscopal occupé actuellement par le Rectorat d'académie. Le Grand Séminaire a été construit de 1670 à 1695 par l’archevêque Antoine-Pierre Ier de Grammont et complété au XVIIIe siècle par l’élévation du portail et la construction d’un beau corps de logis en façade. La chapelle présente sur la rue une élégante façade à deux étages de pilastres corinthiens. Son portail est surmonté d’un tympan où le sculpteur Huguenin représenta une Vierge à l’Enfant en 1848.

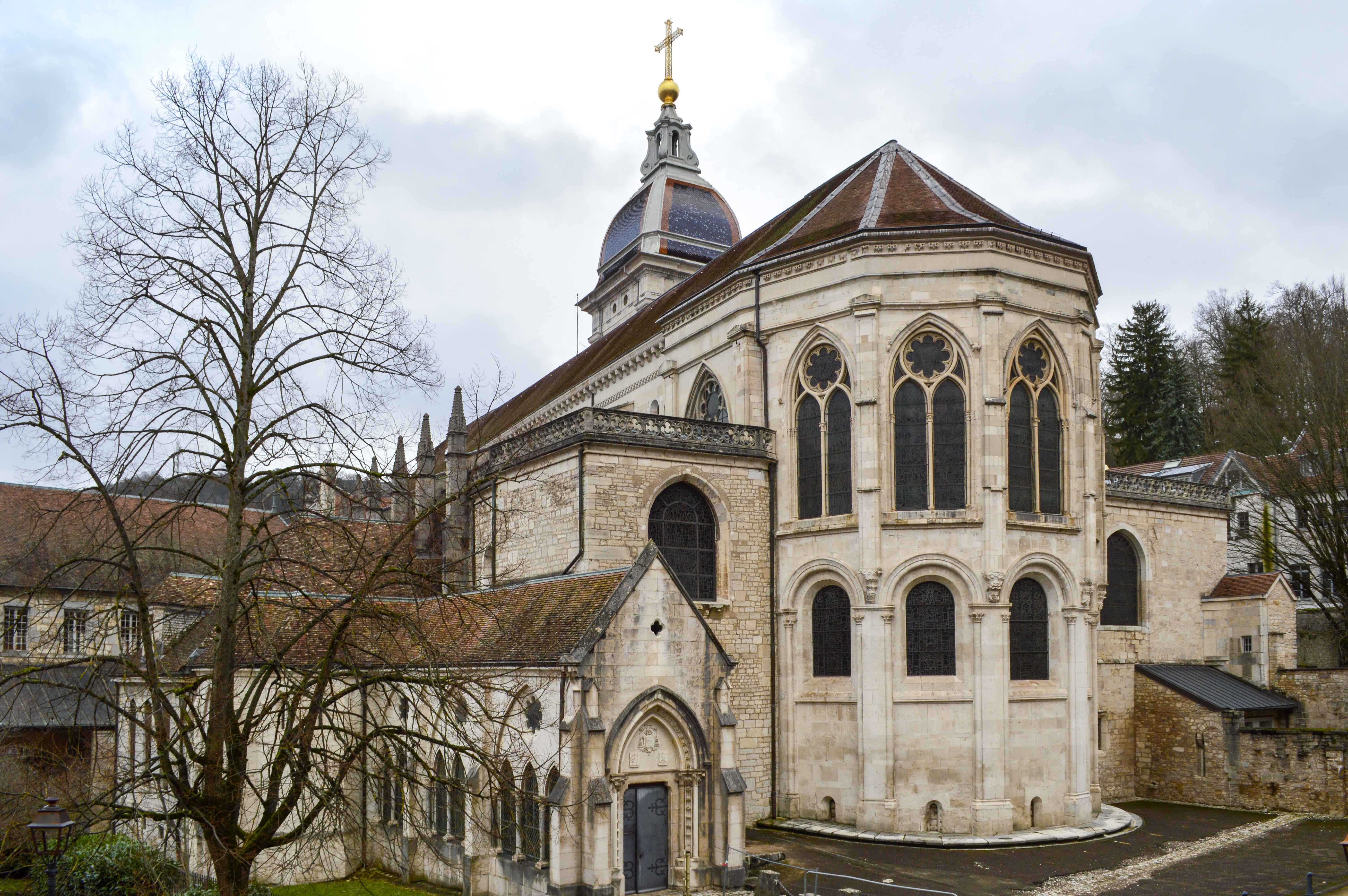
La cathédrale Saint-Jean.
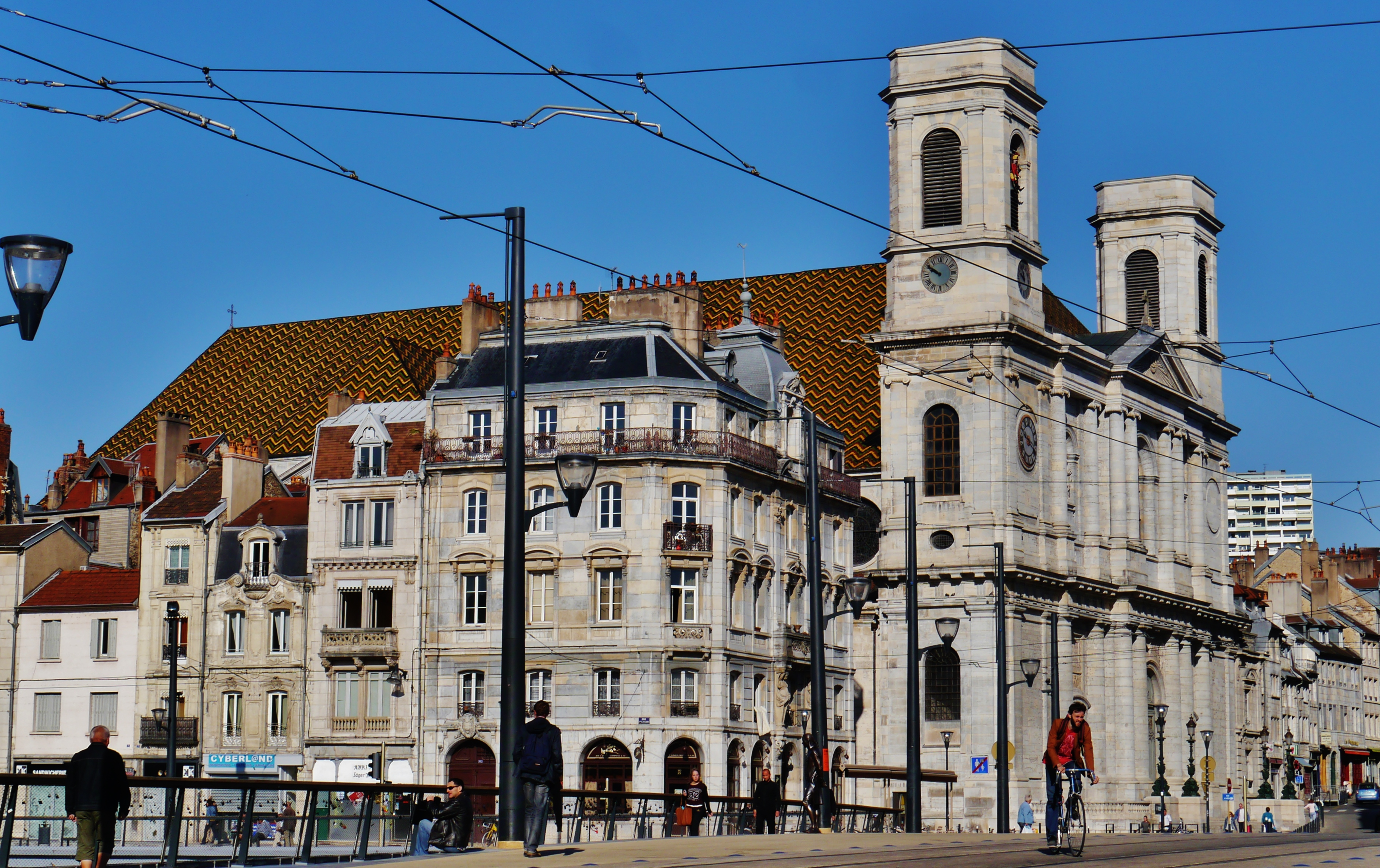
L'église Sainte-Madeleine.
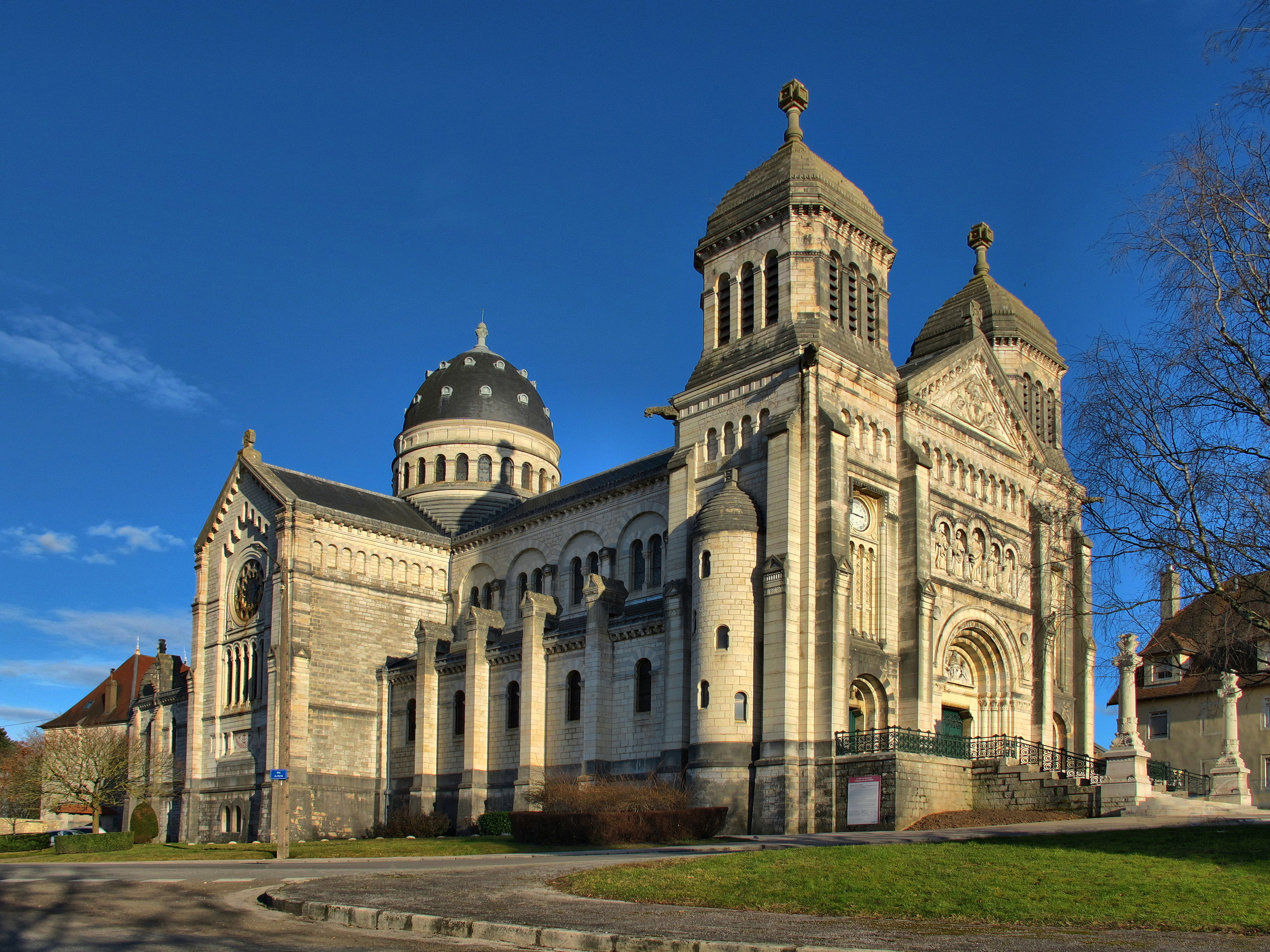
La basilique Saint-Ferjeux.
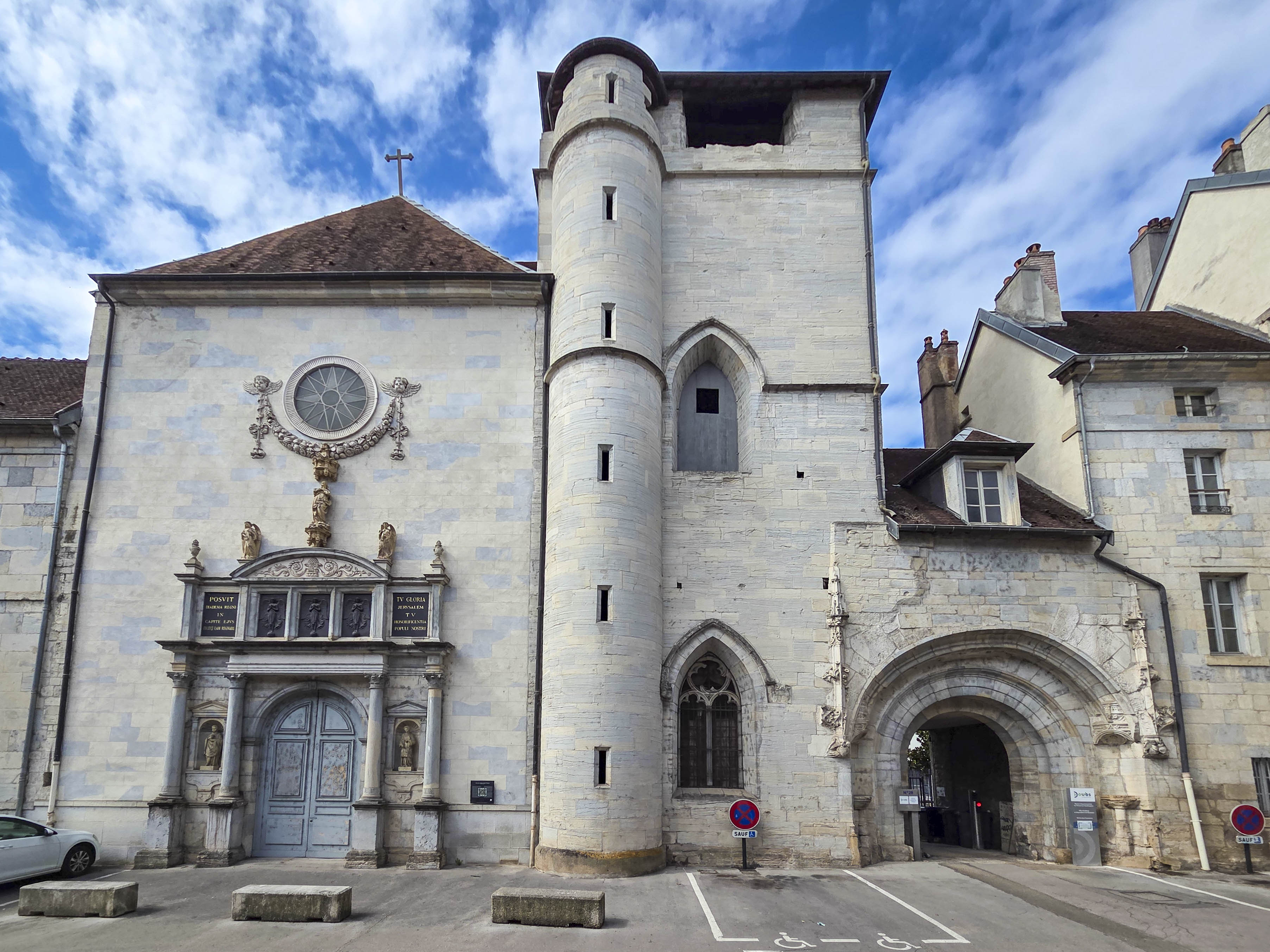
L'église Notre-Dame.
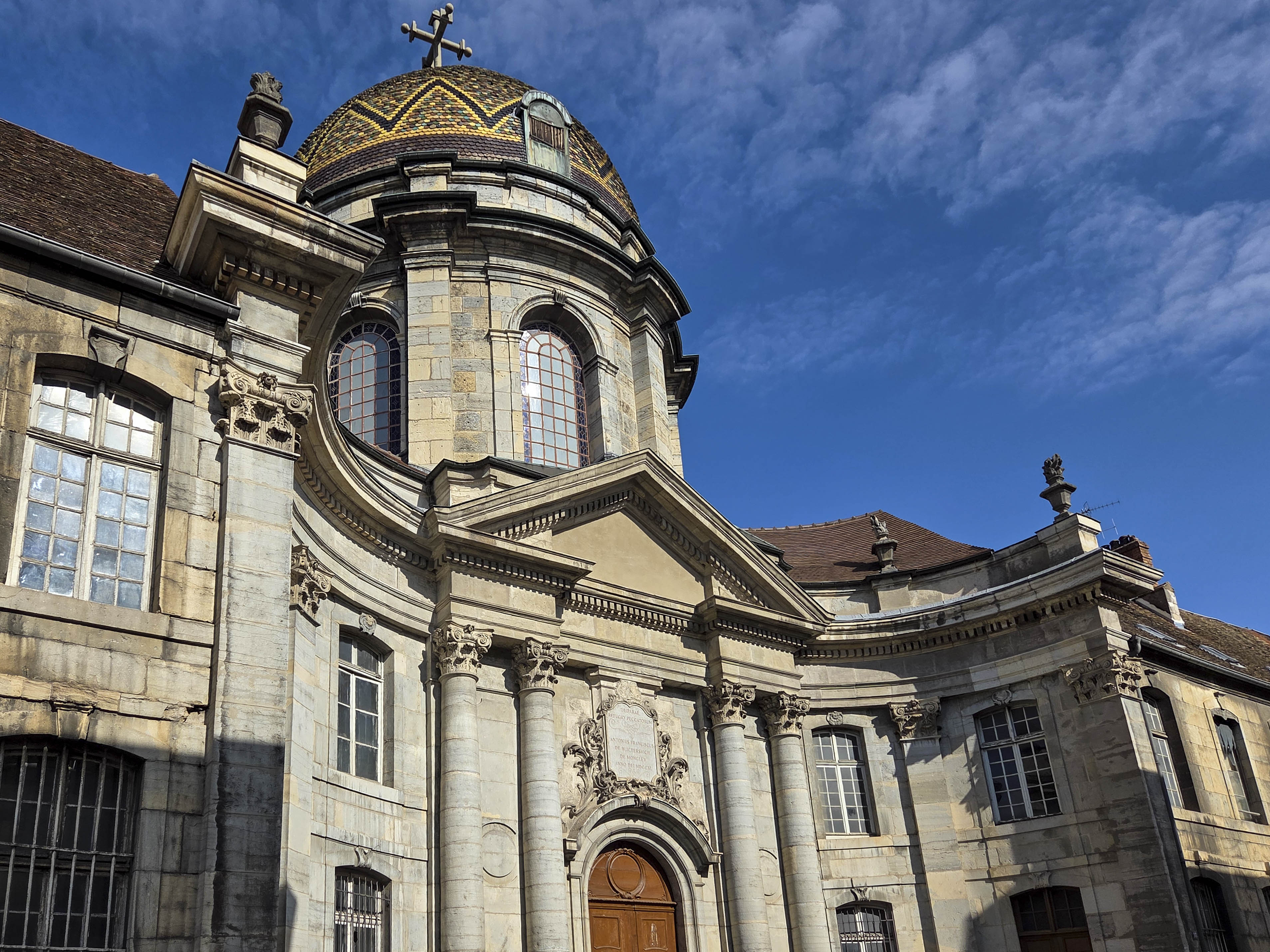
La chapelle Notre-Dame du Refuge.

À l'autre extrémité de l'ancien cardo et actuelle Grande Rue, se trouve l'église Sainte-Madeleine élevée de 1746 à 1766 sur des plans de Nicolas Nicole. Elle est définitivement terminée en 1828-1830 par la construction de ses deux tours, dont l'une sert de perchoir au célèbre automate carillonneur Jacquemart. Sa toiture est composée de tuiles polychromes vernissées.
En plein cœur du centre-ville, l'église Saint-Pierre, édifiée par le Bisontin Claude Joseph Alexandre Bertrand de 1782 à 1786, impressionne par la hauteur de son clocher qui servait de beffroi à l'hôtel de ville qui lui fait face. L'église Saint-Maurice, fondée au VIe siècle, est reconstruite de 1711 à 1714 avec une façade de style jésuite surmontée d'un carillon. L'église Notre-Dame correspond à l'ancienne abbaye bénédictine Saint-Vincent qui fut fondée au XIe siècle. C'est sous l'Empire qu'elle devient l'église paroissiale Notre-Dame. Sa façade a été conçue en 1720 par l'architecte Jean-Pierre Galezot. On y distingue encore le grand portail d'entrée de l'abbaye et la tour des cloches du XVIe siècle. Elle occupée aujourd'hui par la faculté de Lettres et Sciences Humaines. L'église Saint-François-Xavier, ancienne chapelle du collège des Jésuites, a été édifiée entre 1680 et 1688. Son plan est en forme de croix latine entourée de petites chapelles latérales. Elle a été désaffectée en 1975. L'abbatiale Saint-Paul, église de l’ancienne abbaye fondée vers 628 par saint Donat, archevêque de Besançon, fût rebâtie aux XIVe et XVe siècles. Elle possède un beau vaisseau gothique. La chapelle Notre-Dame-du-Foyer, construite de 1739 à 1745 par le Bisontin Nicolas Nicole, était autrefois la chapelle du Couvent du Refuge avant d'être rattachée à l'hôpital Saint-Jacques en 1802.
En dehors de la vieille ville, parmi les édifices catholiques d'importance, se trouve la basilique Saint-Ferjeux de style romano-byzantin construite sur la grotte des saints patrons de Besançon Saint-Ferjeux et Saint-Ferréol. Notre-Dame des Buis, chapelle du XIXe siècle, domine la ville à 491 mètres d'altitude.

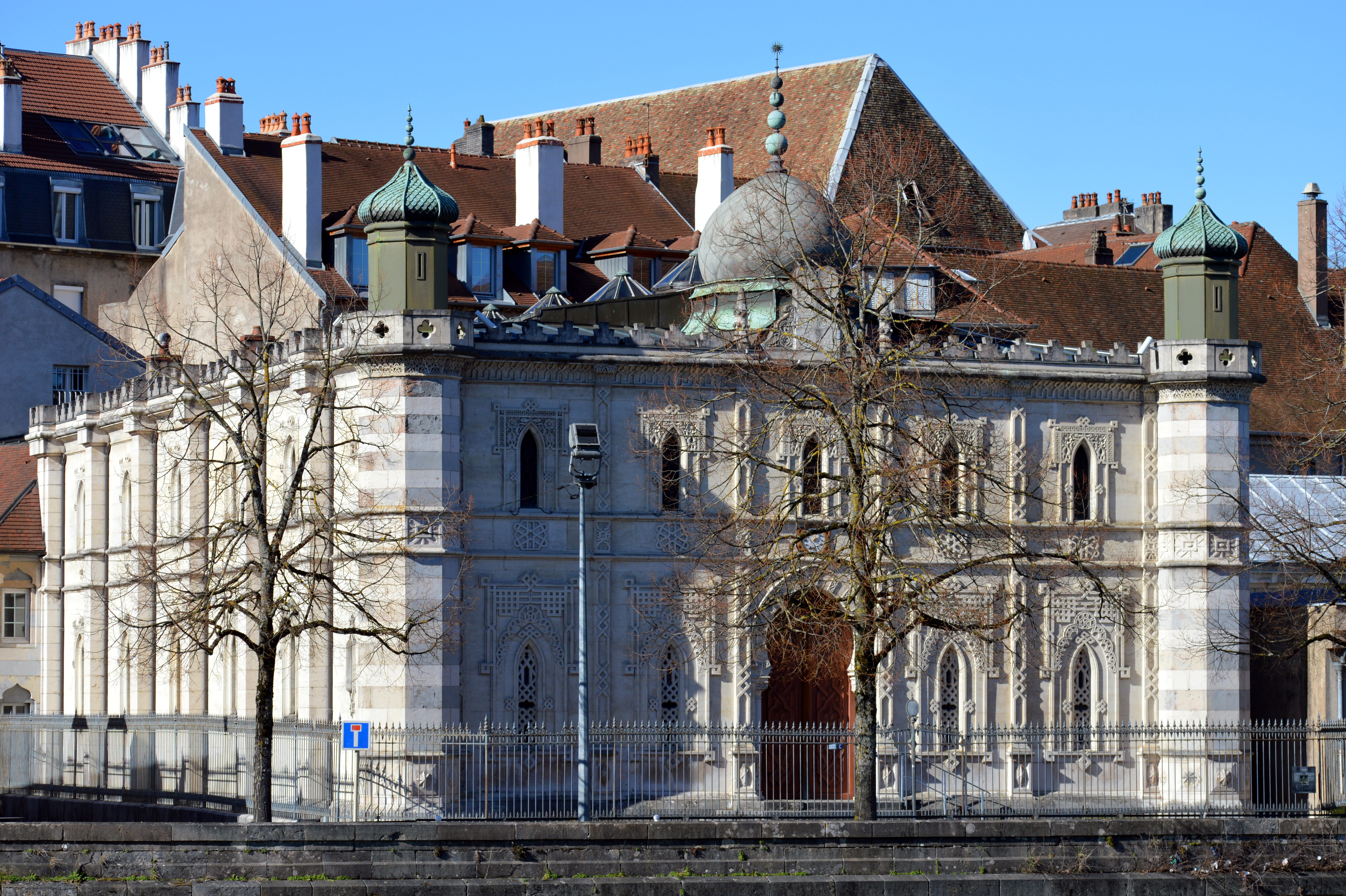
La synagogue.

La communauté protestante s'est vue affecter en 1842 l'ancien hospice du Saint-Esprit, aujourd'hui temple du Saint-Esprit. Il s'agit d'un édifice gothique du XIIIe siècle augmenté d'une chapelle au XVe siècle et privée de son clocher pendant la Révolution. Il se distingue par sa galerie de bois sculpté, chef-d'œuvre d'un artiste anonyme. Son portail néo-gothique a été réalisé en 1841 par l'architecte Alphonse Delacroix à la place du vieux porche.
La communauté juive, en plein essor dans la ville au milieu du XIXe siècle, fait construire la synagogue de Besançon de 1869 à 1871 sur des plans de l'architecte Pierre Marnotte. Classée monument historique en 1984, elle est particulièrement remarquable du fait de son style mauresque inspiré de l'Alhambra de Grenade.
Les lieux de culte les plus récemment édifiés à Besançon sont de confession musulmane : il s'agit de la Mosquée Sounna construite à la fin du XXe siècle sur un terrain cédé par la ville dans le quartier de Saint-Claude et de la Mosquée Al-Fath située dans le quartier de Planoise.

#### Vestiges gallo-romains
Durant l'Antiquité, Vesontio est une métropole importante de la Gaule romaine. Elle se pare de monuments dont certains ont subsisté, les fouilles archéologiques menées au gré des chantiers de construction révélant souvent de nouvelles découvertes datées de cette période.

Vestiges gallo-romains de Besançon.
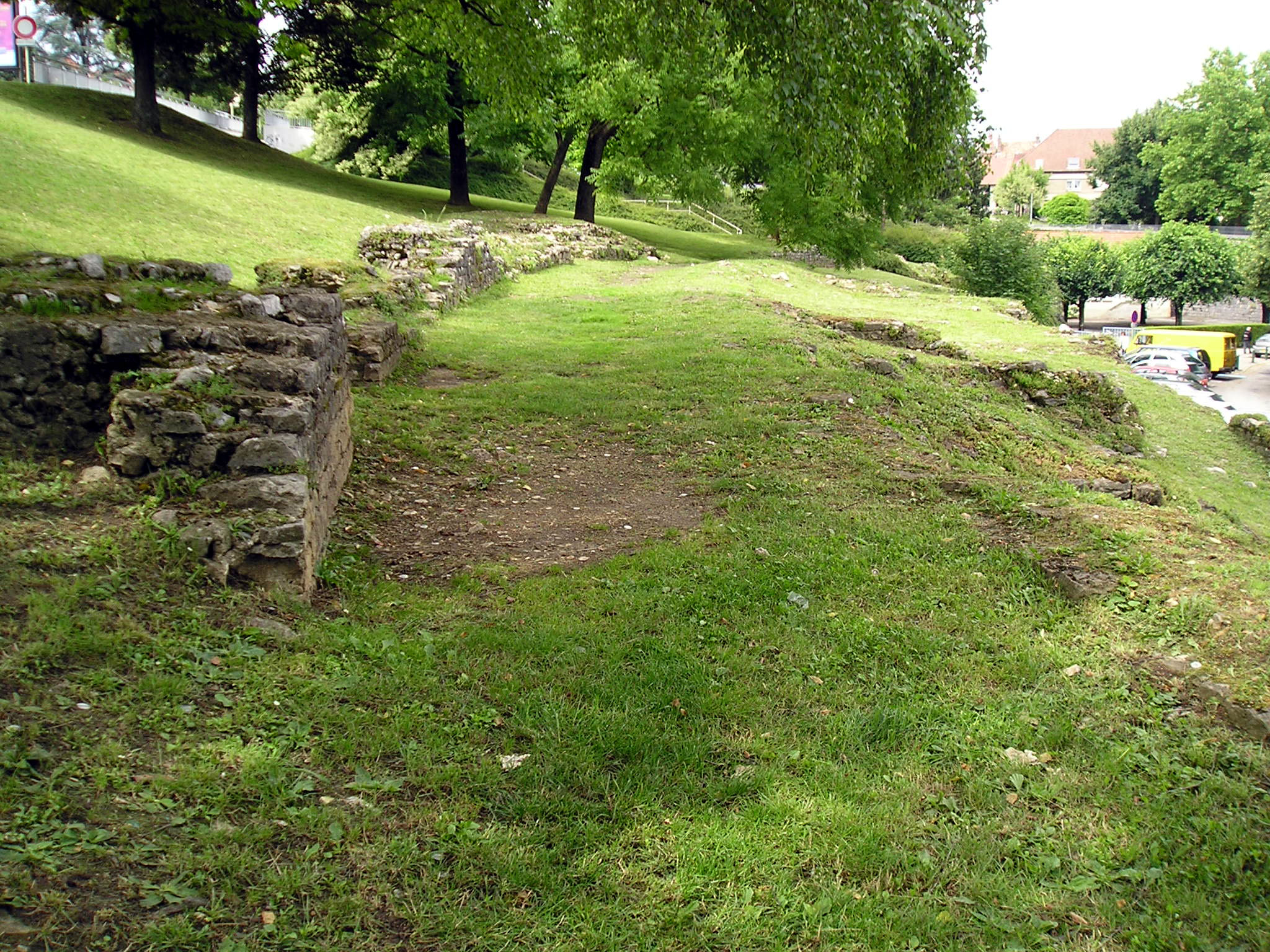
Vestiges des arènes de Besançon.
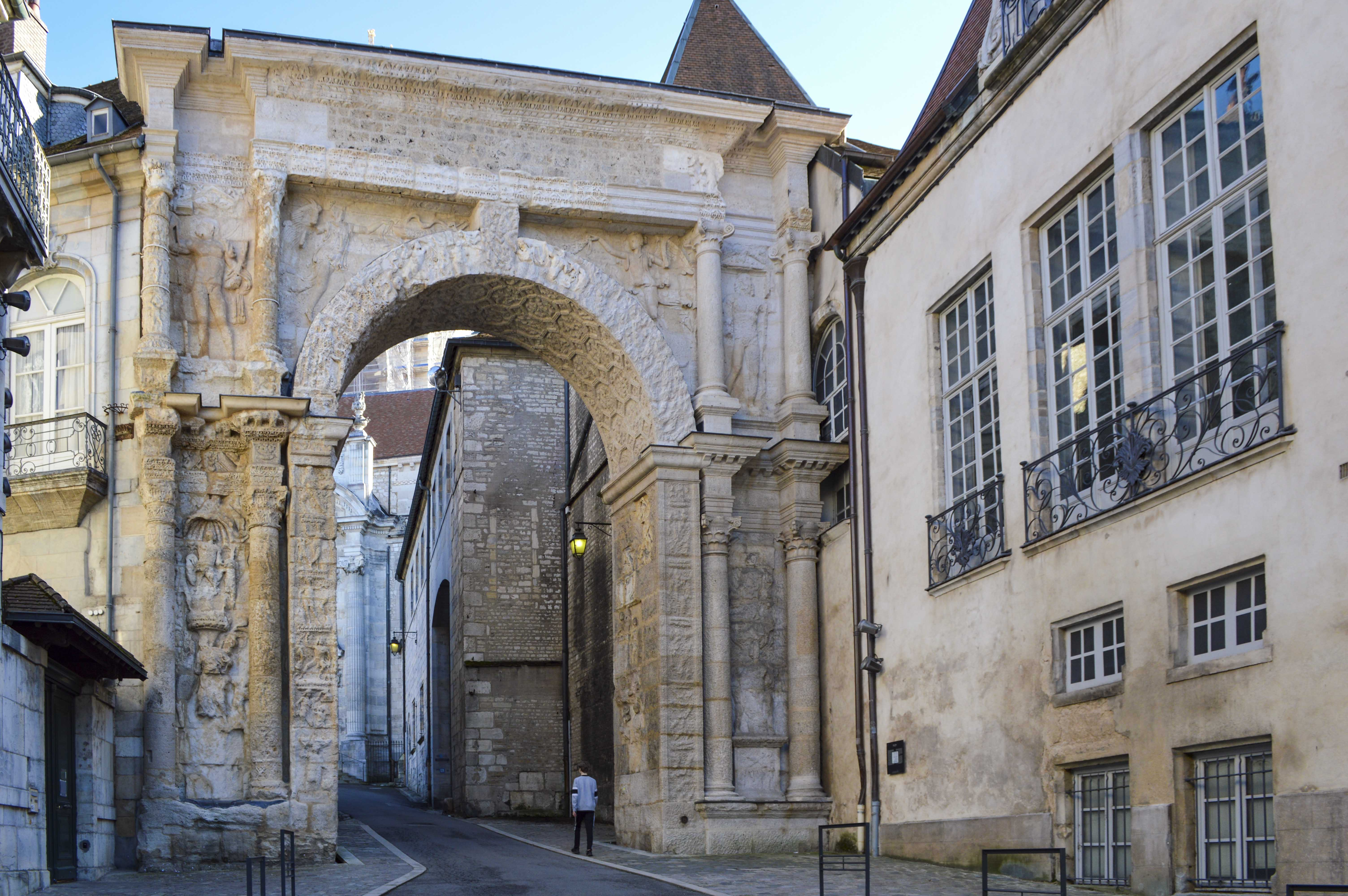
La porte Noire.
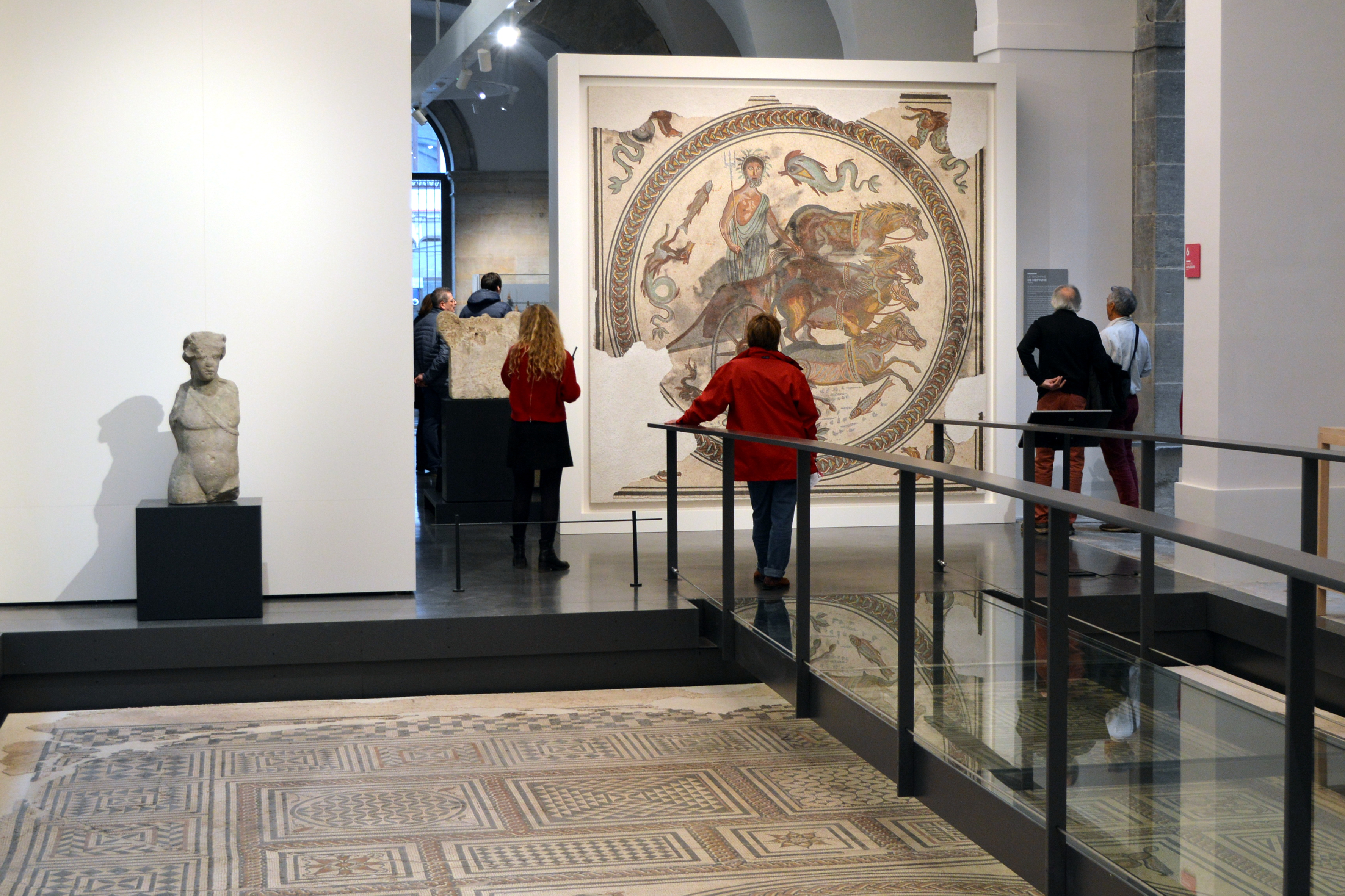
Mosaïques romaines de l'antique Vesontio.
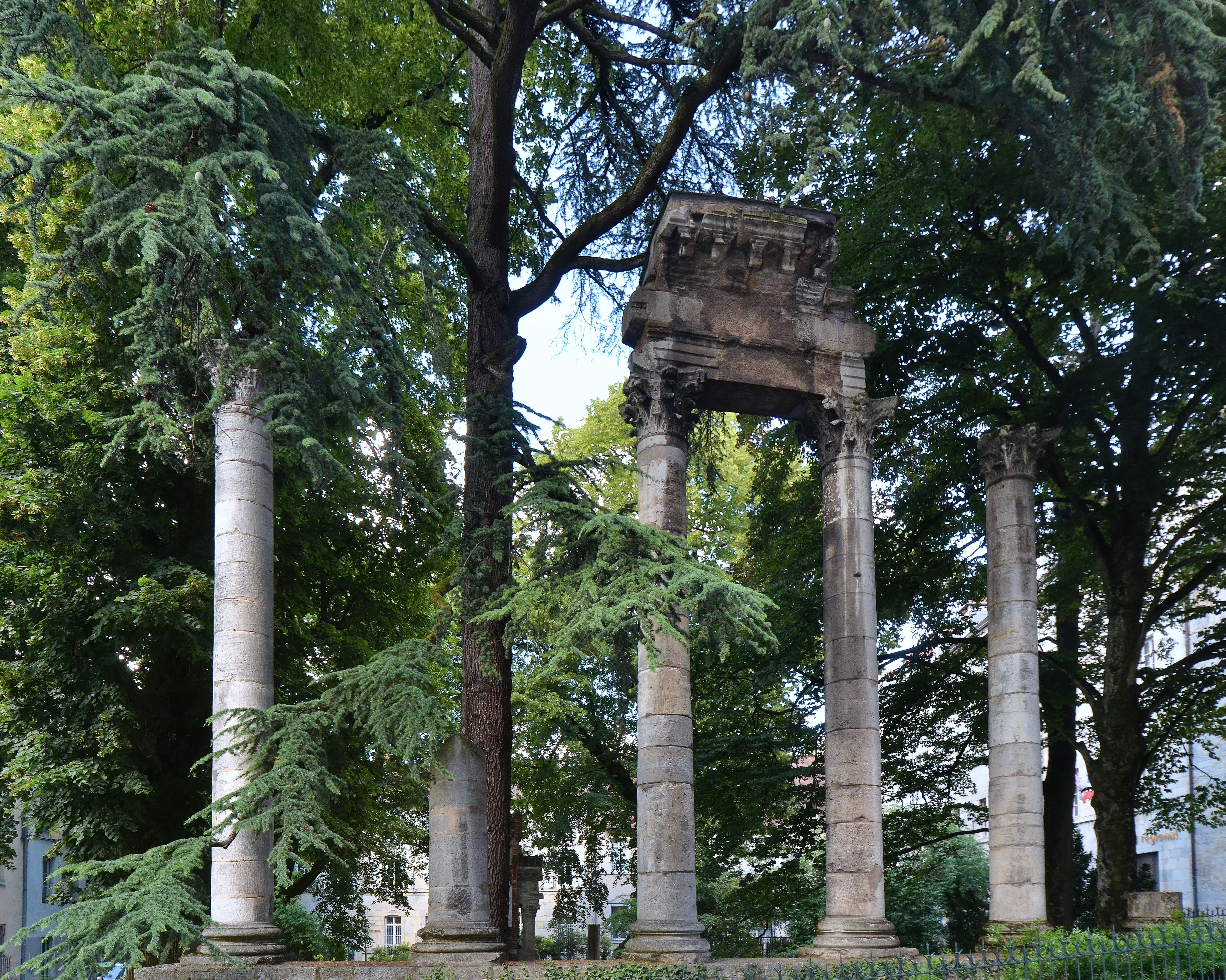
Le square Castan.

Le monument le plus emblématique et le mieux conservé datant de cette période est la porte Noire, un arc de triomphe gallo-romain édifié sous Marc Aurèle au IIe siècle dans le quartier Saint-Jean. Fortement détériorée par les aléas du temps et la pollution, elle a fait l'objet au début du XXIe siècle d'une longue et difficile opération de restauration. Immédiatement en contrebas se trouve le square Castan présentant un ensemble de vestiges archéologiques du IIe siècle ou du IIIe siècle composé notamment de huit colonnes corinthiennes.
Sur l'autre rive du Doubs, dans le quartier Battant, les vestiges des arènes de Vesontio sont visibles : seuls quelques gradins et fondations ont été mis au jour, ses pierres ayant été largement utilisées au Moyen Âge pour la construction d'autres édifices.
Deux domus du quartier résidentiel de Vesontio : les domus du Palais de Justice et domus du collège Lumière avec mosaïque romaine exposées in situ et au musée des beaux-arts et d'archéologie de Besançon. D'autres vestiges sont visibles dans des lieux plus anonymes, telles les fondations antiques dans le parking souterrain du conseil régional de Bourgogne-Franche-Comté.

#### Édifices civils
Au XVIe siècle, de nombreux palais et hôtels particuliers sont érigés dans les quartiers de la Boucle et de Battant. Le plus important est le Palais Granvelle à l'architecture Renaissance construit pour Nicolas Perrenot de Granvelle, Chancelier et garde des sceaux de l'empereur Charles Quint. Il abrite aujourd'hui le musée du Temps. L'Hôtel de Ville fut édifié par l'architecte Richard Maire qui l'acheva en 1573. Il présente une façade à bossages dans l'esprit des palais de la Renaissance italienne. Une grande niche dans la façade abritait jusqu'à la Révolution une statue en bronze de Charles Quint chevauchant un aigle à deux têtes. Le Palais de Justice était à l'origine le second corps de bâtiment de l'hôtel de ville. En 1582, la municipalité décida en effet d'agrandir l'hôtel de ville pour y établir son tribunal et sa chapelle. La construction en fut confiée à l'architecte Hugues Sambin qui s'inspira grandement de l'esprit de la Renaissance. L'hôtel de Champagney a été édifié dans le quartier Battant par Jacques Bonvalot, seigneur de Champagney, durant la première moitié du XVIe siècle. Sa fille Nicole Bonvalot, veuve de Nicolas de Granvelle, fit remanier les locaux et aménager la cour de 1560 à 1565 par l’architecte Richard Maire. Il se distingue par les quatre belles gargouilles qui ornent sa façade et par sa cour intérieure avec passage voûté d’arêtes et galeries à colonnes de bois d'une grande beauté. L'hôtel Mareschal appartenait à une importante famille bisontine, la famille Mareschal. Incendié le 4 juin 1516, Guillaume Mareschal le fit reconstruire en 1532 avec une flore ornementale qui annonce la Renaissance. Il plaça au fronton de la porte d'entrée un écusson avec ses armes : « D’argent à la bande d’azur chargée de trois étoiles d’or et accompagnées de deux grappes de raisin de pourpre, feuillées et tigées de sinople, celle de la pointe ayant la queue en bas » qui se voyait encore à la Révolution. Parmi les autres bâtiments notables datant du XVIe siècle se trouvent les hôtels de Chevanney, Gauthiot d'Ancier, d'Anvers, Bonvalot, et du Bouteiller. À cette époque, les collines autour de Besançon étaient couvertes de vignes : la ville a conservé de cet important passé viticole une dizaine de cabordes, anciennes cabanes vigneronnes en pierre sèche calcaire.

Édifices de la Renaissance à Besançon.
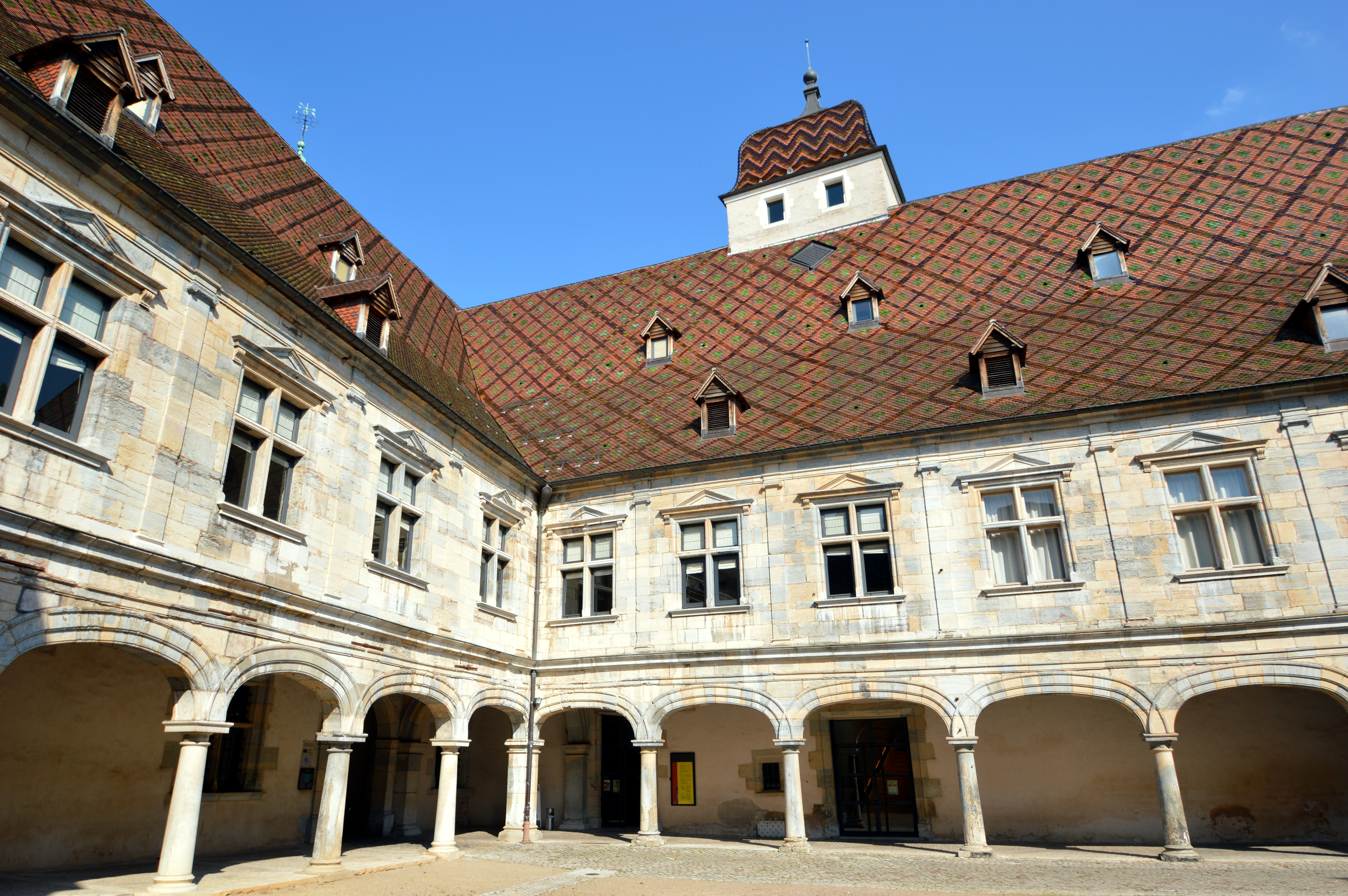
Le palais Granvelle.
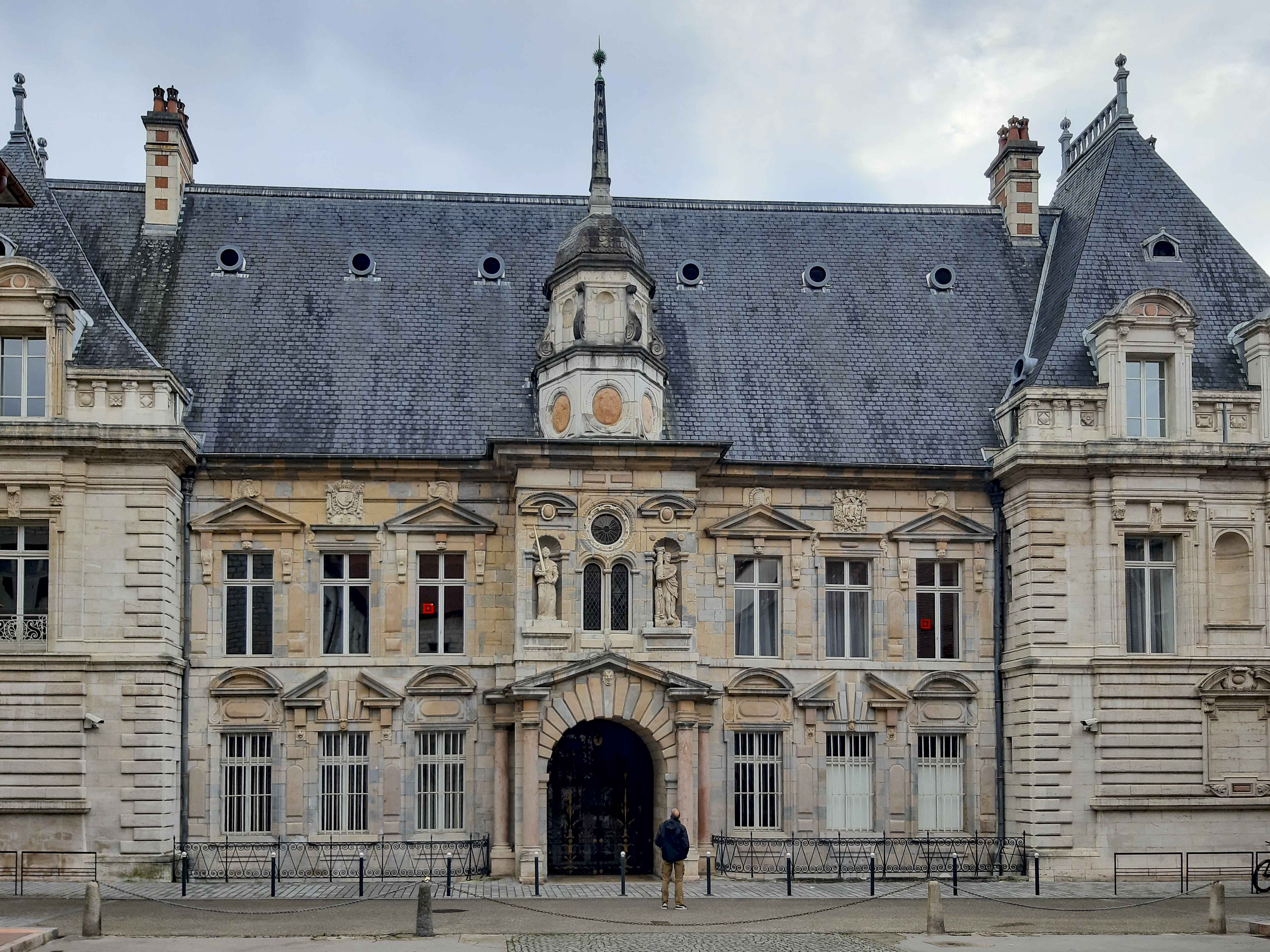
Le palais de justice.
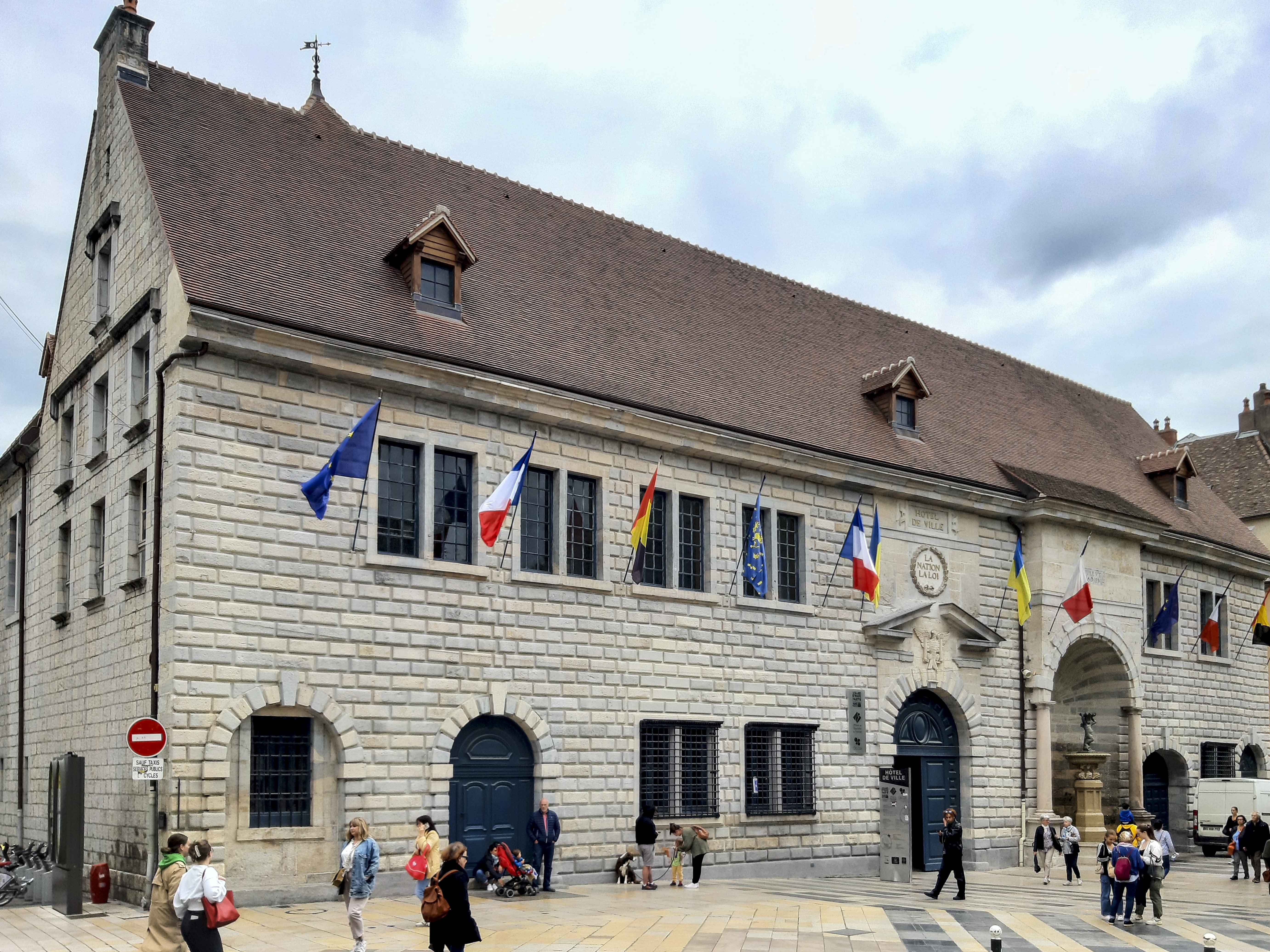
L'hôtel de ville.
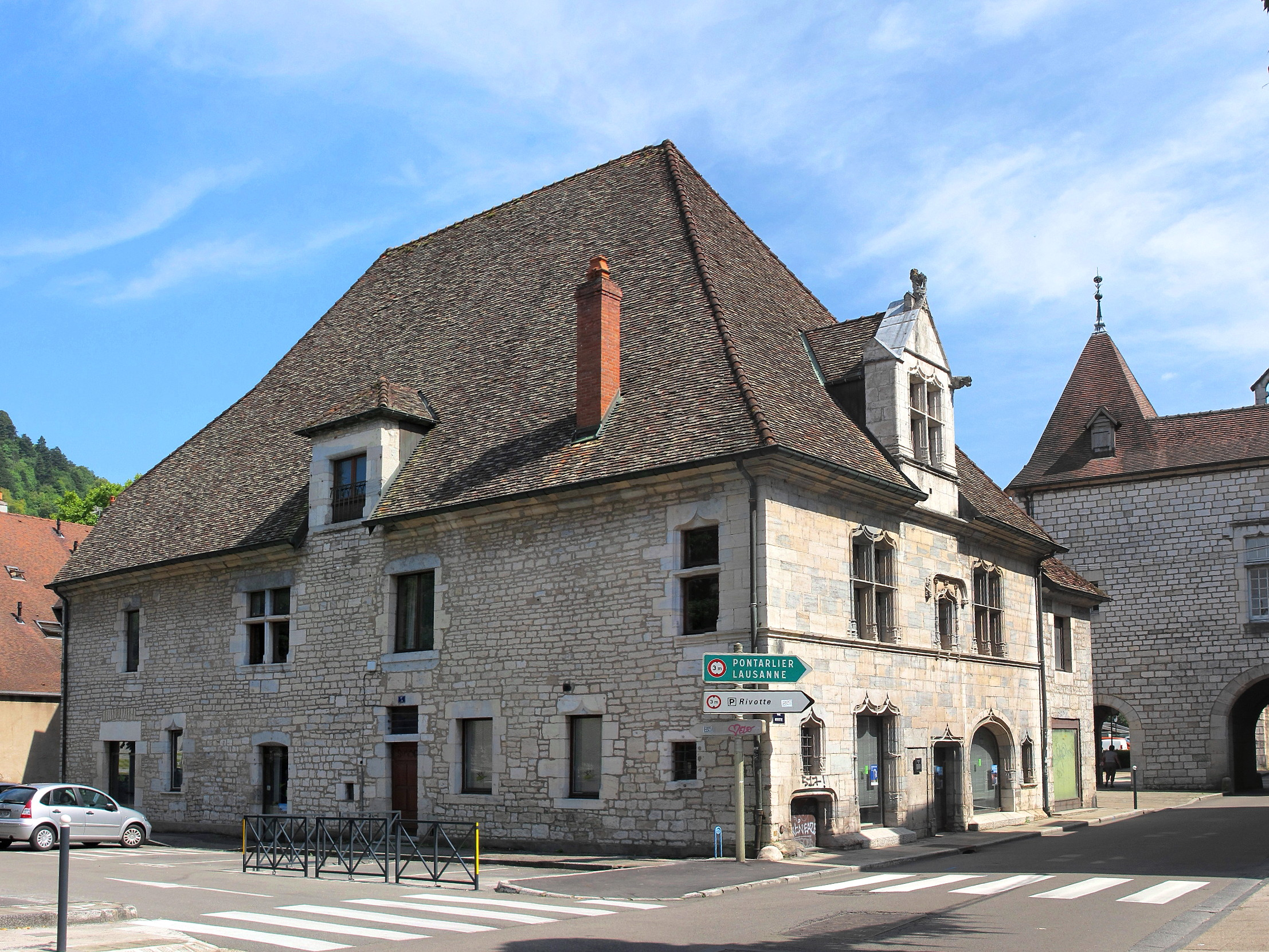
L'hôtel Mareschal.

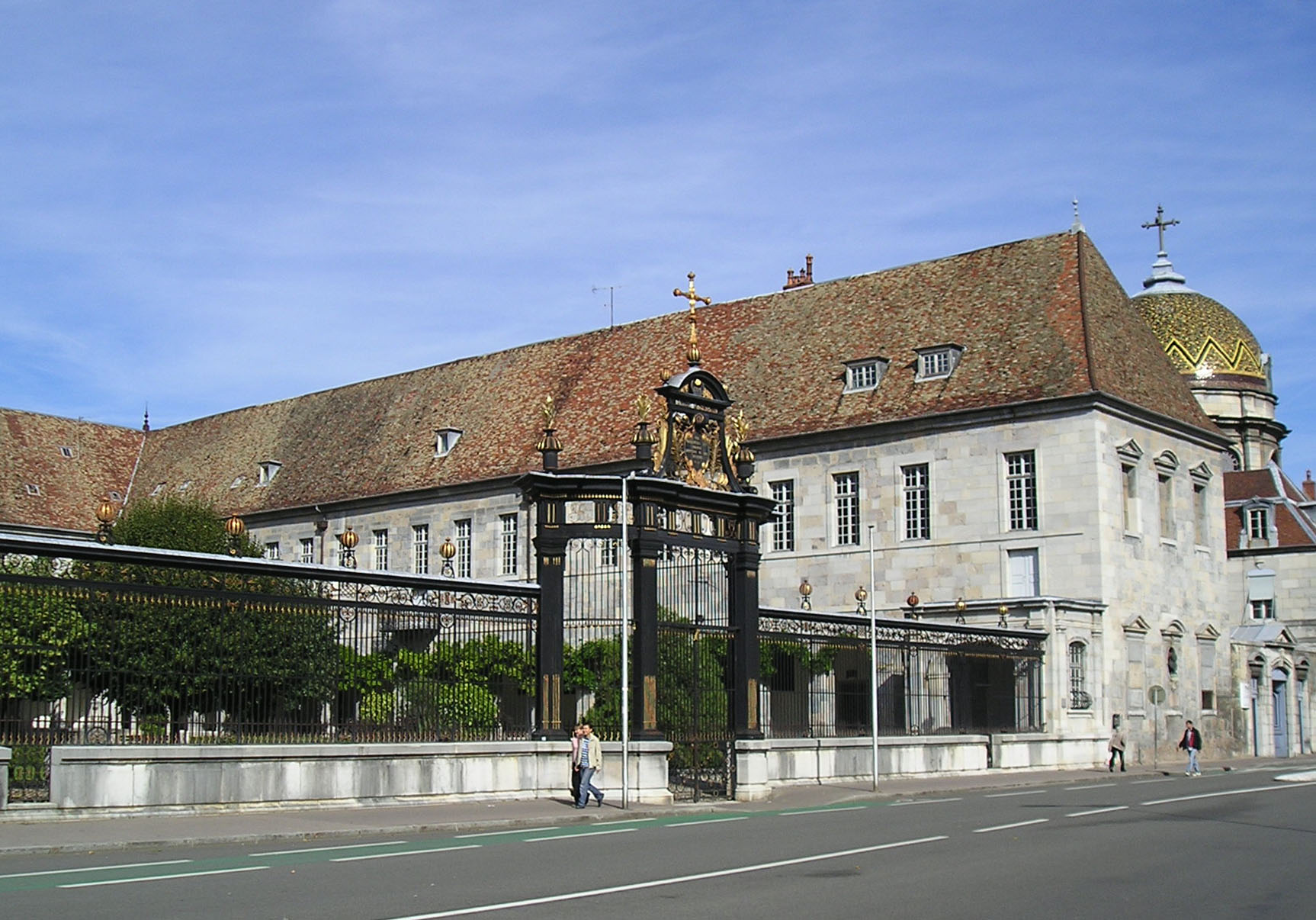
L'ancien hôpital Saint-Jacques.

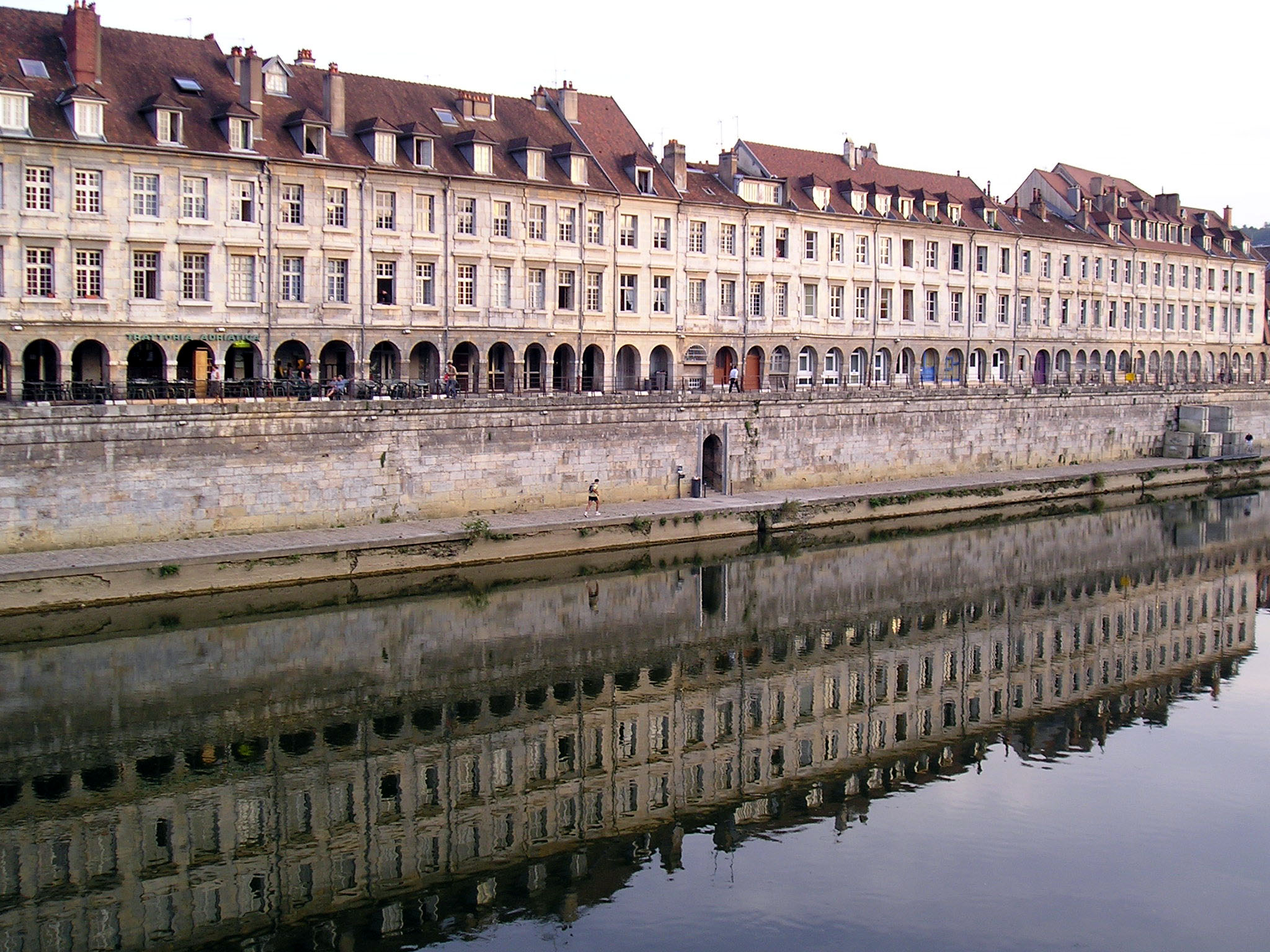
Vue sur le Quai Vauban.

Juste après la conquête française, les aménagements sont majoritairement de nature militaire. Néanmoins, deux autres constructions notables sont érigées à la fin du XVIIe siècle. Les travaux de l'hôpital Saint-Jacques, qui avait vocation à remplacer celui situé rue d'Arènes, commencèrent en 1688 pour s'achever en 1701. Sa grille d'entrée monumentale, exécutée par le serrurier Nicolas Chapuis en 1703 a été remplacée par une copie. Le Quai Vauban est bâti de 1691 à 1695 par l'ingénieur Isaac Robelin. Il s'agit d'un ensemble monumental de maisons à arcades.
L'Hôtel de Grammont, ancien hôtel du chambrier (trésorier de la chambre épiscopale) reconstruit au XVIIIe siècle. C'est actuellement le siège de l'Académie de Besançon.
Pendant le siècle des Lumières, l'urbanisme de la ville connaît de larges transformations et la construction de bâtiments remarquables, du fait notamment de son nouveau statut de capitale. L'Hôtel de l'Intendance, actuelle préfecture du Doubs, fut édifié de 1771 à 1778 à la demande de l'intendant Charles André de Lacoré. Les plans ont été réalisés par le grand architecte parisien Victor Louis et les travaux dirigés par l'architecte bisontin Nicolas Nicole. Il adopte le plan traditionnel des hôtels particuliers, avec une cour d'honneur présentant une façade composée de six colonnes ioniques surmontées d'un fronton et un jardin à l'arrière du bâtiment dont la façade est agrémentée d'une rotonde s'avançant légèrement sur le jardin. Le Théâtre Ledoux est une commande de M. de Lacoré à Claude-Nicolas Ledoux qui en dessina les plans et en confia la construction à Claude-Joseph-Alexandre Bertrand qui débuta en 1778 pour s'achever par son inauguration le 9 août 1784 sous la houlette de Louis V Joseph de Bourbon-Condé. D'une capacité de 2 000 places, il était considéré comme très novateur, car doté d’un parterre assis, d’une salle en amphithéâtre sans loges et c'était le premier au monde à posséder une fosse d’orchestre. Le 29 avril 1958, un dramatique incendie détruisit totalement l'intérieur et la toiture de l'édifice. Les murs sont les seuls témoins qui ont subsisté, dont la façade et ses six colonnes monumentales. De nombreux hôtels particuliers attestent également de la prospérité de la ville à cette période. L'Hôtel Terrier de Santans est construit entre 1770 et 1772 pour le marquis Terrier de Santans, premier président au parlement, par l’architecte Claude Bertrand. D'autres familles éminentes font appel aux plus grands architectes pour leurs demeures : l'Hôtel Petit de Marivat, de Magnoncourt, Boistouset, de Courbouzon, de Clévans, de Camus, Querret, Terrier, et de Rosières.
Si les thermes de Besançon ont été totalement détruits dans les années 1950, la ville conserve un certain nombre de bâtiments emblématiques de son passé thermal : le Grand Hôtel des Bains inauguré en 1893, le casino municipal installé dans un édifice de style Belle Époque inauguré en 1882 ou encore le Kursaal ouvert en 1893. C'est également de cette période de la Belle Époque que datent l'observatoire astronomique, créé par décret présidentiel en 1878 et élevé de 1883 à 1884 d'après des plans de l’architecte Étienne-Bernard Saint-Ginest, le Café du Commerce, une brasserie de la deuxième moitié du XIXe siècle avec un riche décor intérieur style Belle Époque.

Édifices de la Belle Époque à Besançon.
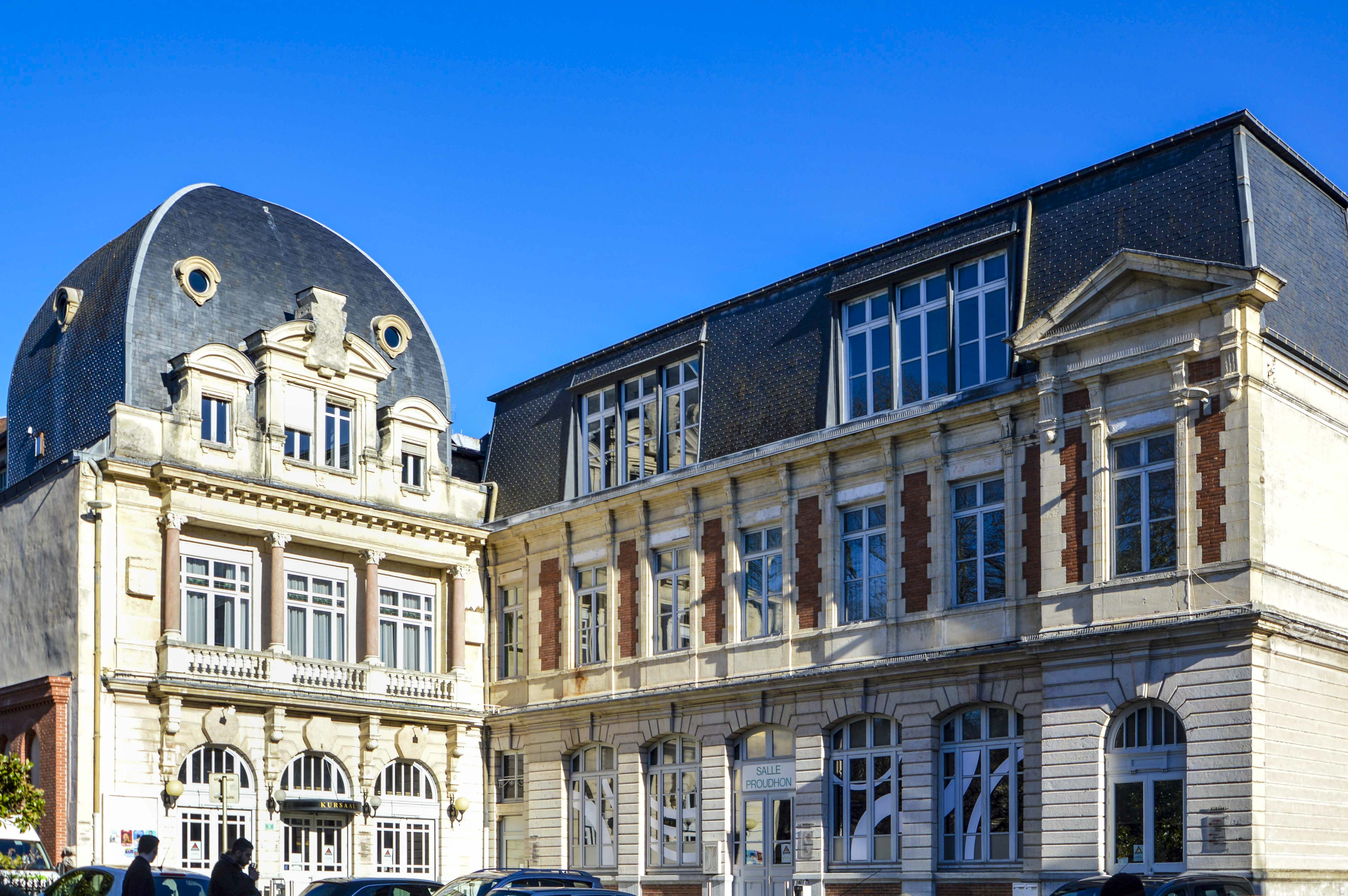
Le kursaal.
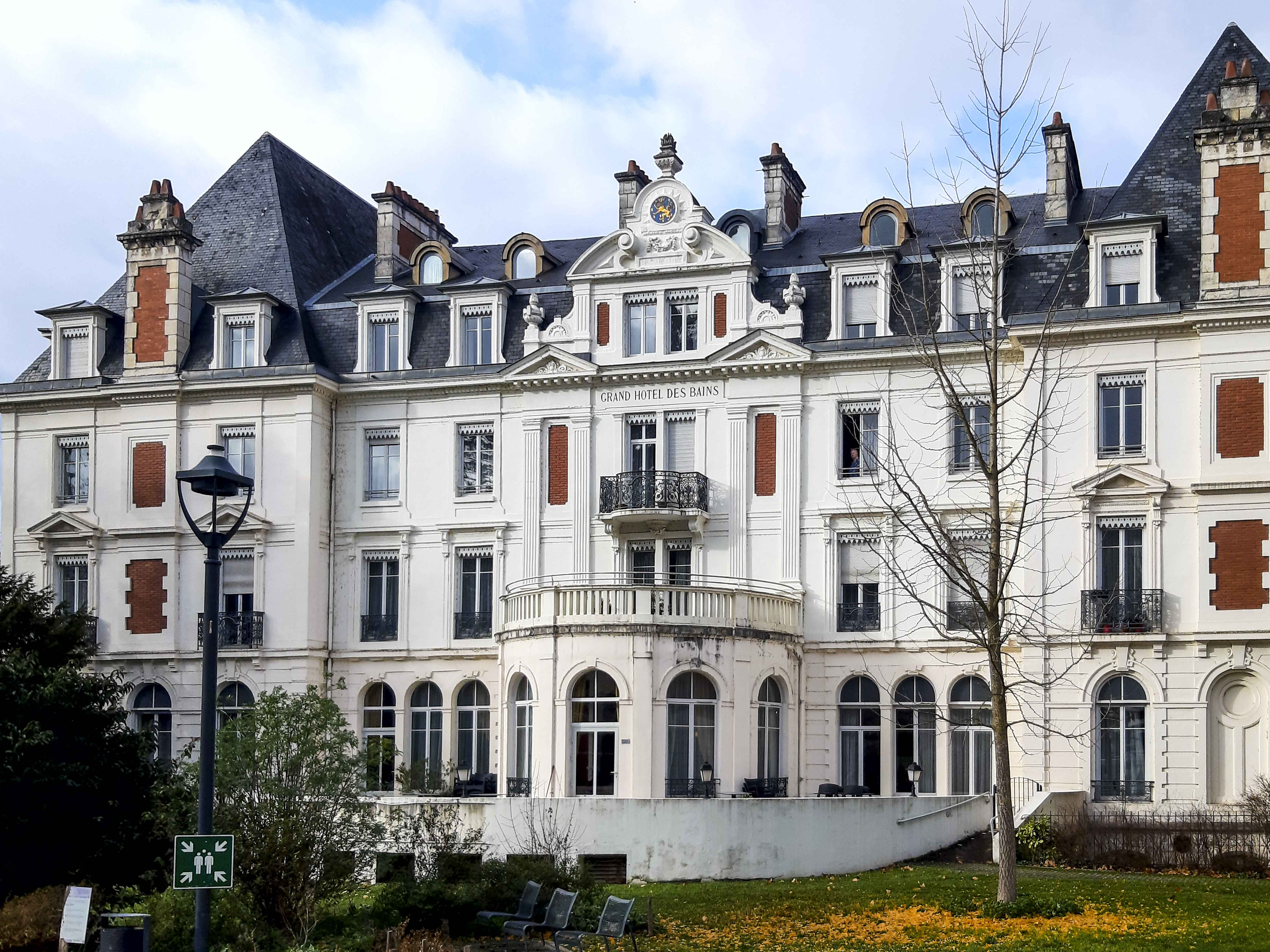
Le Grand Hôtel des Bains.
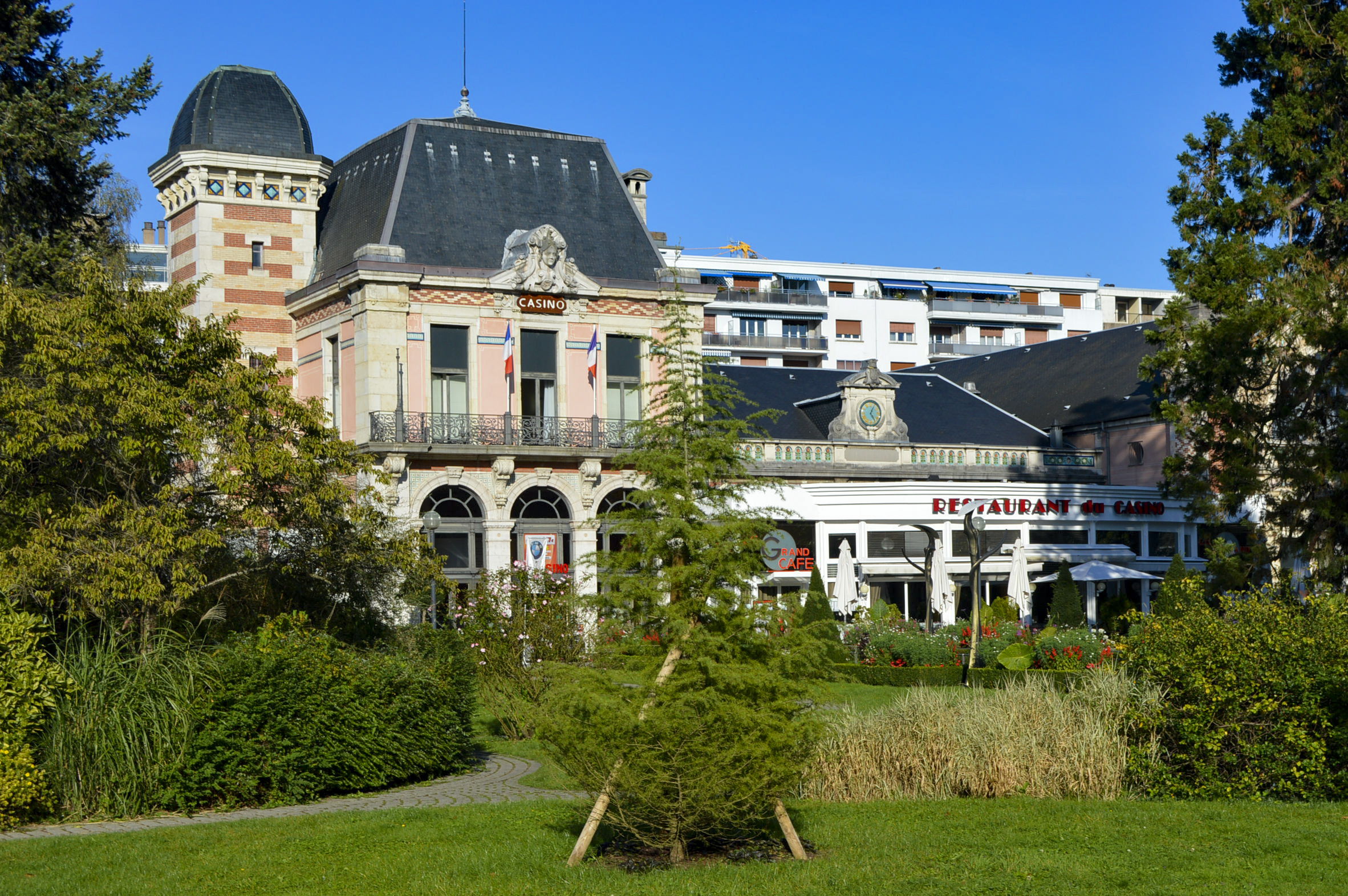
Le casino.
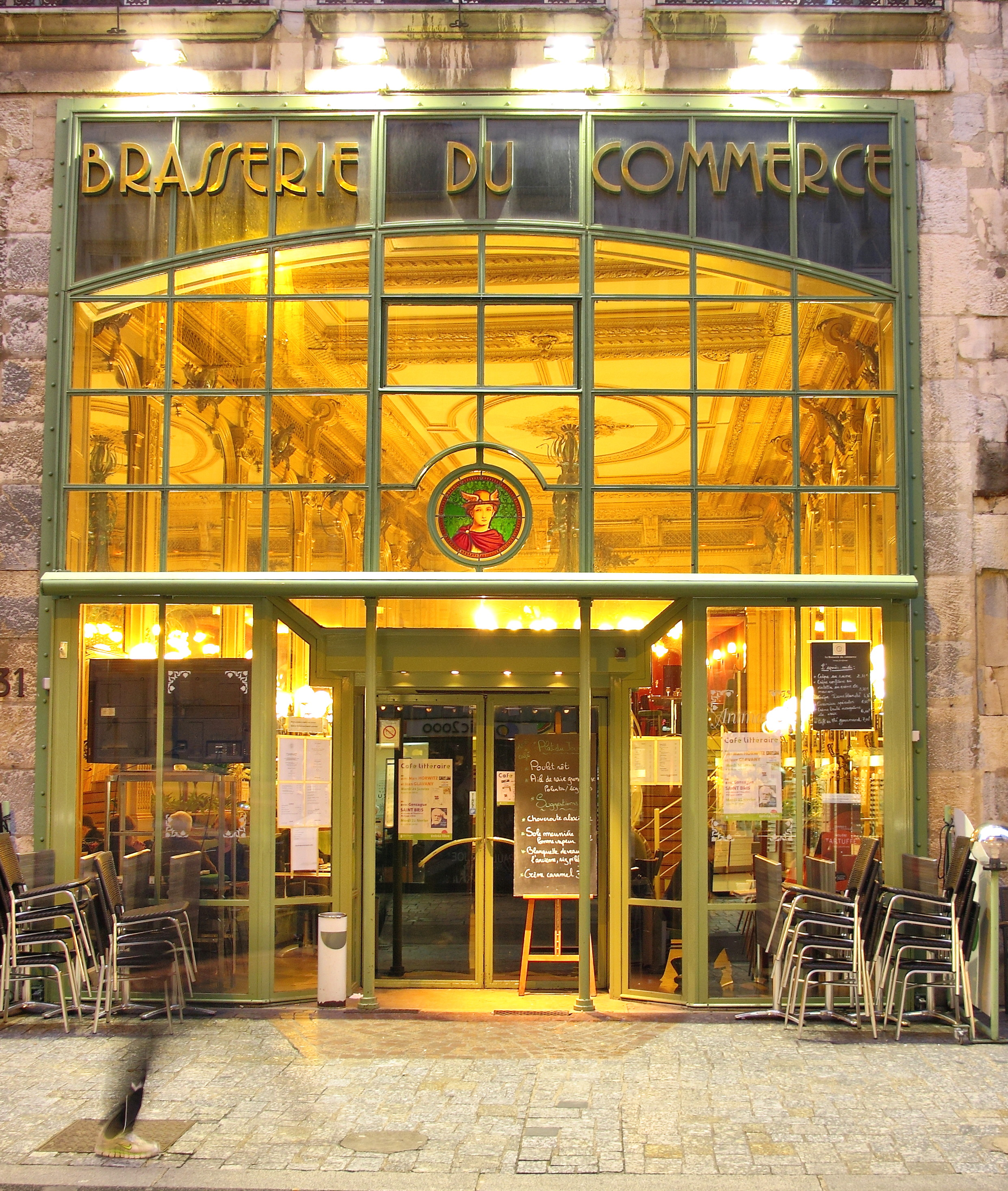
La brasserie du Commerce.
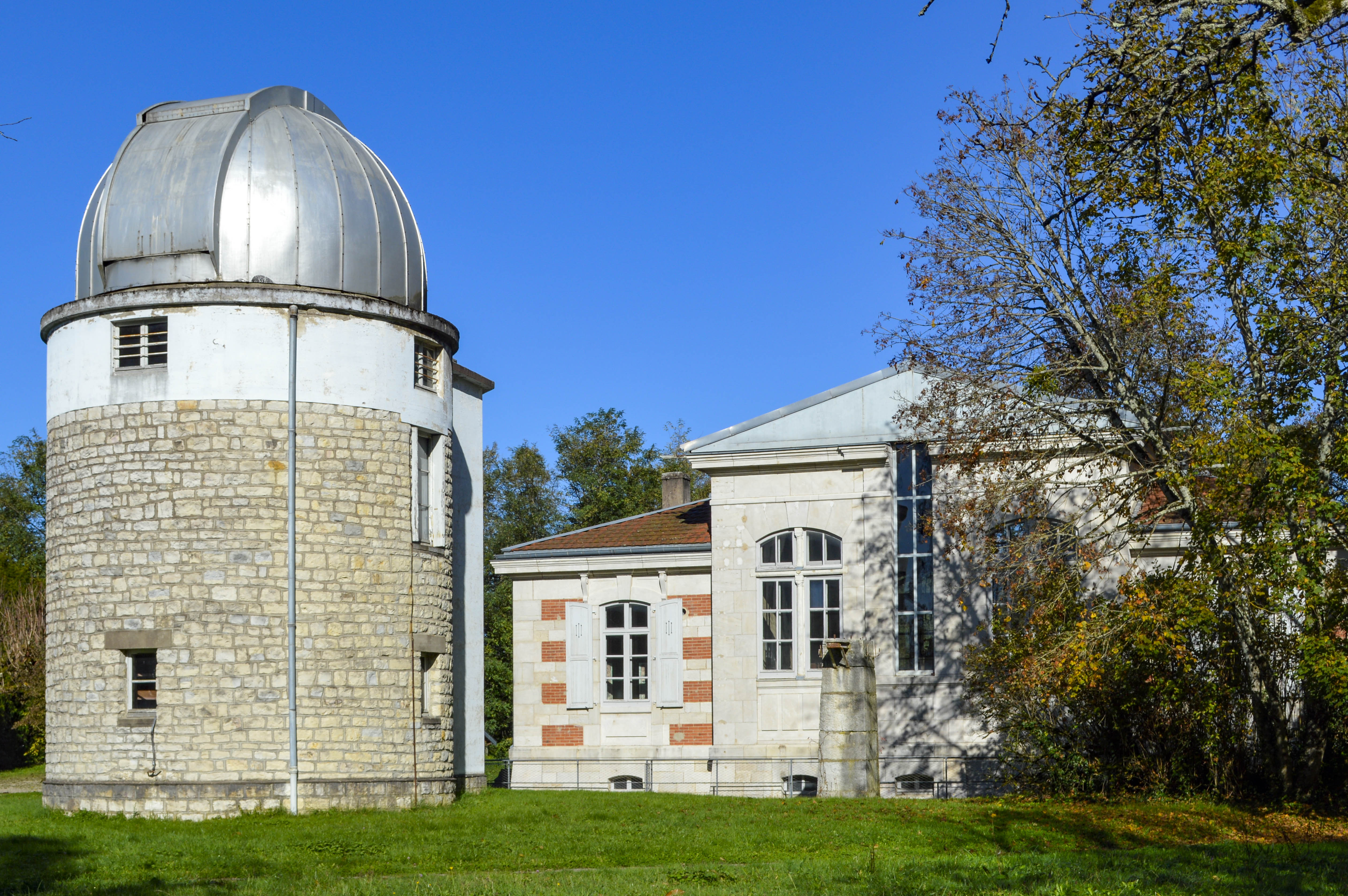
L'observatoire.

La spécialisation de Besançon dans l'horlogerie a également imprimé sa marque dans le patrimoine de la ville. L'horloge astronomique située dans la cathédrale Saint-Jean fut commandée en 1858 par le cardinal Mathieu à Auguste-Lucien Vérité. Composée de 30 000 pièces mécaniques, 57 cadrans et présentant 122 indications toutes interdépendantes, elle est considérée comme un chef-d'œuvre du genre et classée Monument Historique en 1991. L'École nationale d'horlogerie est édifiée de 1928 à 1932 par l’architecte Paul Guadet. Cet imposant bâtiment Art déco présentant une horloge monumentale sur sa façade abrite aujourd'hui le lycée Jules-Haag. L'usine des horlogeries Dodane, achevée en 1943, est un bâtiment en béton armé en forme de L dont la construction a été confiée à l'architecte Auguste Perret qui a également dessiné les éléments de décor intérieur. Il est agrémenté d'un jardin privé comprenant piscine et court de tennis. Au XXIe siècle, deux horloges monumentales, œuvres du Bisontin Philippe Lebru de l'atelier Utinam sont installées sur la façade du Musée des Beaux-Arts de Besançon et à l'intérieur de la gare de Besançon Franche-Comté TGV. En 2002, le Musée du Temps, un musée d'histoire et horlogerie, fut installé dans un des plus beaux palais de la ville, le palais Granvelle.
Outre le patrimoine horloger, d'autre bâtiments à l'architecture notable sont construits au cours des XXe et XXIe siècles. La cité universitaire Canot est construite à partir de 1929 par l'architecte René Tournier et inaugurée par le président de la République Albert Lebrun en 1933. Elle fut la première résidence universitaire de France. L'Institut supérieur des Beaux-Arts est construit entre 1970 et 1974 sur des plans de l’architecte catalan Josep Lluís Sert.
La Cité des Arts inaugurée en 2013 est l'œuvre du célèbre architecte japonais Kengo Kuma.

### Patrimoine environnemental

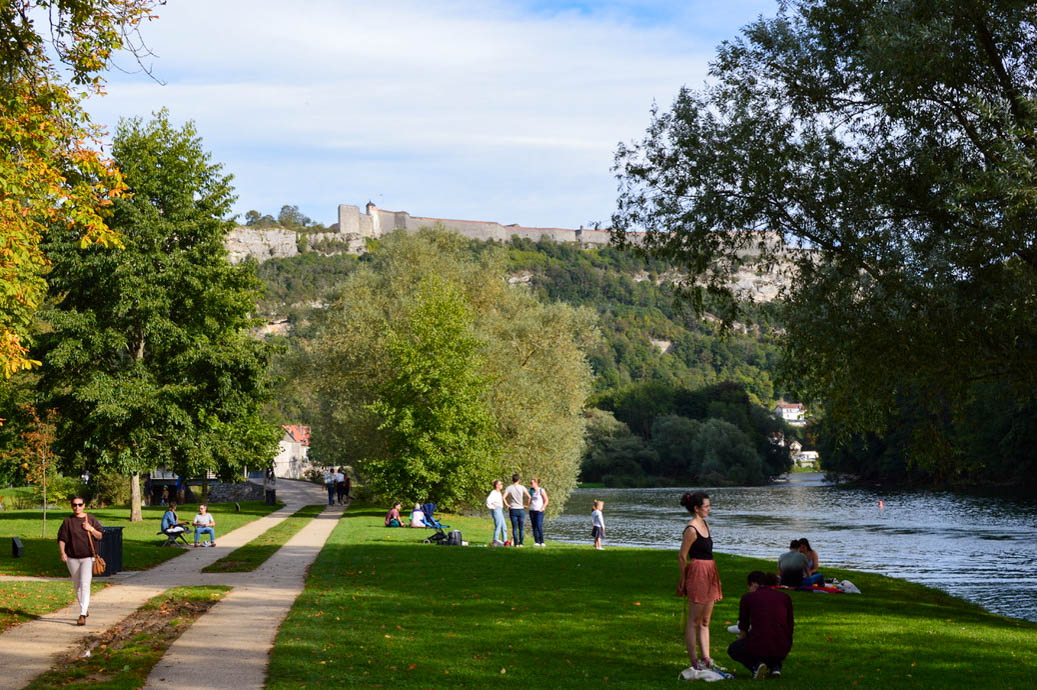
Les jardins de la Gare-d'Eau.

La moitié seulement des 6 505 hectares de la commune est urbanisée. Le reste est couvert de 2 408 ha d'espaces verts (dont 2 024 ha de forêts, 252 ha de parcs, squares et jardins familiaux, et 479 ha d'espaces agricoles, sans compter les 63 ha d'espaces sportifs, les 8 000 arbres d'alignement, les 21 km des rives du Doubs ou les 108 km de sentiers pédestres balisés). Ce patrimoine vert vaut à Besançon d'être reconnue première ville verte de France en 1983 et en 1989, avec ses 204 m2 d'espaces verts par habitant. Selon l'Observatoire des villes vertes, la ville parie sur l'écotourisme pour faire découvrir et valoriser ce patrimoine.
La forêt de Chailluz, avec ses 1 673 hectares, représente à elle seule un quart de la superficie totale de la commune. La ville est propriétaire de cette forêt composée essentiellement de feuillus et dans laquelle se trouvent notamment un parc animalier et un parcours santé en plus des nombreux sentiers. Les forêts qui entourent les forts de la ville (Bregille, Rosemont, Planoise, Chaudanne, ouest et est des Buis) représentent pour leur part 236 hectares. La ville de Besançon est également propriétaire du bois d’Aglans d’une superficie de près de 200 hectares sur la commune de la Vèze.
Le centre historique est entièrement ceinturé d'espaces verts. À l'ouest de la vieille ville, sur la rive gauche du Doubs, s'étendent les jardins de la Gare-d'Eau : l'arrivée en 1833 du canal du Rhône au Rhin poussa la ville à créer un petit port (gare d'eau) pour la batellerie mais celui-ci devient vite inutilisé du fait du percement d'un canal sous la citadelle. Le parc de deux hectares aménagés autour du bassin est actuellement propriété du conseil départemental du Doubs.

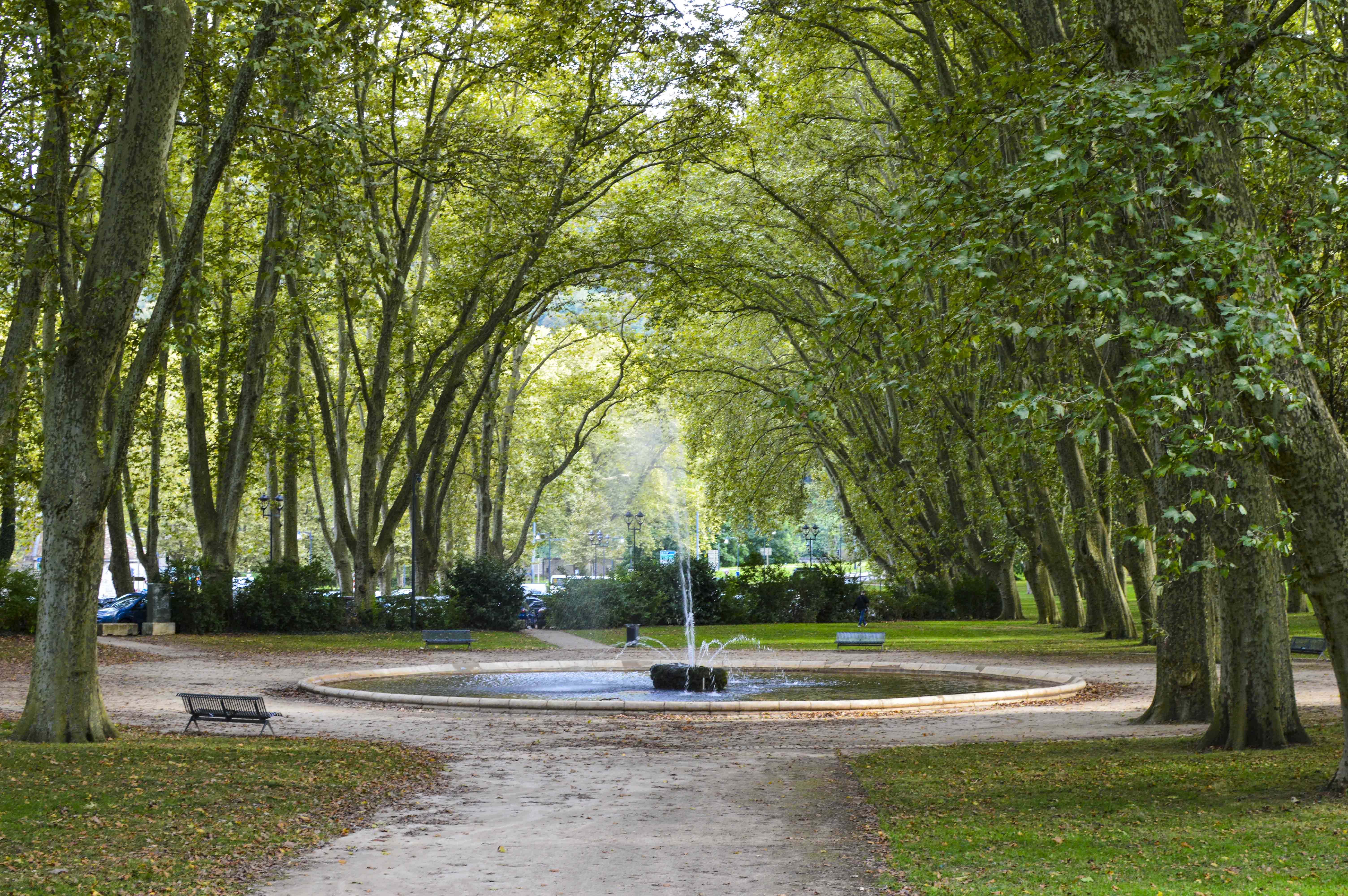
La promenade Chamars.

Jouxtant directement ces jardins, plus au nord, la promenade Chamars aménagée durant le quatrième quart du XVIIIe siècle doit son nom à la contraction de Champ de Mars (campus martii). Ce fut d'abord un terrain marécageux séparé en deux par un bras du Doubs : le grand et le petit Chamars. Vauban, jugeant cet endroit vulnérable, le fait fortifier à l'aide de remparts et de bastions. La ville obtient la permission de transformer cet espace en promenade en 1739, réaménagée par l'architecte bisontin Bertrand entre 1770 et 1778 qui y incorpore un café, des bains publics, une volière d'oiseaux rares, des cascades, un jardin botanique et de nombreuses plantations à la française. Celle-ci disparaît en grande partie à partir de 1830 avec l'arasement du rempart intérieur et la création de la gare d'eau. Un jardin public y est réaménagé entre 1978 et 1982, les seuls éléments subsistants de l'ancienne promenade Chamars étant les deux pavillons de garde, quelques platanes et les vases de pierre du sculpteur Jean-Baptiste Boutry.
Au nord du quartier historique de Battant, sur la rive droite du Doubs, la promenade des Glacis, créée dans le milieu du XIXe siècle, est l'œuvre du paysagiste Brice Michel et de l'architecte Boutterin. En plein cœur de ce quartier, le Clos Barbisier est un jardin créé en 1988 et présentant une importante variété de roses.

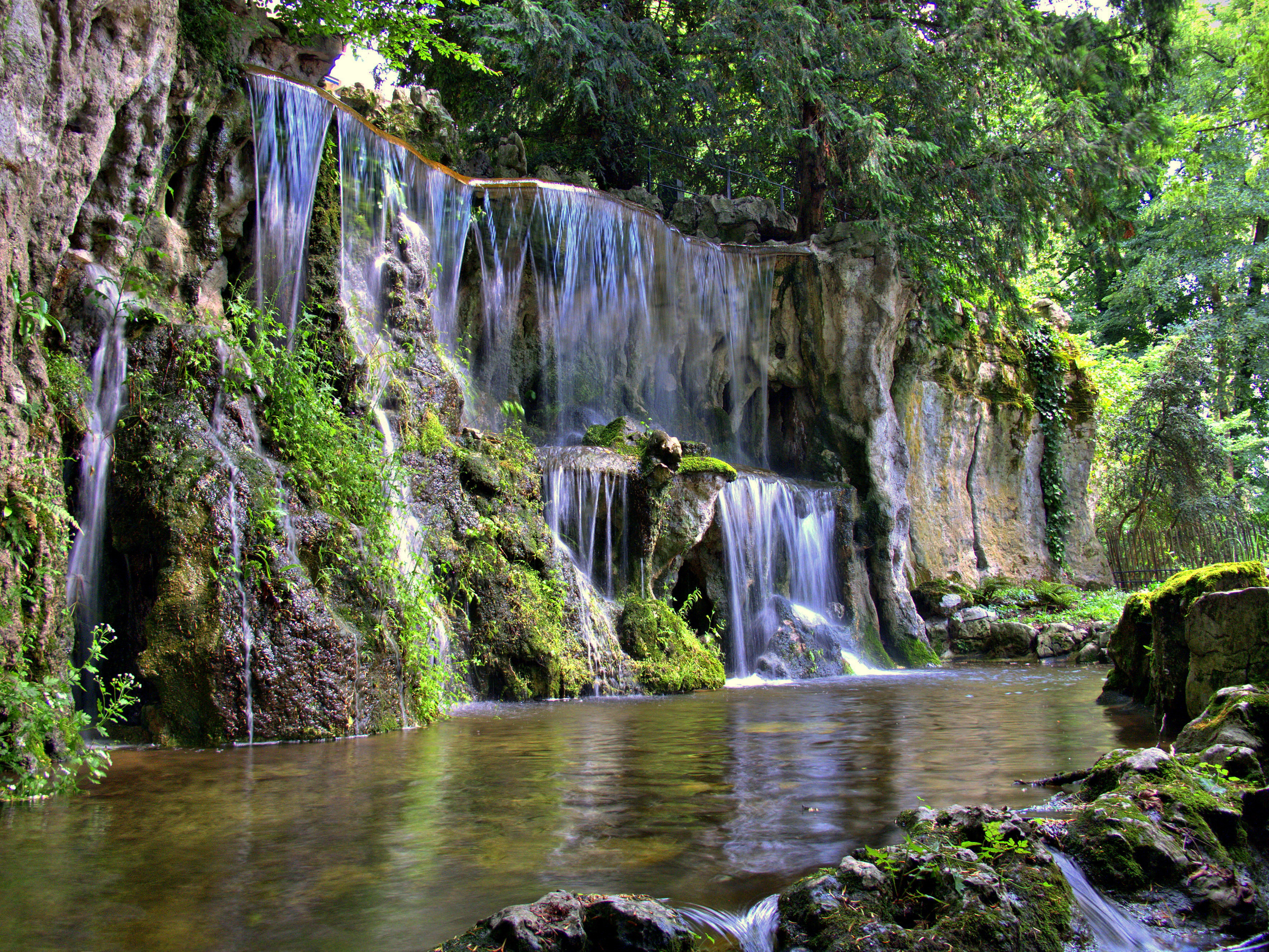
Les cascades du parc Micaud.

La ceinture verte se prolonge à l'est de la vieille ville, toujours sur la rive droite du Doubs, par la promenade d'Helvétie qui abrite un jardin botanique appelé jardin des Sens et des Senteurs réalisé en 1987, accessible aux malvoyants grâce à ses plantes et arbustes présentant certaines particularités sensorielles (odeur, toucher) et à ses panneaux signalétiques en braille. Directement au sud se trouve la promenade Micaud aménagée progressivement sur trois hectares à partir de 1843, sur des plans de l'architecte Alphonse Delacroix. Elle porte le nom de Jules Micaud, maire à l'origine de cette réalisation. Elle regroupe plus de quatre cents arbres dont un magnolia à grandes fleurs et un hêtre à feuillage lacinié, un kiosque à musique, un bassin et plusieurs sculptures. Les Jardins du Casino, jardin public aménagé de pelouses fleuries et d'allées arborées se trouvent directement de l'autre côté de l'avenue Édouard-Droz qui longe le parc Micaud.

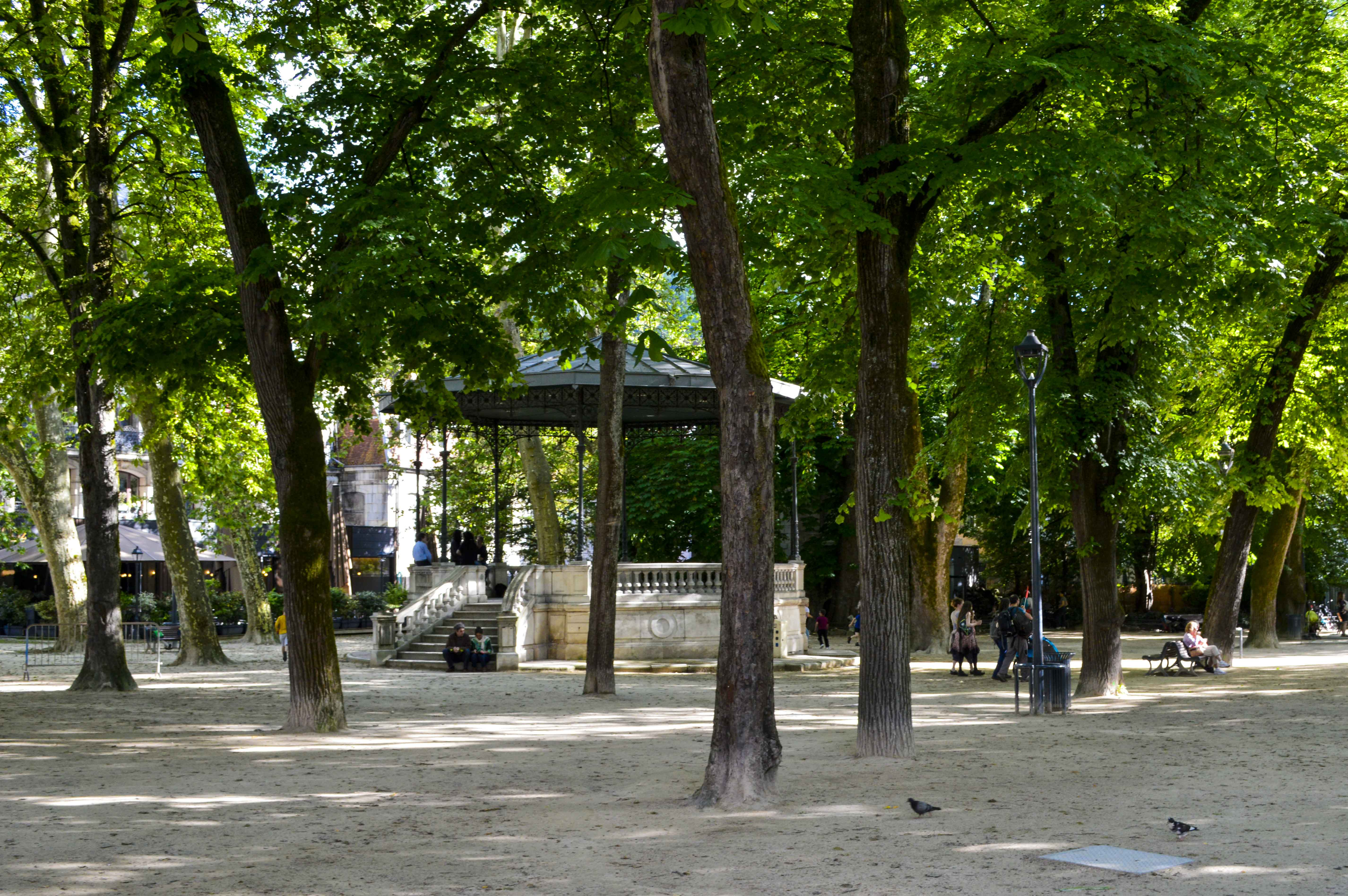
La promenade Granvelle et son kiosque.

En plein cœur de La Boucle, la promenade Granvelle est un ancien jardin privé du palais Granvelle datant du XVIe siècle dont la municipalité s'est portée acquéreur en 1712 et qui fut ouvert au public dès 1728. L'architecte Bertrand le réaménage en jardin d'agrément de 1775 à 1778, c'est alors qu'il devient la promenade Granvelle. On y trouve notamment un kiosque à musique, une grotte artificielle, une fontaine Wallace, des statues de Victor Hugo, et Auguste Veil-Picard, le portail de l'église du couvent des Grands-Carmes, et une colonnade néo-classique, vestige d'un pavillon de rafraîchissement.
Le premier jardin botanique de Besançon aurait été créé en 1580. Il a ensuite occupé plus de dix sites différents, dont l'emplacement actuel de la place Leclerc depuis 1957. Le parc de l'observatoire, créé en 1904 à la demande du directeur de l'observatoire astronomique Auguste Lebeuf, abrite notamment un hêtre pourpre, un hêtre pleureur, des châtaigniers et des pins.
La ville possède également de nombreuses fontaines, notamment du fait de son passé de station thermale : fontaine des Carmes, des Clarisses, des Dames, du Doubs, Saint-Quentin, Billecul, Bacchus, Marulaz, Minotaure, de Jupiter, Victor-Hugo, de la place de la Révolution, de l'Hôtel-de-Ville.

### Équipements culturels
Besançon propose une offre culturelle importante, étant notamment la seule ville de cette taille à posséder cinq musées. Les théâtres sont également nombreux et leur programmation complémentaire tandis qu'une seule salle est consacrée spécifiquement à la musique, la Rodia, d'autres concerts se tenant dans une salle du parc des expositions Micropolis. L'offre de cinéma est satisfaisante avec un total de 25 salles sur l'agglomération. La Cité des Arts, œuvre de l'architecte japonais Kengo Kuma, intègre depuis 2013 le Fonds régional d'art contemporain de Franche-Comté (FRAC) et le Conservatoire national de région (CNR) à l'emplacement de l'ancien port fluvial,.

#### Musées

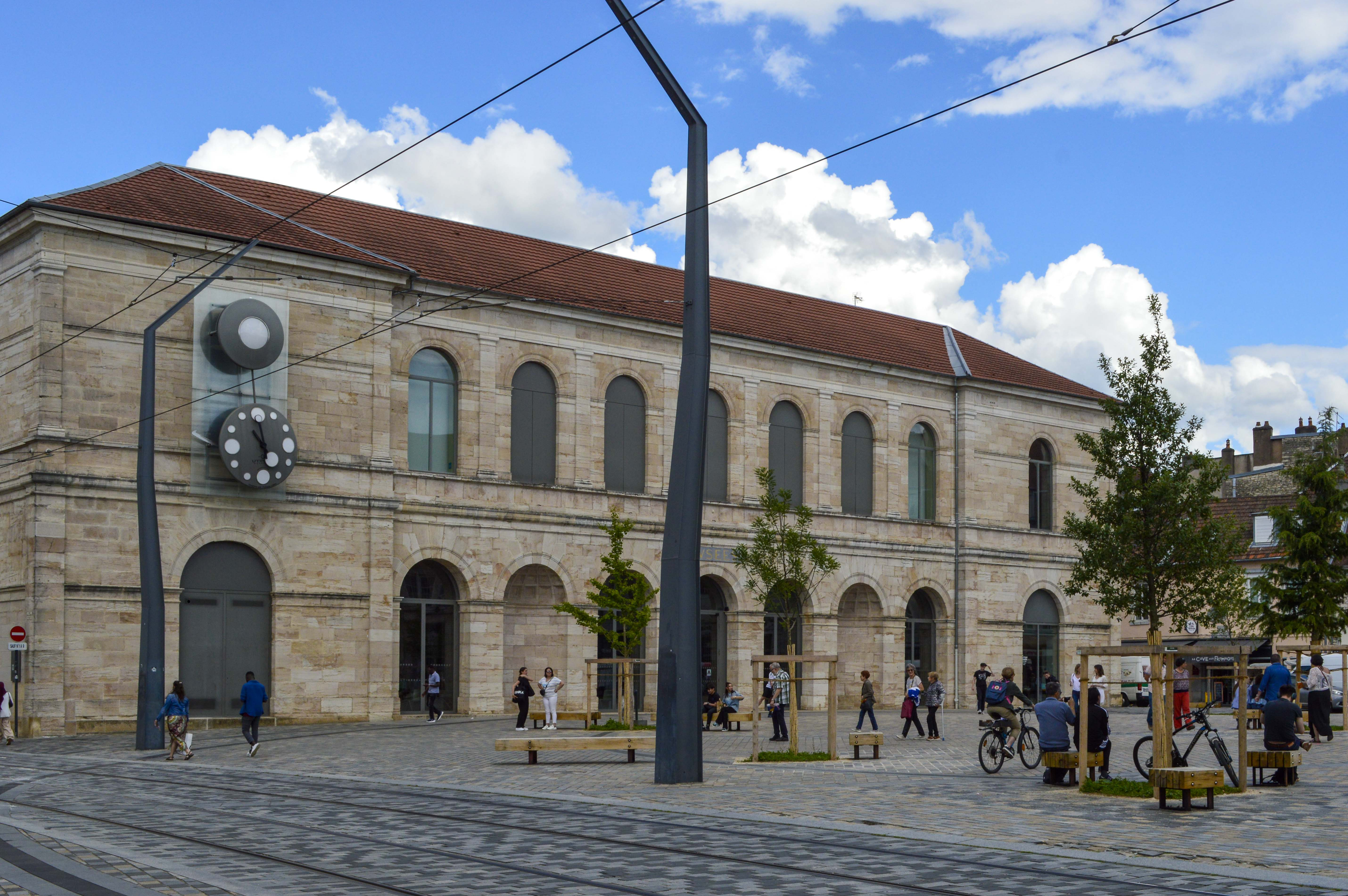
Le musée des Beaux-Arts et d'Archéologie.

On dénombre cinq musées à Besançon, tous bénéficiant du label « musée de France ».
Le musée des Beaux-Arts et d'Archéologie fut le premier musée créé en France en 1694, près d'un siècle avant le Louvre. Occupant aujourd'hui une ancienne halle aux grains de 1835, il a été réaménagé dans les années 1960 par Louis Miquel, élève de Le Corbusier. Il a été réinauguré, après des années de travaux et de rénovation, le 16 novembre 2018, par le président de la République française Emmanuel Macron.
Le musée du Temps, inauguré en juin 2002, était anciennement le musée d'histoire de la Ville. Situé dans le palais Granvelle, son concept est unique en Europe, regroupant des collections d'horlogerie (montres, cadrans solaires, sabliers, ensemble des moyens de mesure du temps…) et les fonds du musée d'histoire (tableaux, gravures).
Par ailleurs, trois musées sont regroupés dans la citadelle Vauban : le musée de la Résistance et de la Déportation ouvert depuis 1971 dans le bâtiment des Cadets, figure parmi les plus importants de sa catégorie au niveau national. Il se compose de vingt salles, retraçant les thèmes liés à la Seconde Guerre mondiale (le nazisme, l'Occupation, le régime de Vichy, la Résistance, la Libération, la Déportation) à travers des photographies, des textes, des documents et des objets de collection originaux… L'établissement possède également deux salles consacrées à des artistes dont les œuvres ont été réalisées en camps de concentration ; le musée Comtois, installé en 1961 dans le Front Royal, présente les arts et traditions régionales à travers seize salles d'expositions permanentes agrémentées des collections comptant plus de 20 000 objets, principalement du XIXe siècle et du début du XXe siècle ; le Muséum d'histoire naturelle, créé en 1959 sous l'impulsion du maire Jean Minjoz, présente des fonds variés dans un petit parcours de l'Évolution autour des collections de sciences naturelles (animaux naturalisés, herbiers…) ; il présente également des animaux vivants en quatre secteurs (parc zoologique, insectarium, noctarium et aquarium).
À ces musées vient s'ajouter la maison natale de Victor Hugo, présentant l'engagement politique humaniste du célèbre écrivain, ainsi que la Cité des Arts, où sont exposées une partie des œuvres du fonds régional d'art contemporain de Franche-Comté.

#### Bibliothèques
Besançon possède un grand réseau de médiathèques accessible aux adultes comme aux enfants. Parmi celles-ci, on peut citer :
- la bibliothèque d'étude et conservation : premier édifice français à être construit pour être une bibliothèque publique en 1808. Depuis 2012, le site Mémoire vive, patrimoine numérisé de Besançon présente en ligne les collections numérisées des archives municipales, de la bibliothèque et des musées de la Ville ;
- la médiathèque du conservatoire national de région de Besançon qui possède environ 10 000 partitions de musique, des livres et des compacts disques consultables sur place ;
- la médiathèque de Montrapon ouverte en 1989 place de Coubertin, qui possède plus de 25 000 documents multisupports ;
- la médiathèque Pierre-Bayle dans un bâtiment du XVIIIe siècle rue de la République. Elle abrite un important secteur jeunesse ainsi qu'un espace musique ;
- la médiathèque Aimé-Césaire (ex-bibliothèque des Clairs-Soleils) inaugurée en novembre 2009 ;
- la médiathèque des Tilleuls.

#### Spectacle vivant

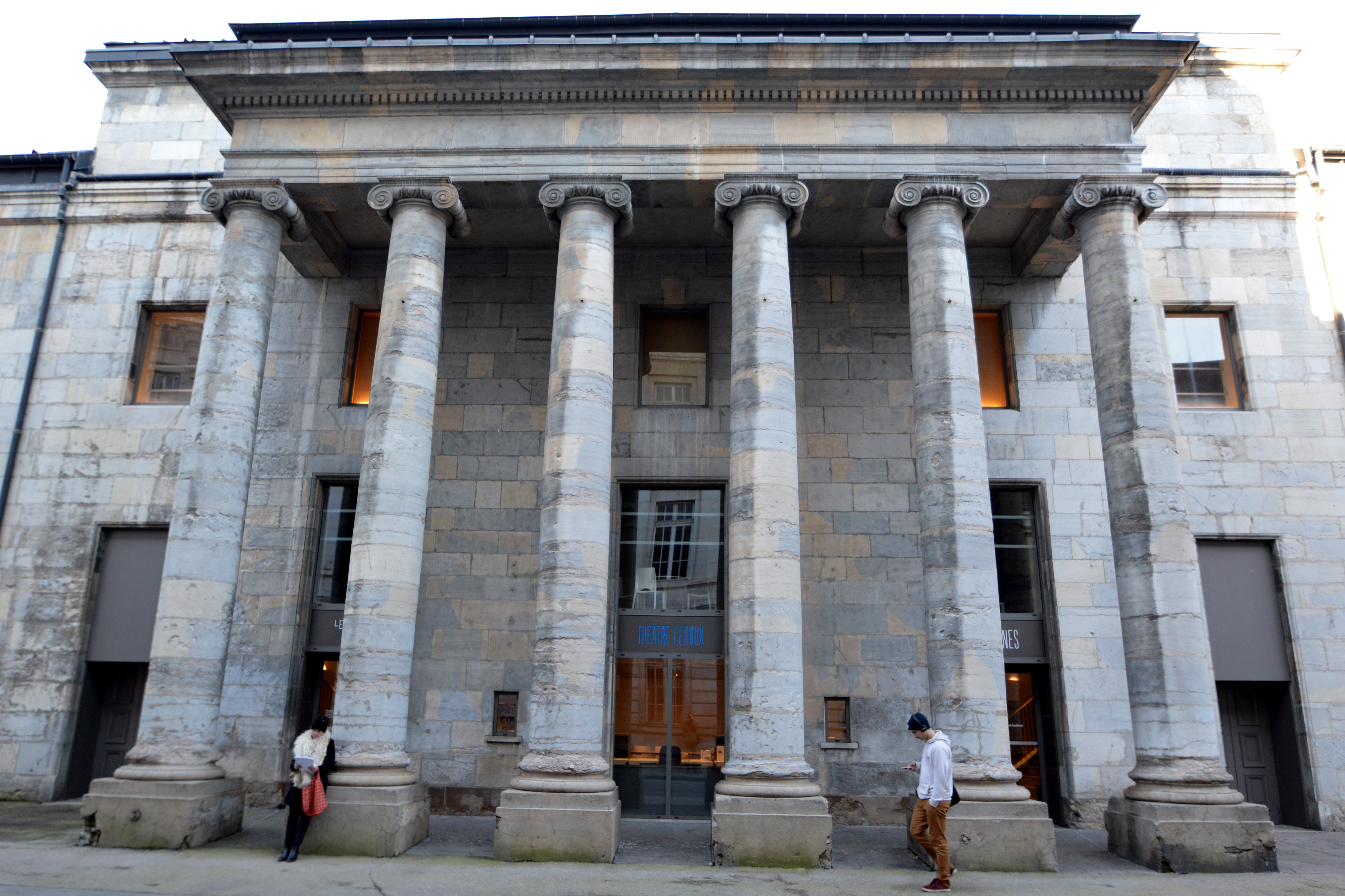
Le théâtre Ledoux.

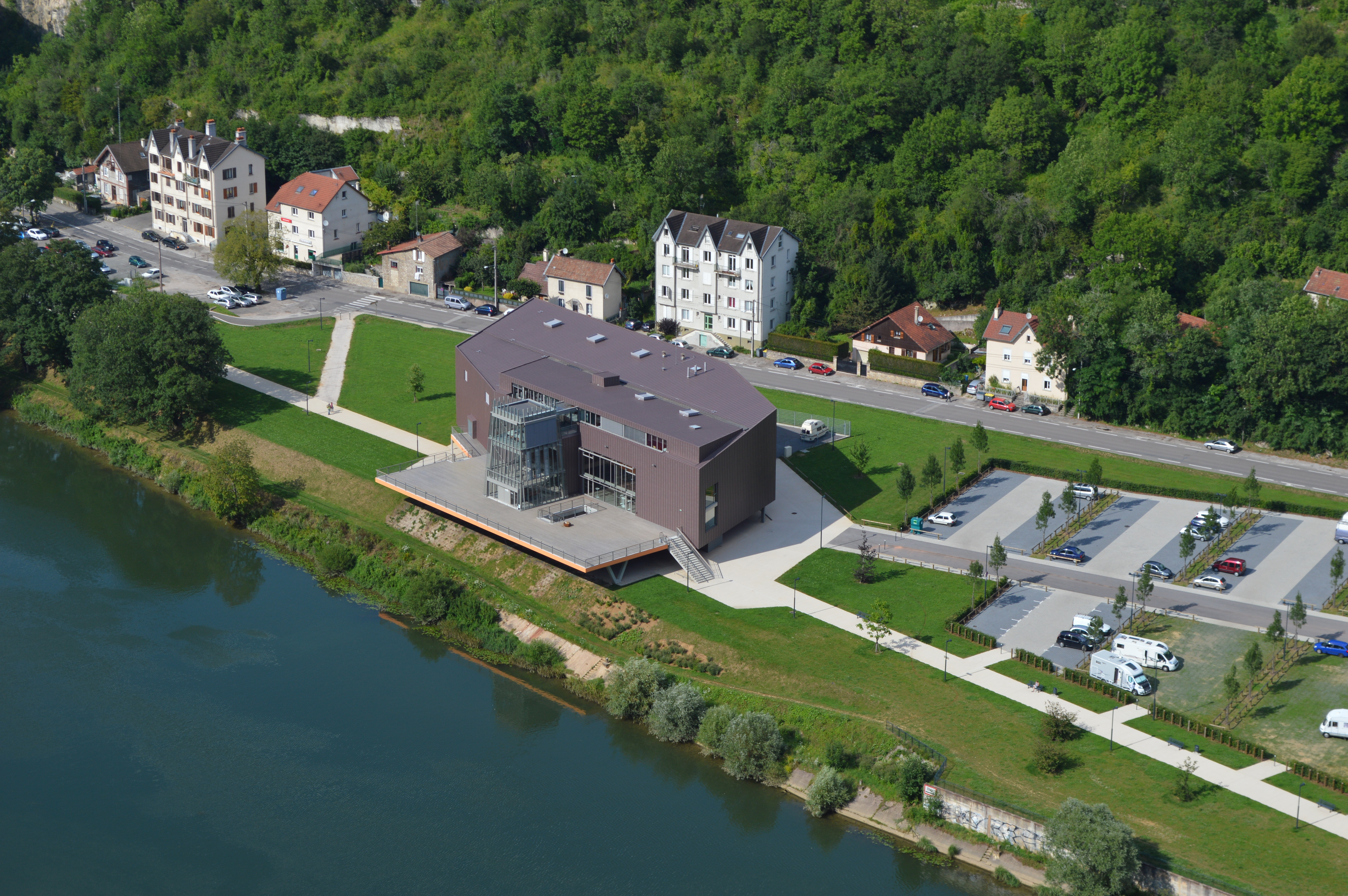
La Rodia, scène de musiques actuelles.

La ville abrite un centre dramatique national, le Nouveau Théâtre de Besançon créé en 1972 et installé dans l'ancienne salle des fêtes du Casino, et une scène nationale, la Scène nationale de Besançon, qui regroupe depuis 2012 le théâtre Ledoux et le théâtre de l'Espace. Besançon compte également de plus petites structures : le Scènacle situé dans le quartier Saint-Jean, petit théâtre d'une capacité d'environ 100 places qui propose pièces de théâtre et concerts de la troupe ou des artistes régionaux ; le Petit Théâtre de la Bouloie situé sur le campus et d'une capacité de 150 places, accueille des projets étudiants afin de favoriser la pratique artistique et culturelle (théâtre universitaire, chorale universitaire…), des résidences artistiques de jeunes compagnies, des spectacles professionnels proposés par les structures partenaires et des spectacles de jeunes compagnies ; le Théâtre Alcyon compagnie installée depuis 1995 dans le Fort de Chaudanne où sont organisés spectacles, ateliers et stages de théâtre, danse et musique ; la Comédie de Besançon, petite salle d'une centaine de places, située en plein cœur du centre-ville et accueillant des spectacles humoristiques.
Le Kursaal de Besançon est né de la volonté de proposer des animations et spectacles aux curistes de la station thermale de Besançon-les-Bains créée en 1891 et aux militaires en garnison dans la ville. Le Kursaal-Cirque ouvre ses portes dans la fin de l'année 1893 mais les finances du promoteur, madame veuve Pellegrin, ne lui permettent pas de rembourser les frais engagés. La ville s'en porte acquéreur en 1895 et le Kursaal devient alors la salle des fêtes de la ville. Il ferme en 1970 pour des raisons de vétusté, avant d'être rénové à partir de 1979 puis rouvert en septembre 1982. Une salle de conférences de 360 places, appelée Petit Kursaal a également été créée en sous-sol. La salle principale, dite du Grand Kursaal présente deux balcons et un plafond en coupole décoré de très belles fresques évoquant les arts du cirque. Sa capacité peut aller jusqu’à 1 038 places assises dont 450 aux deux balcons.
Pour les concerts la ville est équipée de La Rodia, scène de musiques actuelles située dans le secteur des Prés-de-Vaux qui comporte une grande salle de 900 places et une salle « club » de 330 places ainsi que deux studios de création et dont l'ouverture en janvier 2011 est venu combler le manque créé par la fermeture de la salle du Montjoye en 1998.
Le parc des expositions Micropolis abrite une salle modulable avec une capacité d'accueil de 2 200 à 6 500 places, où se produisent la majorité des artistes et groupes en tournée nationale et internationale. La résidence Habitat Jeunes Les Oiseaux, dispose d'une salle accueillant concerts, expositions, soirées dansantes et projections du ciné-club.

#### Cinéma

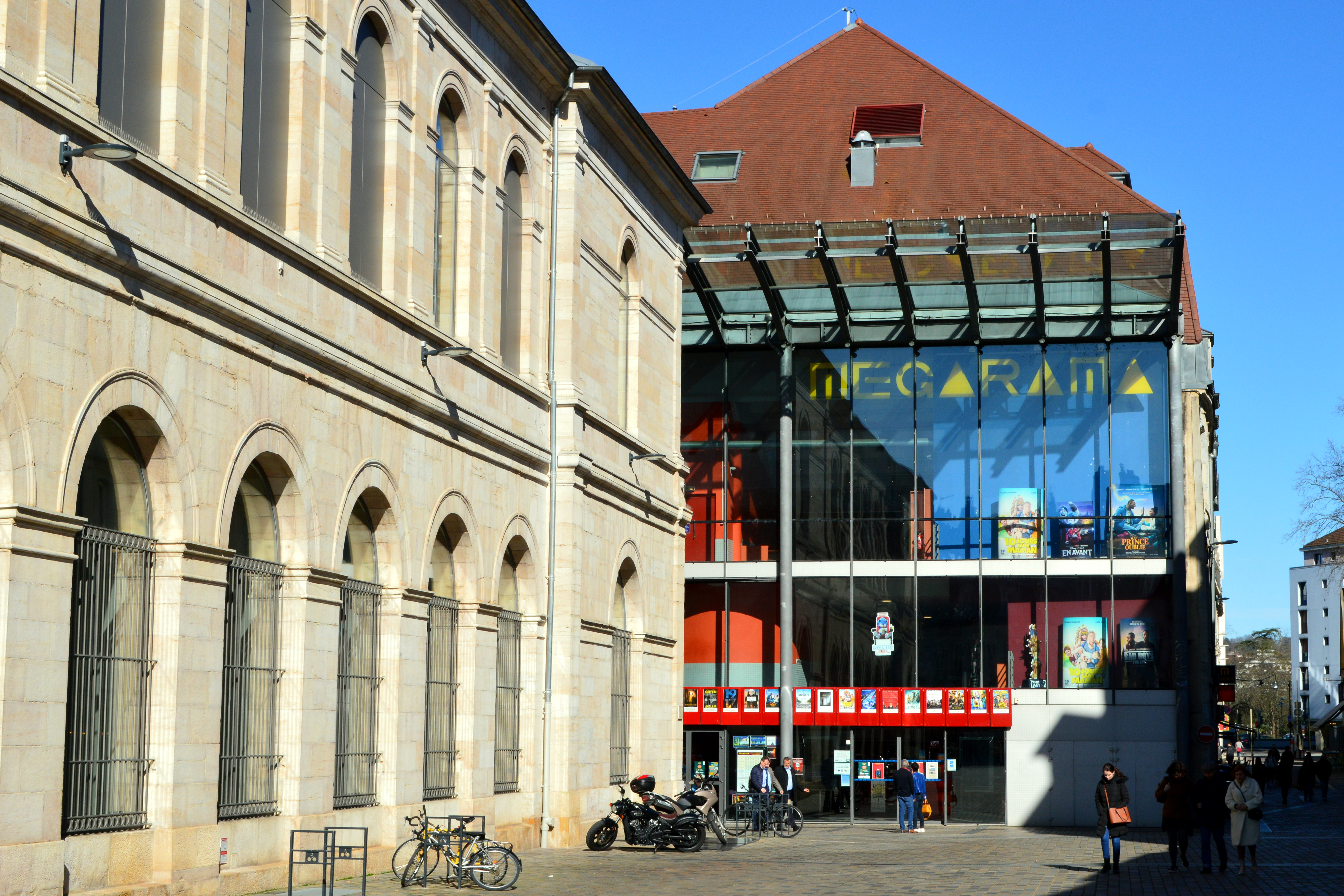
Le cinéma Megarama Beaux-Arts.

L'offre cinématographique de l'agglomération bisontine est importante et diversifiée, avec 25 salles et 4 066 fauteuils en 2022, soit un fauteuil pour 38 habitants. Elle est équipée de deux multiplexes : le Megarama Beaux-Arts (8 salles et 1 331 fauteuils), ouvert en novembre 2003, est situé dans le centre historique alors que le Megarama École-Valentin (13 salles et 2 024 fauteuils) est implanté en périphérie sur la commune limitrophe d'École-Valentin depuis décembre 1999. Ceux-ci ont remplacé au début des années 2000 les deux cinémas traditionnels du centre-ville qu'étaient le Vox et le Plazza Lumière. L'offre est complétée par deux cinémas d'art et d'essai, le Cinéma Victor-Hugo (3 salles et 461 fauteuils), l'Espace cinéma dont la programmation se fait alternativement au théâtre de l'Espace dans le quartier de Planoise et au cinéma du Kursaal dans le centre-ville.
En 2022, les cinémas bisontins ont cumulé 591 000 entrées, présentant ainsi un indice de fréquentation (rapport entre le nombre d'entrées et la population) de 4,19, au-dessus de la moyenne des unités urbaines françaises de plus de 50 000 habitants.

### Besançon dans la littérature
Besançon, du fait de son riche passé et du nombre important d'hommes de lettres qu'elle a vu naître, est citée dans de nombreux ouvrages. Ainsi, Jules César donne une description de l'ancienne cité antique Vesontio dans ses Commentaires sur la Guerre des Gaules : « […] Le Doubs entoure presque la ville entière d'un cercle qu'on dirait tracé au compas ; […] ».
Victor Hugo évoque quant à lui sa ville natale dans le premier poème du recueil Les Feuilles d’automne intitulé Ce siècle avait deux ans : « Alors dans Besançon vieille ville espagnole / Jeté comme une graine au gré de l'air qui vole / Naquit d'un sang breton et lorrain à la fois / Un enfant sans couleur, sans regard et sans voix. ».
Aussi, une partie de l'action du roman de Stendhal Le Rouge et le Noir se déroule à Besançon où le personnage principal Julien Sorel entre au séminaire : « Besançon n'est pas seulement une des plus jolies villes de France, elle abonde en gens de cœur et d'esprit. Mais Julien n'était qu'un petit paysan et n'eut aucun moyen d'approcher les hommes distingués. ».
Parmi les autres auteurs importants qui ont évoqué Besançon dans leurs œuvres littéraires, on peut citer Charles Nodier (Voyages pittoresques et romantiques dans l'ancienne France, Les Marionnettes), Honoré de Balzac (Albert Savarus), Huguette Bouchardeau (La Grande Verrière), Alexandre Dumas (Vingt ans après), Charles Exbrayat (Tu n'aurais pas dû, Marguerite), Colette (Mes apprentissages) ou plus récemment Guy Boley (Fils du feu, Quand Dieu boxait en amateur).

### Personnalités liées à la commune

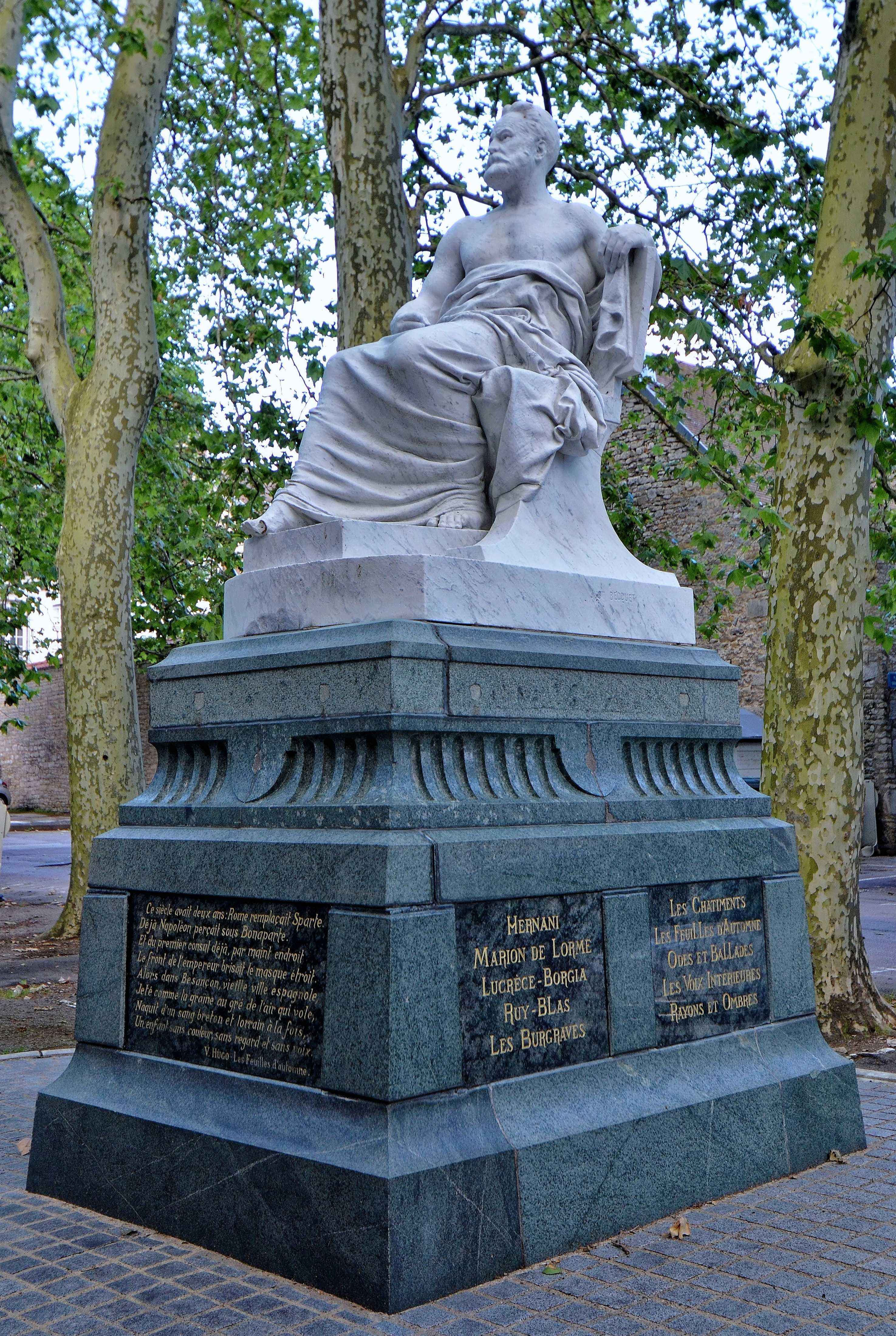
La statue de Victor Hugo sur la promenade Granvelle.

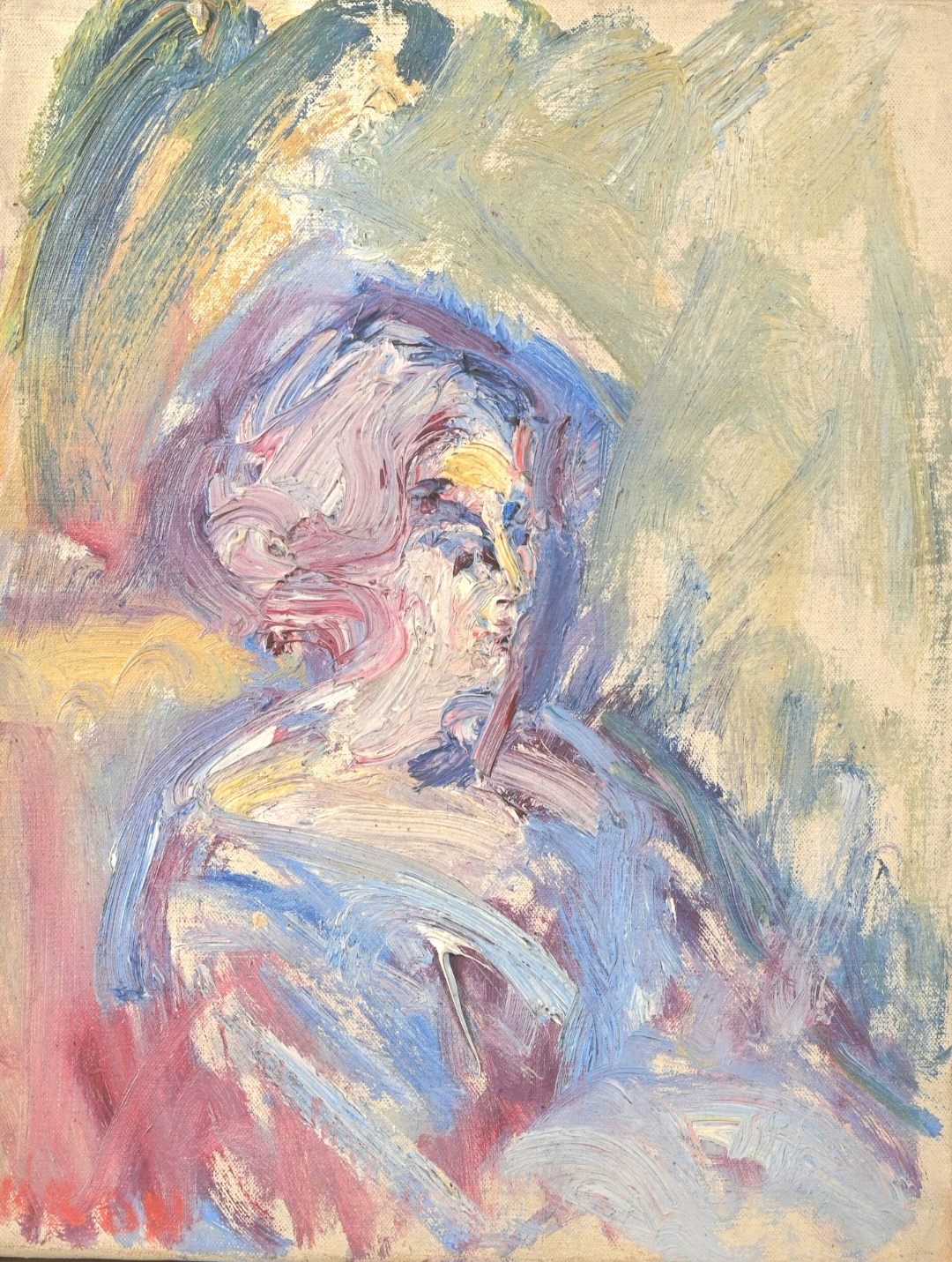
La Sieste, huile sur toile, par Paul Krôn, né à Besançon le 18 mars 1869.

Un nombre important de personnalités ont vu le jour à Besançon : parmi les plus renommées, on trouve des hommes de lettres tels que Victor Hugo, Proudhon, Charles Fourier, Tristan Bernard et Charles Nodier, mais aussi le peintre Paul Krôn, les Frères Lumière, inventeurs du cinéma, le compositeur Claude Goudimel, le pianiste Philippe Cassard, le DJ Gaspard Augé ou encore les sportifs Jean de Gribaldy, Jean Josselin et Khedafi Djelkhir. Parmi les personnalités liées à la ville, on trouve également le photographe et inventeur Jean Nicolas Truchelut.

### Gastronomie
La gastronomie de Besançon tire parti de toutes les richesses de la Franche-Comté, région d'élevage bovin, de production laitière et de fromages, de salaisons fumées du Haut-Doubs et du Haut-Jura, d’eau claire des torrents, rivières et lacs, de forêts à champignons, de gibier, et des vignobles de Franche-Comté.
Quelques exemples de produits régionaux :
- Fromages : comté, morbier, mont d'Or, cancoillotte, raclette, édel de Cléron…
- Les fondues : au comté, au mont d'Or, à la cancoillotte, au macvin…
- Charcuteries : saucisse de Morteau, saucisse de Montbéliard, viande séchée brési, jambon de Luxeuil…
- Plats typiques : tarte au comté, truite au bleu, truite au vin jaune, poularde aux morilles, croûte aux morilles, coq au vin jaune, poulet à la comtoise, poulet à la cancoillotte, potée comtoise, escalope de veau comtoise…
- Vins et alcools : vins du Jura, vin jaune, château-châlon, vin de paille, L'Étoile, crémant du Jura, vins de Pays de Franche-Comté (vallée de la Loue, charcenne, champlitte), apéritif pontarlier anis, absinthe, macvin du Jura.

### Héraldique, logotype et devise

#### Blason

Blason de Besançon.

Le blason de la ville est constitué d'une aigle attribuée à la ville par l'empereur germanique Charles Quint en 1537, entourée de deux colonnes triomphales évoquant l'antique cité gallo-romaine Vesontio. À l'origine, l'aigle était bicéphale comme celle des Habsbourg.
La description du blason en langage héraldique est la suivante : « D'or, à l'aigle de sable tenant de ses serres deux colonnes de gueules brochant sur les ailes ».

#### Devise

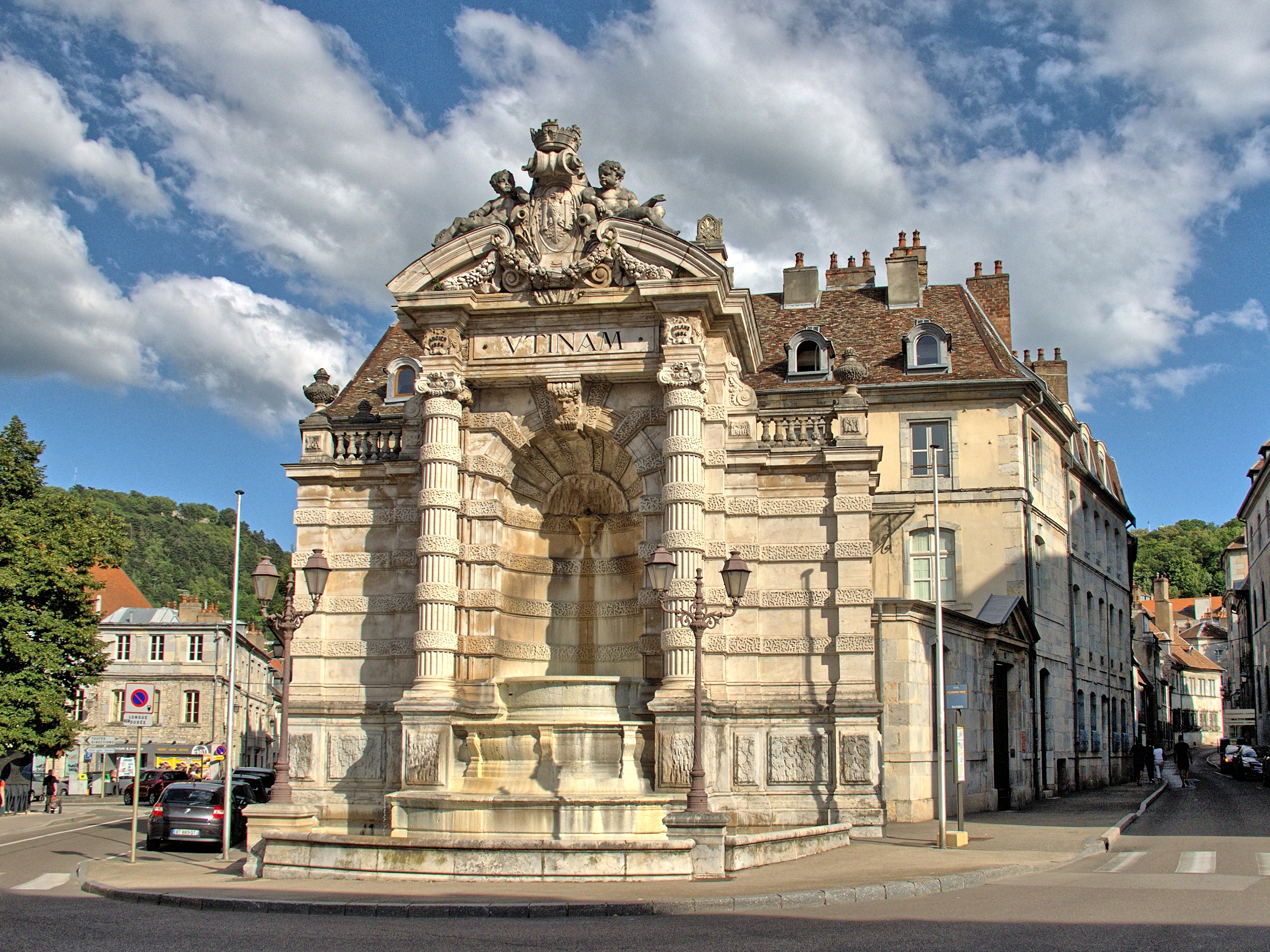
La devise Utinam gravée sur la fontaine de l'État-Major.

- Utinam (« Plaise à Dieu ») : devise « officielle » de la ville[213] qui est notamment visible sur la fontaine de l'État-Major, sur les frontons de l'école de Rivotte, sur l'Hôtel de ville, sur le monument aux morts.
- Deo et caesari fidelis perpetuo (« Fidélité éternelle à Dieu et César »). Cette devise a été substituée à la précédente en 1815 mais ne fut employée que peu de temps avant que la devise Utinam ne soit reprise[214].

#### Logotype
Le logo actuel de la ville de Besançon, créé par le studio de création graphique Cocci Design en collaboration avec l'artiste plasticienne Armelle de Sainte Marie, est utilisé depuis 2005. Ne comportant ni slogan ni dessin, il consiste simplement à faire apparaitre les mots « Ville de Besançon » en noir, sauf le c cédille de couleur rouge carmin, avec une cédille très affirmée faisant référence à la boucle du Doubs. Il fait suite au logo « Besançon, une ville capitale » qui avait été lancé en 1986 puis au logo « Besançon, l'innovation » adopté en 1994.

### Culture populaire
- Besac (prononcer /(bəzak)/) est le diminutif par lequel ses habitants et plus largement les Francs-Comtois désignent la ville. C'est aussi le titre d'une chanson du chanteur Guillaume Aldebert en hommage à sa ville d'adoption qui figure dans l'album Plateau télé.
- Dans L'Homme de Rio, le personnage joué par Jean-Paul Belmondo déclare être né à Besançon.
- On confond parfois Besançon avec Briançon (Hautes-Alpes) qui fait, elle aussi, partie du Réseau des sites majeurs de Vauban.
- Dans l'édition « France » du jeu de société Monopoly sortie en mars 2008, Besançon occupe la place du boulevard Saint-Michel, treizième des vingt-deux cases qui composent le plateau[217].
- Au-dessus du faubourg de Tarragnoz, sur le flanc de la citadelle, se trouve un ermitage où vécut de 1835 à 1852 l'ermite Pierre-Étienne Poux-Landry, ancien grognard.

### Récompenses
La ville est régulièrement distinguée par la presse nationale pour sa qualité de vie et ses innovations économiques et sociales. En voici une liste non exhaustive :
| - Élue Capitale française de la Biodiversité 2018 pour ses actions en matière de préservation de l'environnement. - Première des villes de plus de 100 000 habitants lors du concours national 2010 Capitale française de la Biodiversité devant Rennes et Lille. - Première pour l'état de santé de sa population et cinquième au classement général du « Palmarès Santé des villes » (2006). - Reconnue comme la première ville verte de France avec 204 m2 d'espaces verts par habitant. - Besançon a le tramway le moins cher de France, c'est aussi la plus petite agglomération du pays à bénéficier d'un tramway. - Classée 1re de l'enquête sur « L'image des villes » (2006). - Classée 1re en 1997, 1999 et 2001 par le magazine Ça m'intéresse dans son enquête annuelle intitulée « Où fait-il bon vivre en France ? ». - 2e ville de plus de 100 000 habitants la plus sportive de France (2001). - Classée 3e sur 100 villes de l'enquête « Où vit-on le mieux en France ? » (2003). - Ville fleurie : trois fleurs au palmarès 2007 du concours des villes et villages fleuris. - Première régie publique certifiée sur sa gestion durable du cycle urbain de l'eau : ISO 9001 (qualité et suivi à l'usager) et ISO 14001 (démarche environnementale) (2007) et première régie municipale de l'eau à commercialiser une eau du robinet pétillante en bouteille. - Première ville française à mettre en place un réseau métropolitain de télécommunication à haut débit (fibres optiques), appelé réseau Lumière (1994),. - Première ville au monde à téléphoner sur Internet (2000). - Première montre à quartz du monde sortie des usines Lip (1971). - Trophée national de l’Académie des Arts de la Rue pour la mise en lumière de la Ville (2004). - Récompensée par le label « Ville Internet @@@@@ » (2011). - Première agglomération de 100 000 à 200 000 habitants où il fait bon entreprendre, principalement grâce à la qualité des formations qui y sont proposées et son écosystème dynamique au service des entreprises (2016),. - Création à Besançon-Chalezeule du premier Jardin de Cocagne, jardin biologique collectif à vocation d’insertion sociale repris dans toute la France (1991). - Inventrice du RMI, institué en 1973 sous l'appellation « Minimum social garanti » par Mireille Baumann, conseillaire municipale. - Trophée 2002 de la démocratie participative pour le dialogue instauré avec les habitants depuis 1983(date de la mise en place du Conseil bisontin des Jeunes). - Déclarée « ville des passerelles » pour sa tradition de fraternité et de solidarité (2004). - Besançon se voit décerner « la Rose d’Or » internationale (1er prix mondial) par l’association mondiale des jardins familiaux (juillet 2005). - L’UNICEF déclare Besançon « Ville amie des enfants » pour sa politique en faveur des enfants (2005). - Classée 2e sur les 22 capitales régionales pour l'accessibilité urbaine pour les personnes handicapées (2004). - Le projet besançon.clic a remporté le prix du European eGovernment Award 2007 dans la catégorie « des services publics pour l'inclusion sociale et la cohésion ». |

#### Ouvrages
- Daniel Antony, Marc Paygnard et Jack Varlet, Besançon, l'esprit du temps, Sekoya Eds Du, 2001  (ISBN 978-2-84751-001-0)
- Dominique Bonnet et Denis Maraux, Découvrir Besançon, La Taillanderie, 2002  (ISBN 978-2-87629-257-4)
- Catherine Chaillet et Pierre Laurent, Besançon : un temps d'avance, collection Villes en mouvement, Autrement, 2007  (ISBN 978-2-7467-0947-8)
- Jean-Louis Clade et André Choteau, Besançon an 2000, Yens (Suisse), Cabédita, 1999, 117 p.  (ISBN 978-2-88295-270-7)
- Collectif, De Vesontio à Besançon, Chaman, 2006  (ISBN 978-2-9700435-3-9)
- Collectif, Besançon, collection Tranches de Villes, Déclics, 2006  (ISBN 978-2-84768-104-8)
- Robert Dutriez, Besançon, ville fortifiée : De Vauban à Séré de Rivières, Cêtre, Besançon, 1981, 291 p.  (ISBN 978-2-901040-20-0)
- Lionel Estavoyer, Besançon côté cours, Besançon côté jardins, Sekoya Eds Du, 1999  (ISBN 978-2-9514573-0-0)
- Bernard Faille et André-Hubert Demazure, Besançon 1958-1985 : regards d'objectif, Cêtre, 1992 (ISBN 2-87823-022-2) édité erroné (BNF 35559419)
- Claude Fohlen, Histoire de Besançon, tome 1, Cêtre, 1994  (ISBN 978-2-901040-21-7)
- Claude Fohlen, Histoire de Besançon, tome 2, Cêtre, 1994  (ISBN 978-2-901040-27-9)
- Denis Maraux et Émilie Gasc, Besançon, Déclics, 2003  (ISBN 2847680322)
- Denis Maraux et Émilie Gasc, Besançon, Déclics, 2006  (ISBN 978-2-84768-104-8)
- Eveline Toillon, Besançon insolite et secret, Alan Sutton, 2005  (ISBN 978-2-84253-914-6)
- Eveline Toillon, Besançon ville horlogère, Alan Sutton, coll. « Parcours et labeurs », Joué-les-Tours, 2001, 126 p.  (ISBN 2842534743)
- Hélène Walter et Jean-Claude Barçon, Vesontio Besançon, PUL, Lyon, 2004, 84 p.  (ISBN 2729707395)
- Jean Courtieu, « Besançon » dans le Dictionnaire historique de la Suisse en ligne, version du 24 septembre 2002.
- Denis Maraux et Émilie Gasc, Besançon, Déclics, 2013  (ISBN 9782847685473)

#### Revues
- Revue Historia Thématique no 106, mars-avril 2007, « Vauban, l'Homme de l'année », par Nicolas Faucherre
- Revue Historia Mensuel no 724, avril 2007, « Spécial Besançon: Une capitale aux trésors méconnus », par Éric Pincas
- Magazine hebdomadaire Télérama no 2121, 5 septembre 1990, « Besançon - Doubs… très doux », dossier de la série « De ville en ville » réalisé par Marie-Laure Le Foulon
- Magazine hebdomadaire Pèlerin Magazine no 5841, 11 novembre 1994, « Besançon, discrète et séduisante », dossier réalisé par Luc Balbont

#### Articles de presse
- Quotidien La Croix du 11/12 août 2001, « Besançon, la boucle verte », dossier de la série « Une ville en tenue d'été », par Philippe Royer
- Quotidien Le Monde du 4 février 2001, « Besançon dans son cocon trop douillet », article de Jean-Pierre Tenoux www.lemonde.fr
- Quotidien Le Monde du 18 novembre 2004, « Week-end « patrimoine » à Besançon », article de Jean-Pierre Tenoux www.lemonde.fr
- Quotidien Le Monde du 29 avril 1999, « Besançon, l'heure du renouveau », article de Jacques Brunel www.lemonde.fr
- Quotidien Le Figaro du 18 février 1998, « Besançon: amour, socialisme, consensus et somnolence », article de Thierry Desjardins cgi.lefigaro.fr/cgi/perm/archives/find?url=http://newportal.cedrom-sni.com
- Quotidien Le Figaro du 24 janvier 2007, « Besançon joue contre la montre », article de Philippe Viguie-Desplaces www.figaroscope.fr
- Quotidien Libération no 7318 du 20 novembre 2004, « Besançon avec son temps »
- Quotidien Libération du 27 mai 2012, « Besançon, terreau durable », article d'Eliane Patriarca

#### Guides
- Guide Pélican, Balades autour de Besançon, collection Balades, Éditions du Pélican, 1996  (ISBN 2903696993)
- Lucien Lerat, « Besançon antique », Guides archéologiques de la France, 1990  (ISBN 2110810599)
- Collectif, Petit Futé Besançon 2007, collection City Guide, Petit Futé, 2006  (ISBN 274691834X)
- Collectif, Guide Gallimard Franche-Comté, Gallimard, 1999  (ISBN 2742405070)

#### Histoire et héraldique
- Archevêché de Besançon
- Blason de Besançon
- Chronologie de Besançon
- Comté de Bourgogne
- Histoire de Besançon
- Liste des comtes palatins de Bourgogne
- Principauté épiscopale de Besançon
- Ville libre d'Empire de Besançon
- Ville libre de Besançon

#### Politique et société
- Démographie de Besançon
- Élections municipales à Besançon
- Liste des maires de Besançon
- Personnalités liées à Besançon
- Sociologie de Besançon
- Sport à Besançon

#### Infrastructures
- Transports en commun de Besançon (Ginko)
- Transport à Besançon

#### Patrimoine
- Citadelle de Besançon
- Monuments historiques de Besançon
- Réseau des sites majeurs de Vauban
- Voies et places de Besançon
- Patrimoine ornemental et commémoratif de Besançon